# Monti Iblei

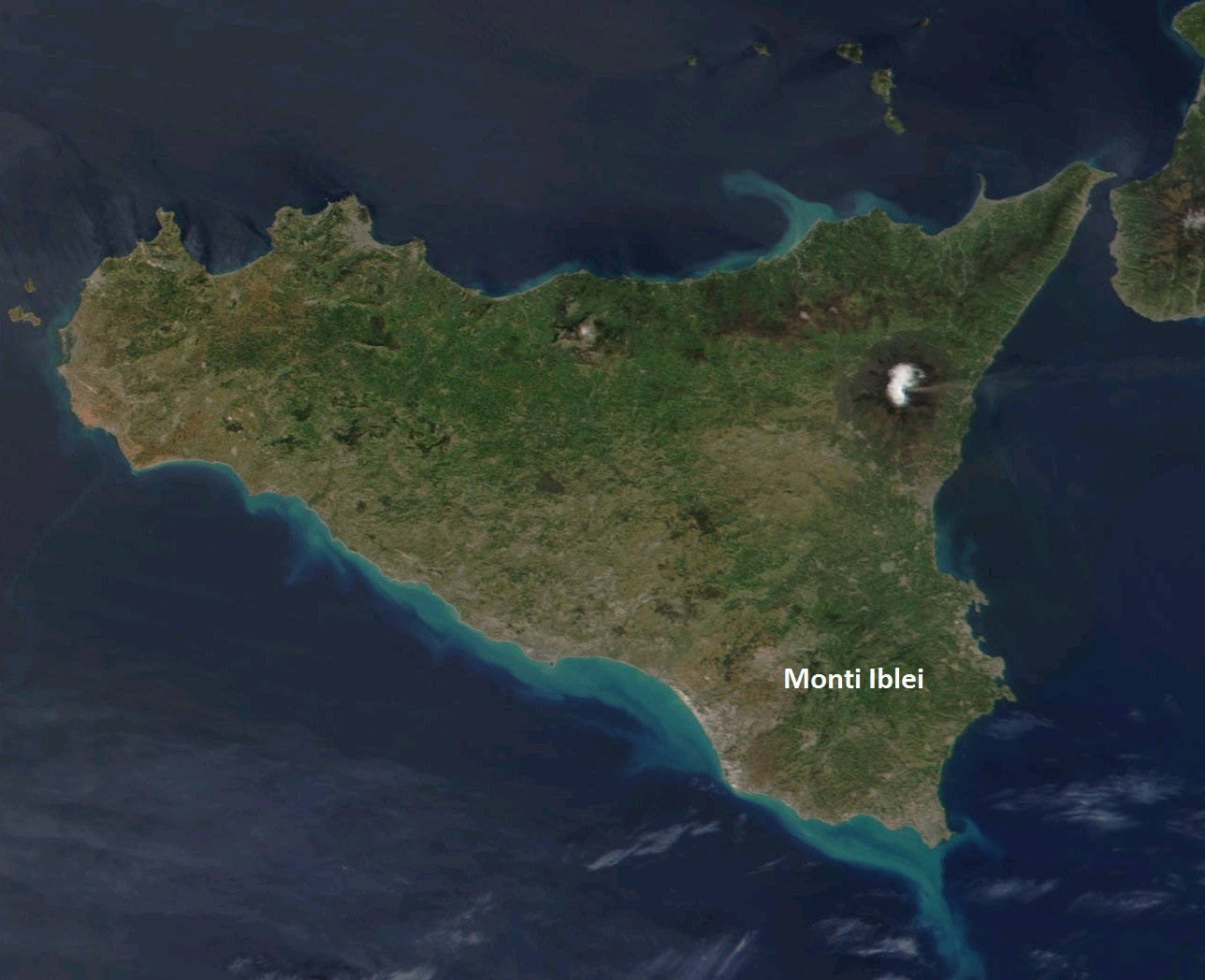
Localizzazione dei monti Iblei

I Monti Iblei (Munt'Ibblei in siciliano, pronunciato /mʊn.tɪbˈblɛ.ɪ/) sono un altopiano montuoso di origine tettonica, localizzato nella parte sud-orientale della Sicilia, compresa tra il libero consorzio comunale di Ragusa, il libero consorzio comunale di Siracusa e in minima parte nella città metropolitana di Catania. Il Monte Lauro, posto al confine tra il siracusano e il ragusano, è la cima più alta, con un'altezza di 987 m s.l.m. Altre cime elevate della catena sono Monte Casale (910 m) e Monte Arcibessi (906 m).
I monti Iblei confinano a nord con la piana di Catania, ad est con il mar Ionio, a sud con il mar Mediterraneo e ad ovest con la piana di Gela e le propaggini meridionali dei monti Erei.

## Origini e storia

### Geologia

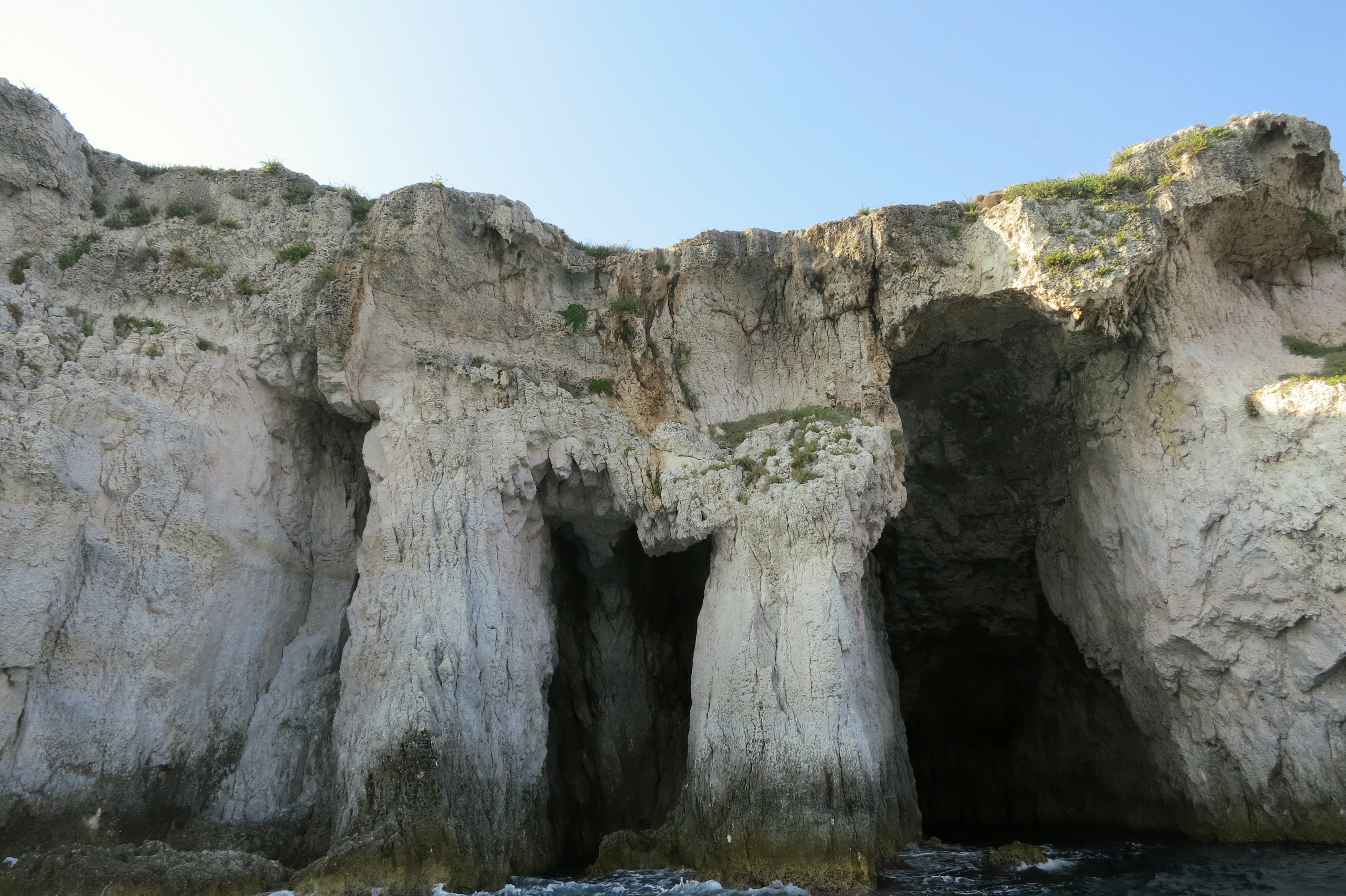
Il carsismo ibleo nella costa di Siracusa

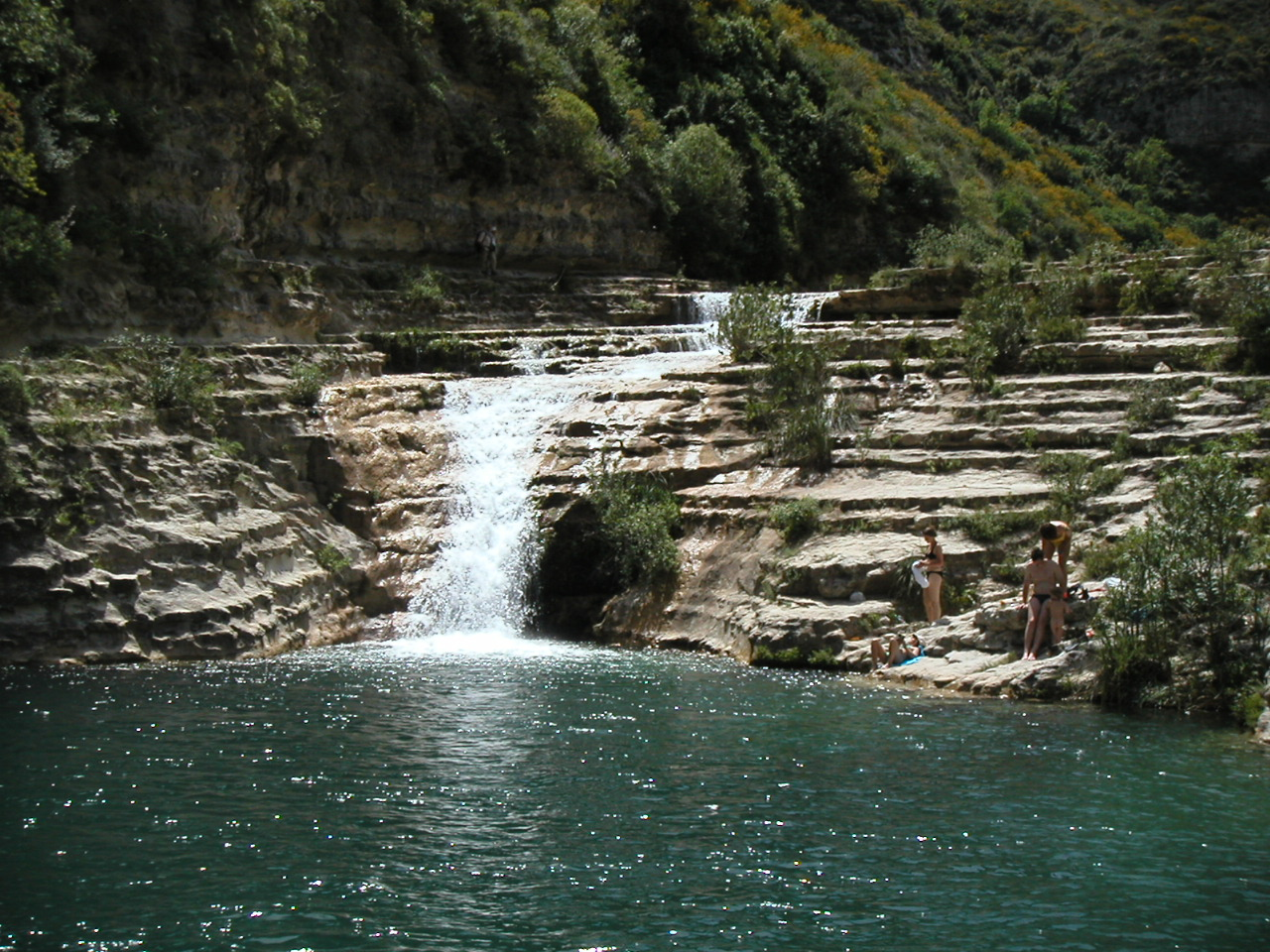
Le profonde incisioni e le acque dolci degli Iblei

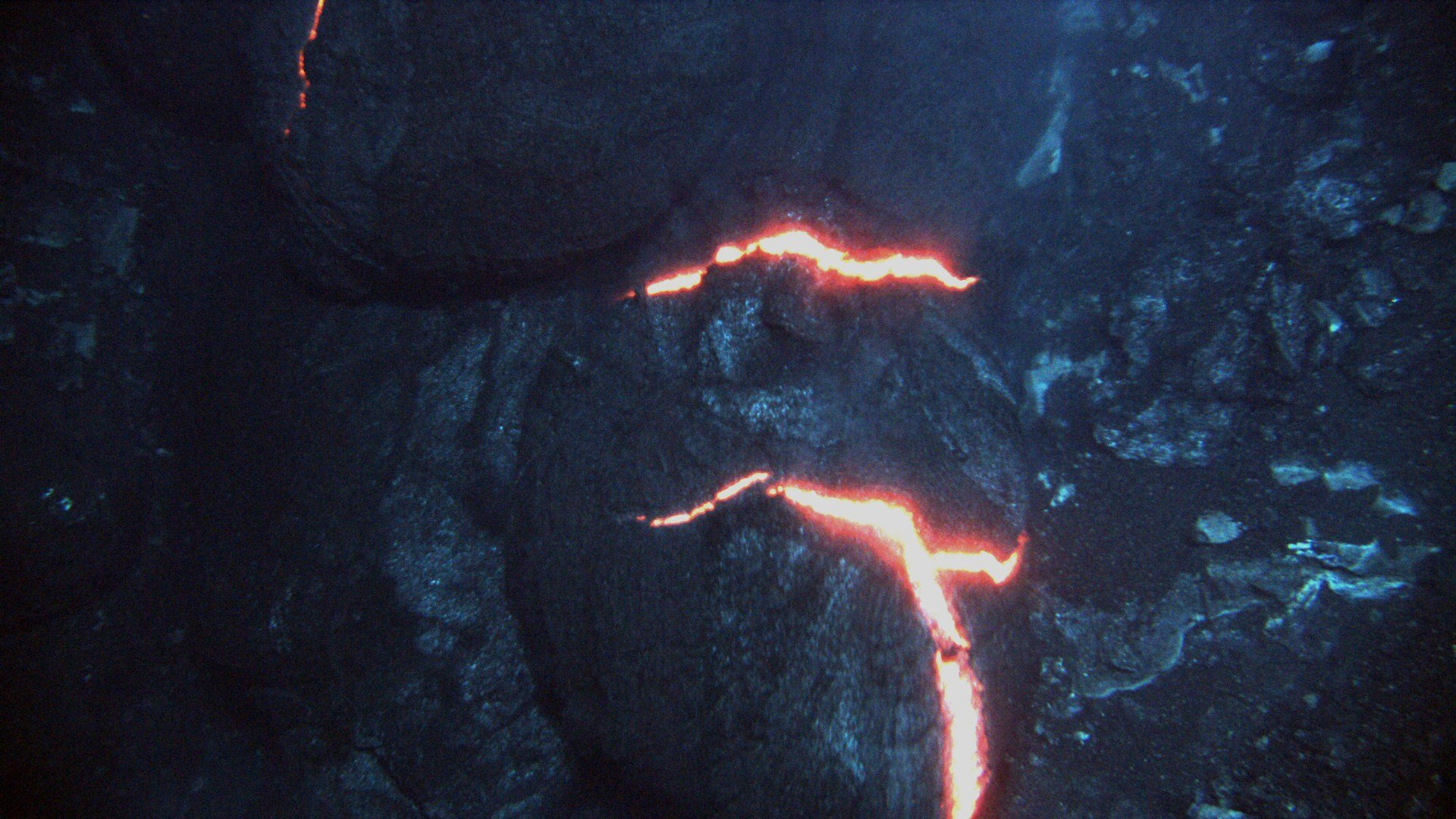
Il vulcanismo sottomarino degli Iblei è stato segnato dalla fuoriuscita di magma dalle fratture

Il complesso montuoso dei Monti Iblei è costituito da un massiccio calcareo-marnoso bianco conchiglifero del Miocene (plateau degli Iblei) in cui, nonostante il sollevamento tettonico che lo ha portato in emersione, gli strati rocciosi si sono mantenuti orizzontali. L'altopiano è stato inciso da numerosi fiumi e torrenti che hanno scavato profonde forre e gole, a volte con andamento meandriforme. Le gole degli Iblei vengono definite anche canyon, per via della loro assimilabilità con i canyon del nord America, ma localmente esse sono note soprattutto come le caratteristiche «cave» degli Iblei; tra queste la più notevole è quella denominata Cavagrande del Cassibile, definita come «il più bel canyon dell'intero tavolato degli Iblei». Antiche condotte freatiche fossili ed antri evidenziano la maturità del fenomeno di erosione/corrosione causate dal carsismo profondo dell'area, specialmente nella parte orientale dove si può osservare la presenza di stalattiti e stalagmiti. Gli Iblei rappresentano infatti una delle aree più importanti della Sicilia per il fenomeno carsico.
Gli Iblei hanno forma sub-circolare, il loro punto focale è dato dal monte Lauro, la cima più elevata del plateau, dal quale si diramano a raggièra le propaggini iblee che vanno degradando dolcemente verso tutte le direzioni.
In origine gli Iblei erano un complesso vulcanico sottomarino. Si tratta di antichissimi vulcani la cui attività, risalente a milioni di anni fa nella storia della Terra, si è ormai estinta (lo studio del vulcanismo ibleo in passato era conosciuto come «il vulcanismo del Val di Noto»). Il vulcanismo ibleo è ben più antico di quello del monte Etna (il quale dista dall'area iblea solo una cinquantina di Km), infatti è cominciato nel Triassico superiore ed alternando periodi di attività con periodi di passività, eruzioni sottomarine e subaeree, è giunto fino al Plio-Pleistocene, spostandosi progressivamente verso nord-est. Le testimonianze di questa attività eruttiva si trovano oggi nella roccia magmatica di colore scuro depositata soprattutto nella parte settentrionale e orientale degli Iblei, e poiché il tipo di vulcanismo ibleo era caratterizzato da eruzioni fessurali sottomarine, il materiale fuoriuscito è noto come lava a cuscino (pillow lava): corpi rotondeggianti osservabili su molte zone degli Iblei.
Nelle zone costiere, nei pressi del mare, si trova una roccia sedimentaria più recente (Pleistocene superiore), una arenaria calcarea che viene denominata pietra bianca di Siracusa; dalla città che con essa fu costruita fin dall'epoca greca (come testimoniano le vaste latomie); la pietra nel sud-est della Sicilia è detta "petra giuggiulena", in lingua siciliana, ovvero "pietra-torrone di sesamo", perché è facile che si sgretoli in granuli di dimensioni simili al sesamo. La stessa roccia altrove in Sicilia è chiamata "tufo" e spostandosi tra gli Iblei assume la denominazione del luogo in cui viene estratta, come la pietra di Modica e la pietra di Comiso. A Ragusa, e in generale nell'altopiano ragusano, è nota un altro tipo di pietra, detta «pietra pece» perché di colore scuro, quasi nera, data dal calcare bituminoso; da esso ha origine l'asfalto.
L'area iblea fa parte, insieme all'area maltese e a quella pugliese, delle propaggini settentrionali della placca africana (gli Iblei rappresentano anche il settore più settentrionale dell’avampaese 
africano), che nell'area mediterranea e quindi in Sicilia ha il suo punto di scontro con la placca euroasiatica. Gli scienziati hanno inoltre individuato la presenza di una micro placca denominata siculo-iblea, intrappolata tra la placca africana e quella euroasiatica; sarebbe la responsabile dei forti terremoti verificatisi nella parte orientale dell'isola. A est, nelle vicinanze di Siracusa, nei fondali del mar Ionio, il plateau degli Iblei continua fino alla scarpata Ibleo-Maltese (o di Malta-Siracusa), la quale giunge a delimitare la piana abissale più profonda del Mediterraneo.
I monti Iblei sono caratterizzati maggiormente da un altopiano e in minima parte da un bassopiano; questo è segnato nel lato occidentale dalla piana Comiso–Vittoria–Acate, nel lato orientale dalla costa fra Avola e Siracusa e dal Graben di Floridia (detto anche Graben dell'Anapo, per via del fiume che lo attraversa) e nel lato sud-orientale dal bassopiano Ispica–Rosolini–Pachino, il quale comprende la depressione della valle del Tellaro.
Caratteristiche fisiche degli Iblei:

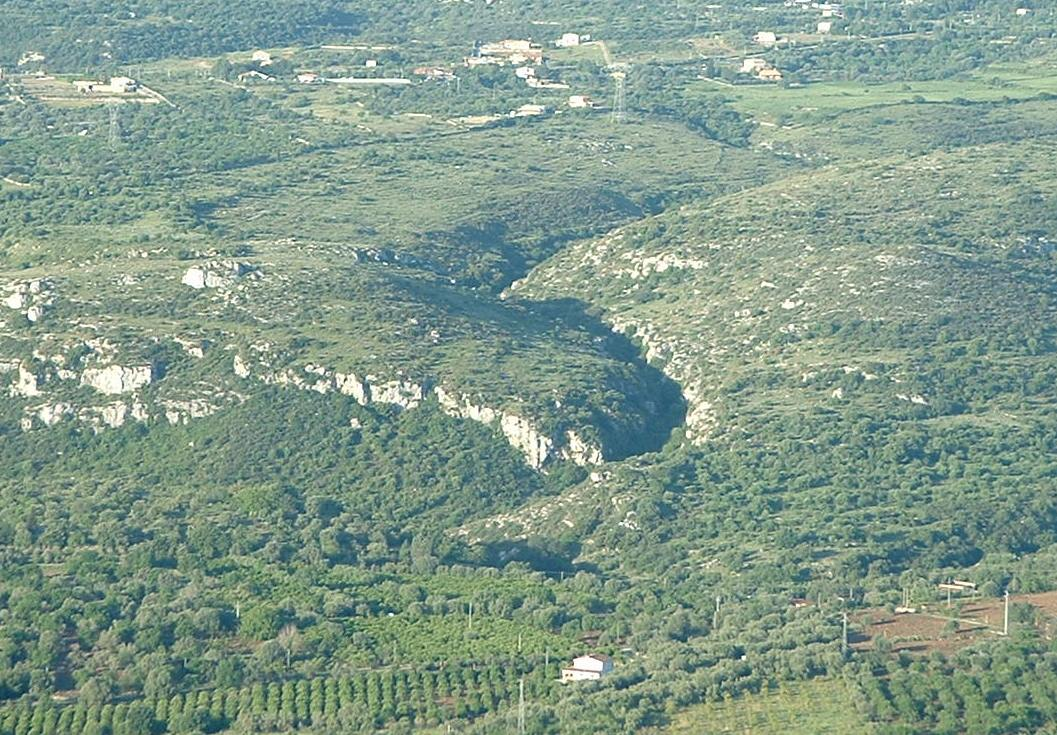
Le fenditure degli Iblei a cava del Rivettazzo, Solarino
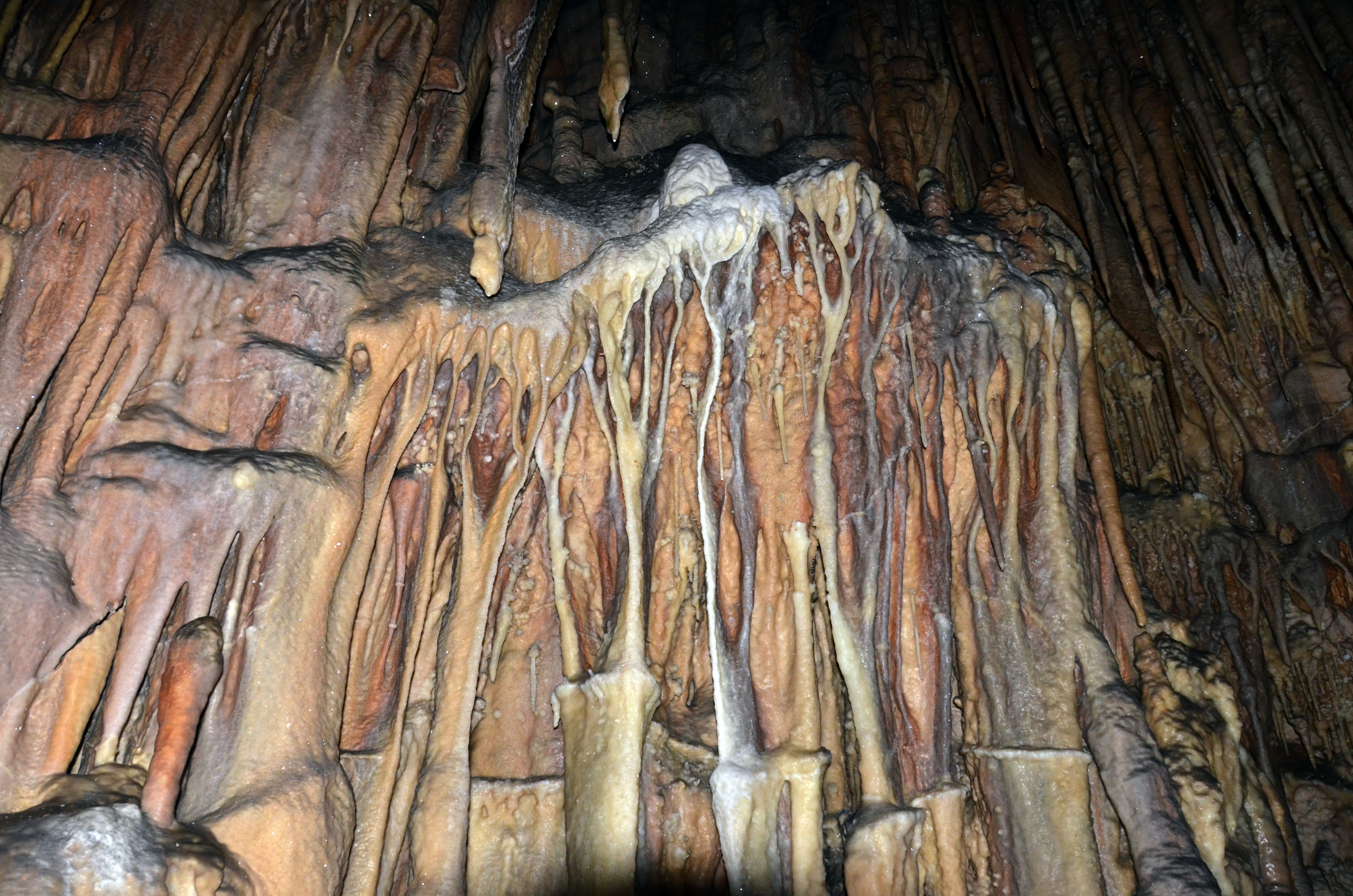
Stalattiti e stalagmiti nella grotta Monello
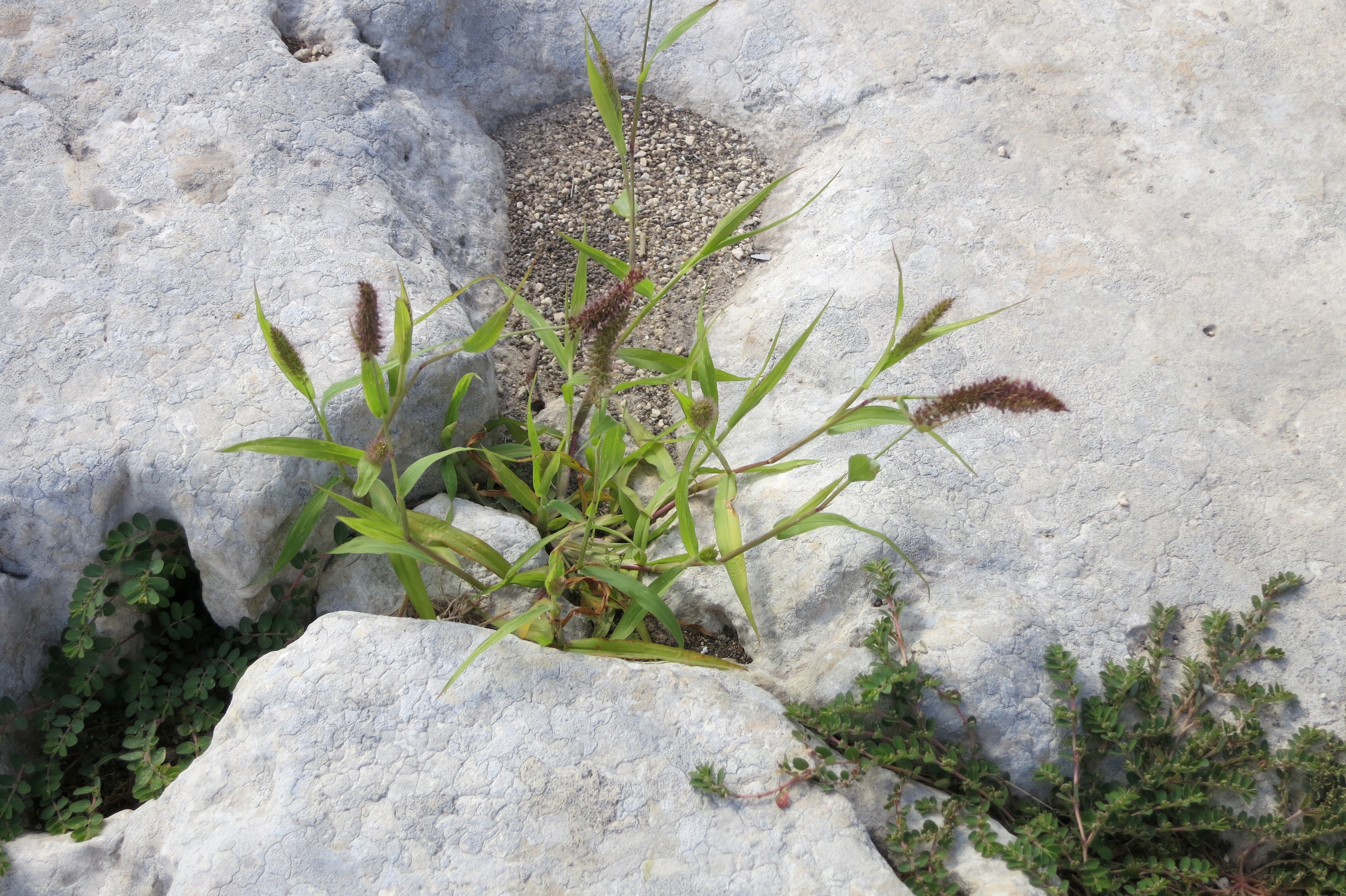
La pietra bianca di Siracusa
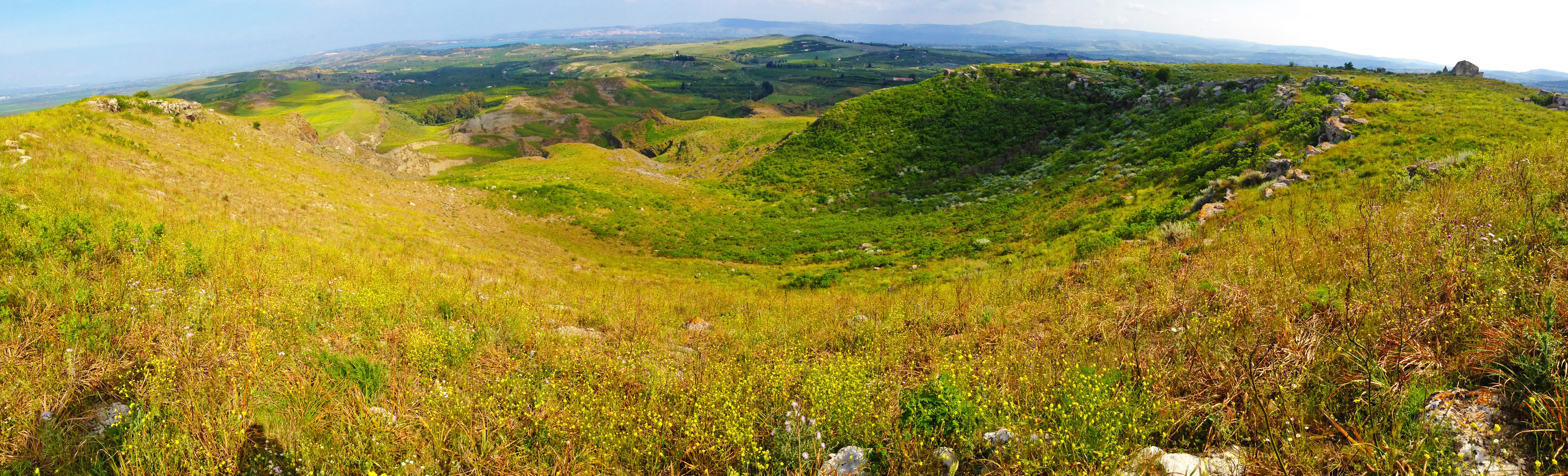
Antico cratere sul monte San Basilio, Lentini
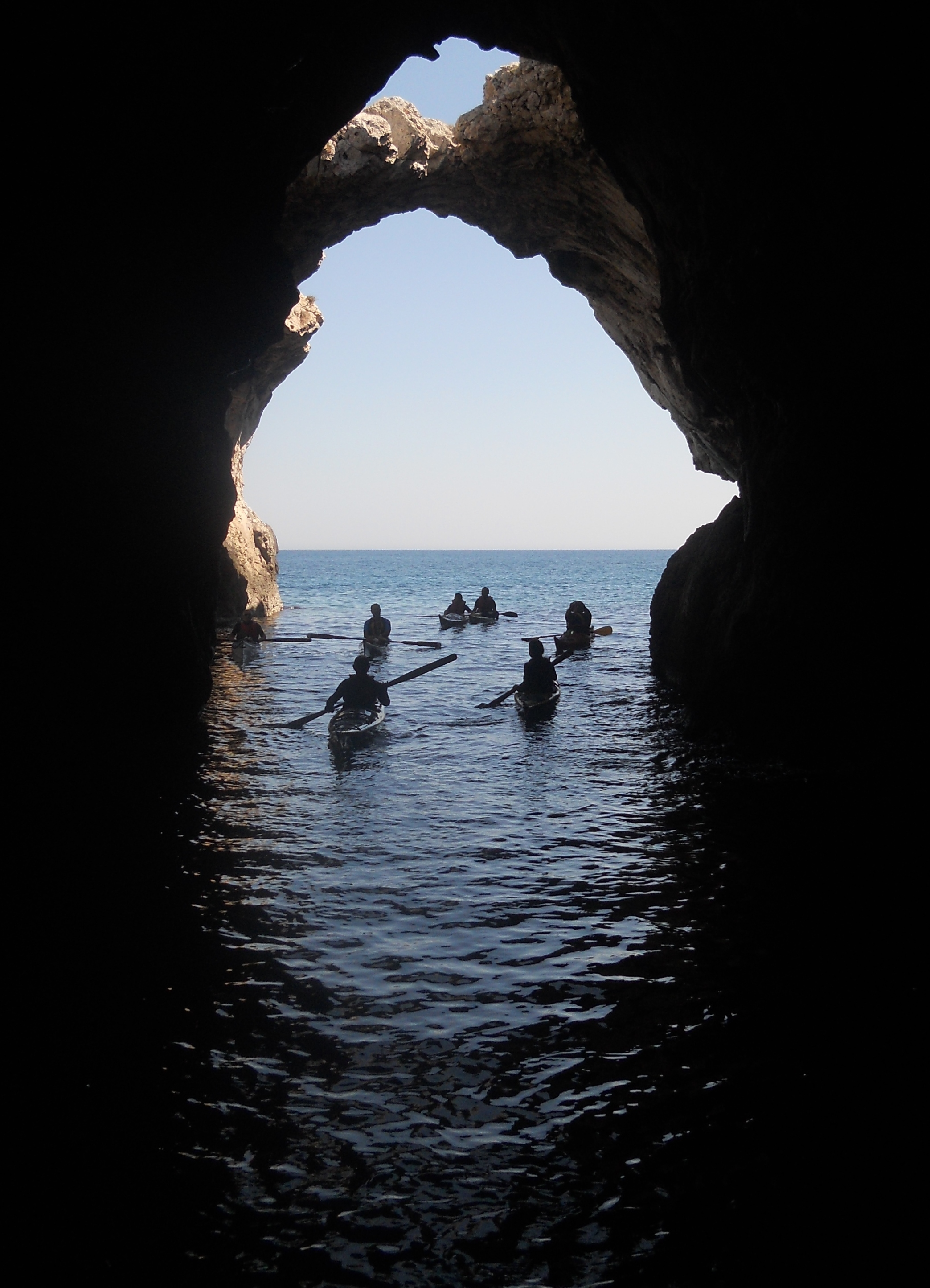
La grotta Degli Innamorati, Santa Panagia, Siracusa
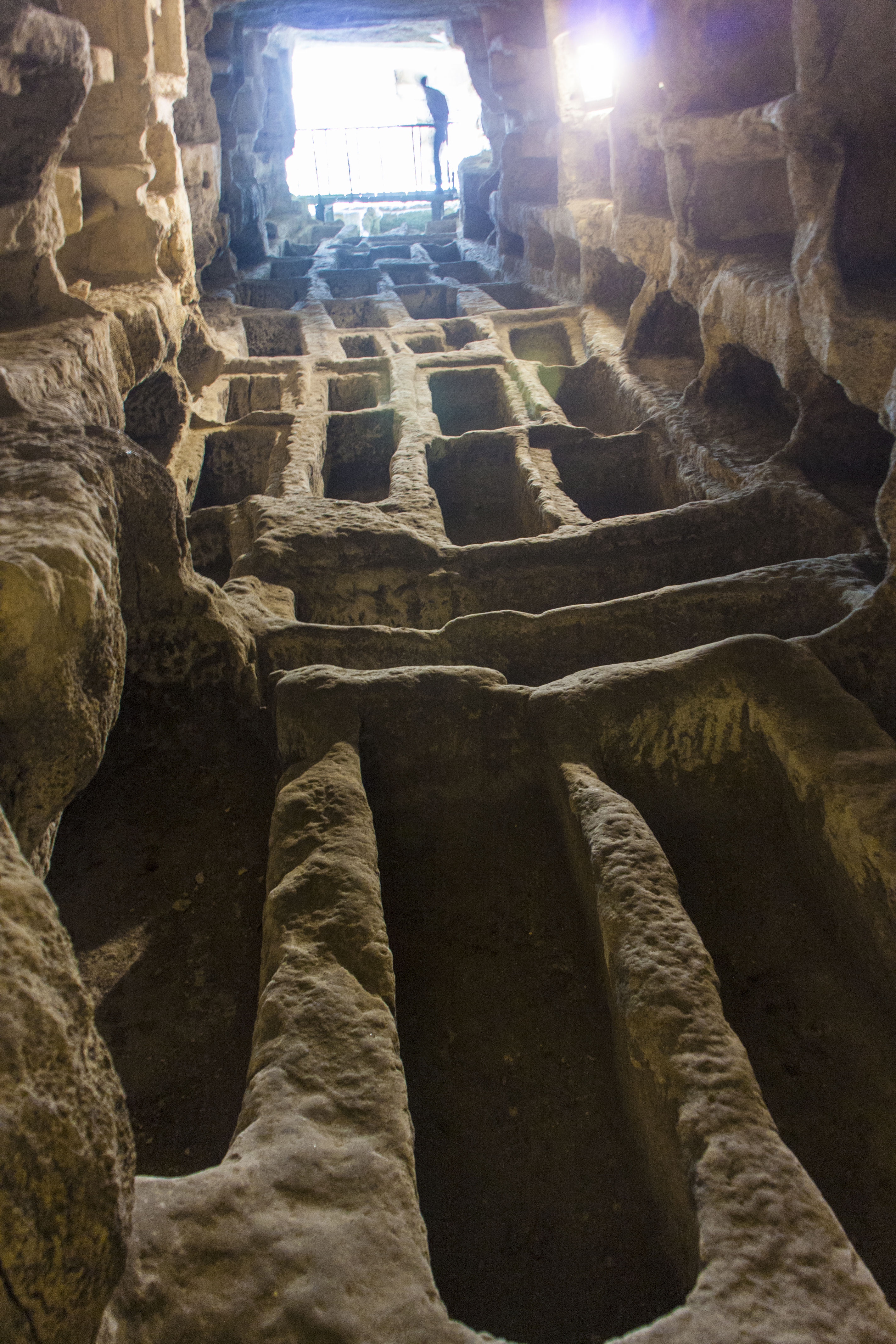
La grotta Larderia, cava d'Ispica

### Etimologia e insediamenti
(Publio Papinio Stazio, Silvae III, 11, 118.)

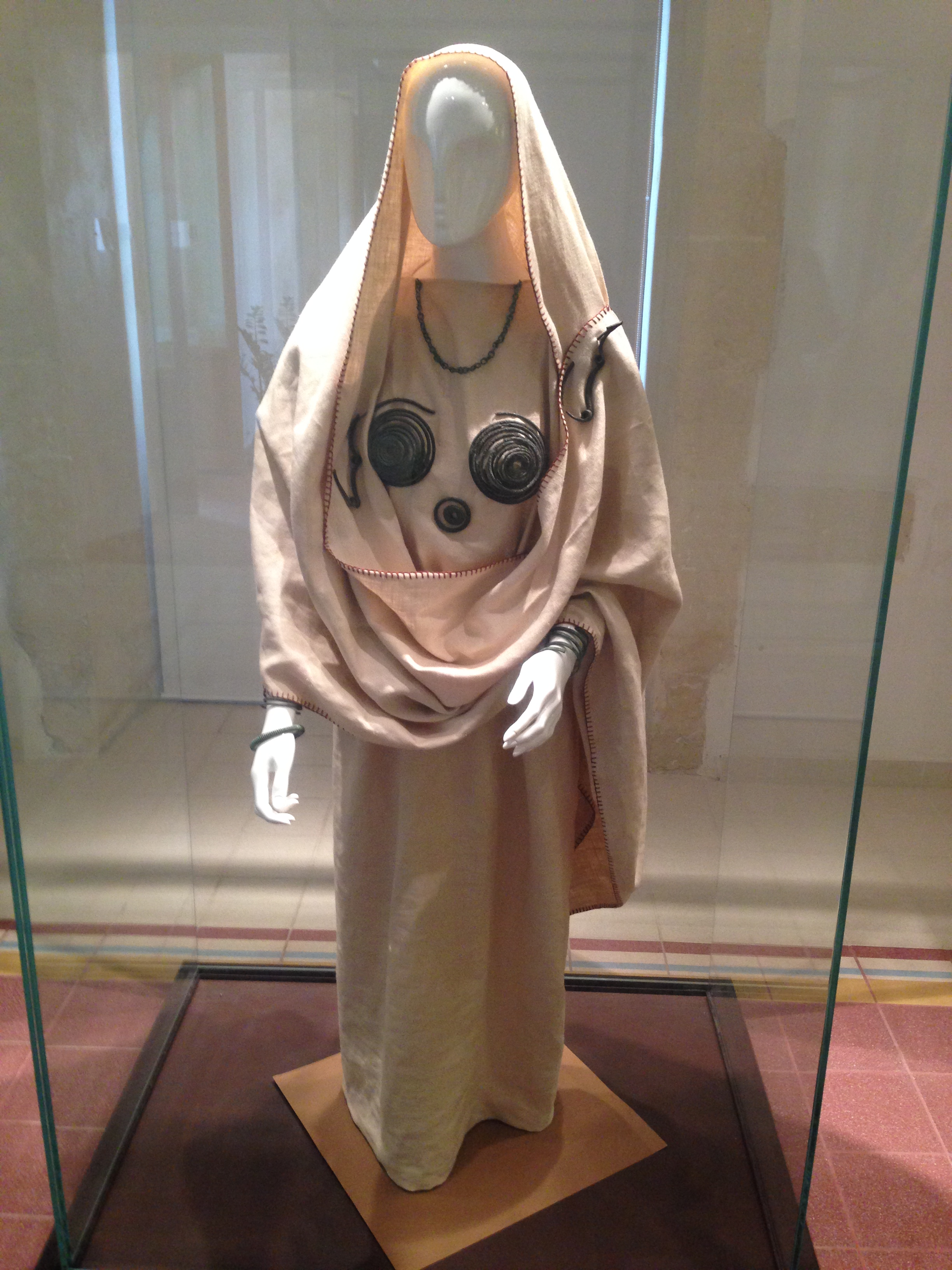
Ricostruzione dell'abbigliamento protostorico con materiale proveniente dalla colonia iblea di Akrai

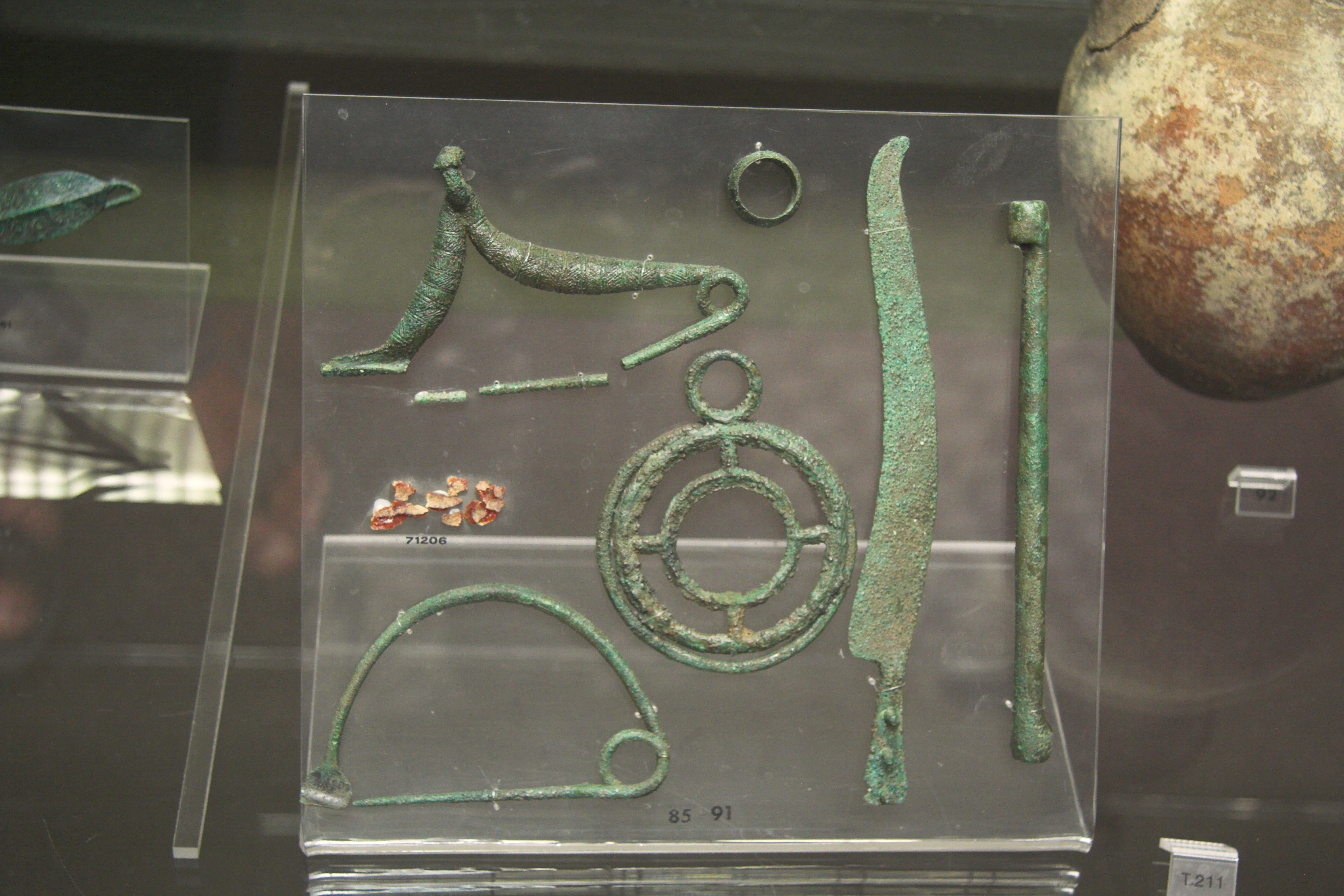
Decorazioni e coltelli dell'età del bronzo rinvenuti sui monti Iblei

Lo storico Publio Papinio Stazio desiderava che l'imperatore romano Augusto venisse condotto a vedere il corpo del conquistatore macedone Alessandro Magno, il quale, a suo dire, era stato imbalsamato con il miele ibleo e per questo era rimasto integro secoli dopo: il miele ibleo era un'eccellenza prodotta nelle terre degli Iblei (in greco antico: ῾Υβλαῖος?, Hyblaeus); gente che prendeva il nome dall'antica città di Ibla (Υβλα), risalente al tempo pre-greco, la cui localizzazione resta tutt'oggi un mistero. Gli antichi storici greci, come Tucidide, Pausania il Periegeta e Stefano di Bisanzio, nelle loro narrazioni, affermano tutti che esisteva più di una città chiamata Ibla tra questi monti; tra le varie possibili spiegazioni si è quindi supposto che dal nucleo di un'unica Ibla originale ne siano in seguito state fondate altre, conosciute con i nomi di Megara Iblea, Ibla Geleatide (o Gereatide), Ibla Erea.
(Studi megaresi, p. 34, n. 108.)
Da un punto di vista archeologico, solamente l'Ibla dei coloni Megaresi è stata individuata: sorta nell'area odiernamente occupata dal comune siracusano di Augusta; secondo Strabone essa prese il nome da un'altra antica Ibla famosa per il suo miele, mentre secondo Tucidide si chiamò così in onore del re dei Siculi, Iblone, il quale, concedendo parte della sua terra ai greci ed essendo presente al momento del loro insediamento, aveva svolto un ruolo ecistico e per questo motivo i greci avevano intitolato la loro città Iblea, in suo onore. Tuttavia, pur considerando storica la figura di Iblone, resta incerta l'origine del toponimo Ibla, in quanto gli storici concordano nel dire che Iblone non fu eponimo di Ibla, ovvero non diede il suo nome alla città ma a sua volta deve aver tratto l'etnonimo o dalla città stessa o da un'antica divinità del luogo, conosciuta da Pausania come dea Iblea, ma si presume che «Iblea» non fosse il nome della divinità ma solo l'identificazione della località dove la dea veniva venerata. Va inoltre considerato che il toponimo Ibla esisteva anche al di fuori della Sicilia: altre Ible esistevano in Anatolia e in Siria. Quella dell'Anatolia era famosa per essere la sede di un oracolo divinatorio, il che potrebbe riallacciarsi agli indovini che abitavano l'Ibla siciliana, i Galeoti («esegeti di prodigi e di sogni»); va infatti notato che secondo lo storico Esichio di Alessandria il termine Iblese significava per l'appunto «Indovino». L'Ibla della regione siriaca era invece la più importante: capitale di un antico regno, conosciuta con il nome di Ebla (Ibla negli antichi annali), citata nelle cronache del faraone egizio Thutmose III, il significato del suo nome vorrebbe dire «Pietra Bianca» o «Collina Bianca», poiché bianche erano le pietre calcaree con le quali venne costruita.
L'Ibla siriaca era già nota ai sovrani dell'impero accadico, i cui confini giungevano fino al mar Mediterraneo, e annoverandola tra i propri domini parlavano di foreste dei cedri e di montagne d'argento. Ma Ibla permette di risalire ancora più in là con la linea del tempo; infatti in quella che è considerata la prima e più antica rappresentazione cartografica al mondo, figura il nome di Ibla (Maikàn-Dûr-Ibla o in sumerico: Mas-gan-bad-ib-la), figura insieme a quello di un'altra località detta Azala, in quella che è la rappresentazione di una valle fluviale fra due file di colline nel nord della Mesopotamia; la mappa proviene infatti da un sito mesopotamico 200 miglia a nord di Babilonia; è la più antica menzione del toponimo «Ibla».

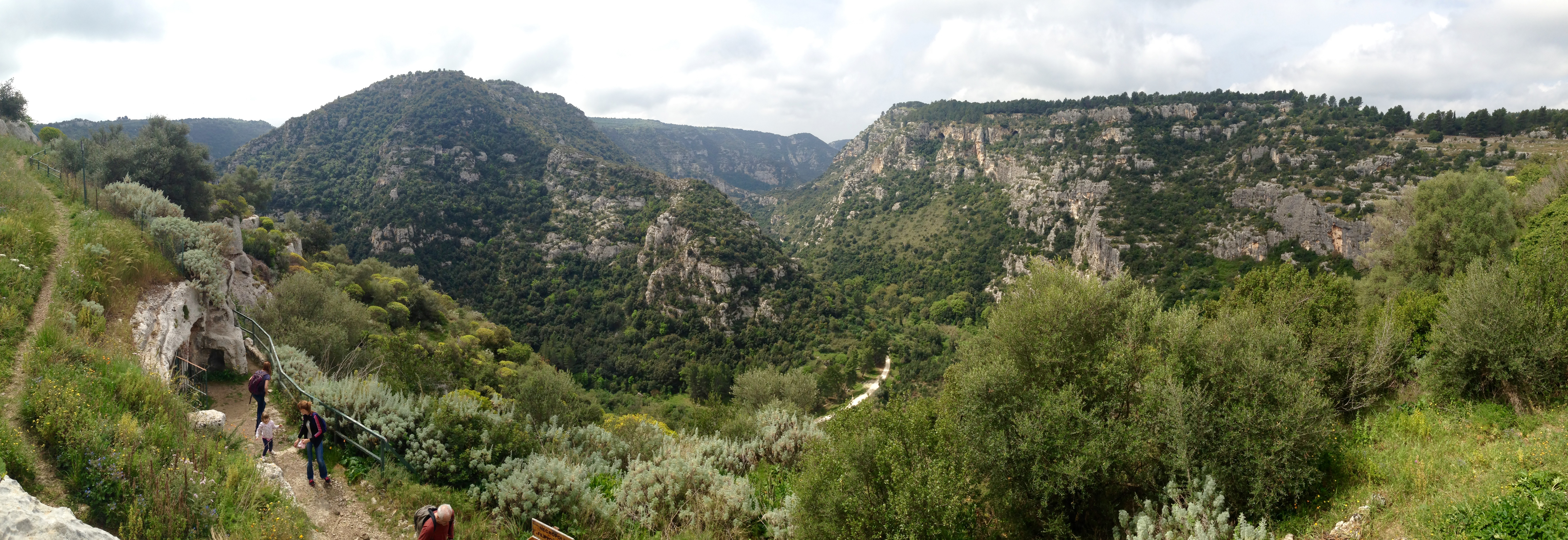
Le valli degli Iblei: il luogo dove sorgono le necropoli rupestri di Pantalica visto da San Micidiario

Essendo il territorio ibleo ricco di testimonianze archeologiche risalenti all'età preistorica e non essendovi certezza sul sito di ciascuna Ibla menzionata dagli storici antichi, sono sorti diversi dibattiti su dove collocare le Ible siciliane: una delle possibilità più note è quella di collocare la principale, ovvero la Maggiore detta da Stefano Hybla Mayor, presso Pantalica, il sito archeologico che con le sue 5 000 tombe rappresenta la necropoli rupestre più grande d'Europa, entrata a far parte dei patrimoni mondiali dell'umanità, fu punto focale degli insediamenti di Sicani e Siculi; il suo declino coincide con la venuta dei greci presso gli Iblei, ma il dibattito rimane aperto: l'Ibla mellifera è contesa tra i siti archeologici di Sortino, Melilli, la valle del Marcellino, Avola, Ragusa e anche in siti siciliani al di fuori dei monti Iblei. Sul sito preistorico di Ragusa nel 1600 il geografo Filippo Cluverio vi identificò l'Ibla detta Erea, in base alla dicitura, divenuta in seguito ampiamente discussa, trascritta sulla tavola Peutingeriana: Nible. (in tempi odierni il centro storico di Ragusa proprio in ricordo di tale tradizione si è denominato Ragusa Ibla).
Al di là dell'antico dibattito sulla localizzazione delle Ible, il territorio ibleo rimane un luogo ricco di insediamenti preistorici: basti pensare che sulle ultime propaggini degli Iblei orientali, nei pressi dell'entrata nord della città di Siracusa, si sviluppò la più antica civiltà neolitica della Sicilia, detta di Stentinello, i cui reperti risalgono oltre il 5000 a.C.

### Storia antica

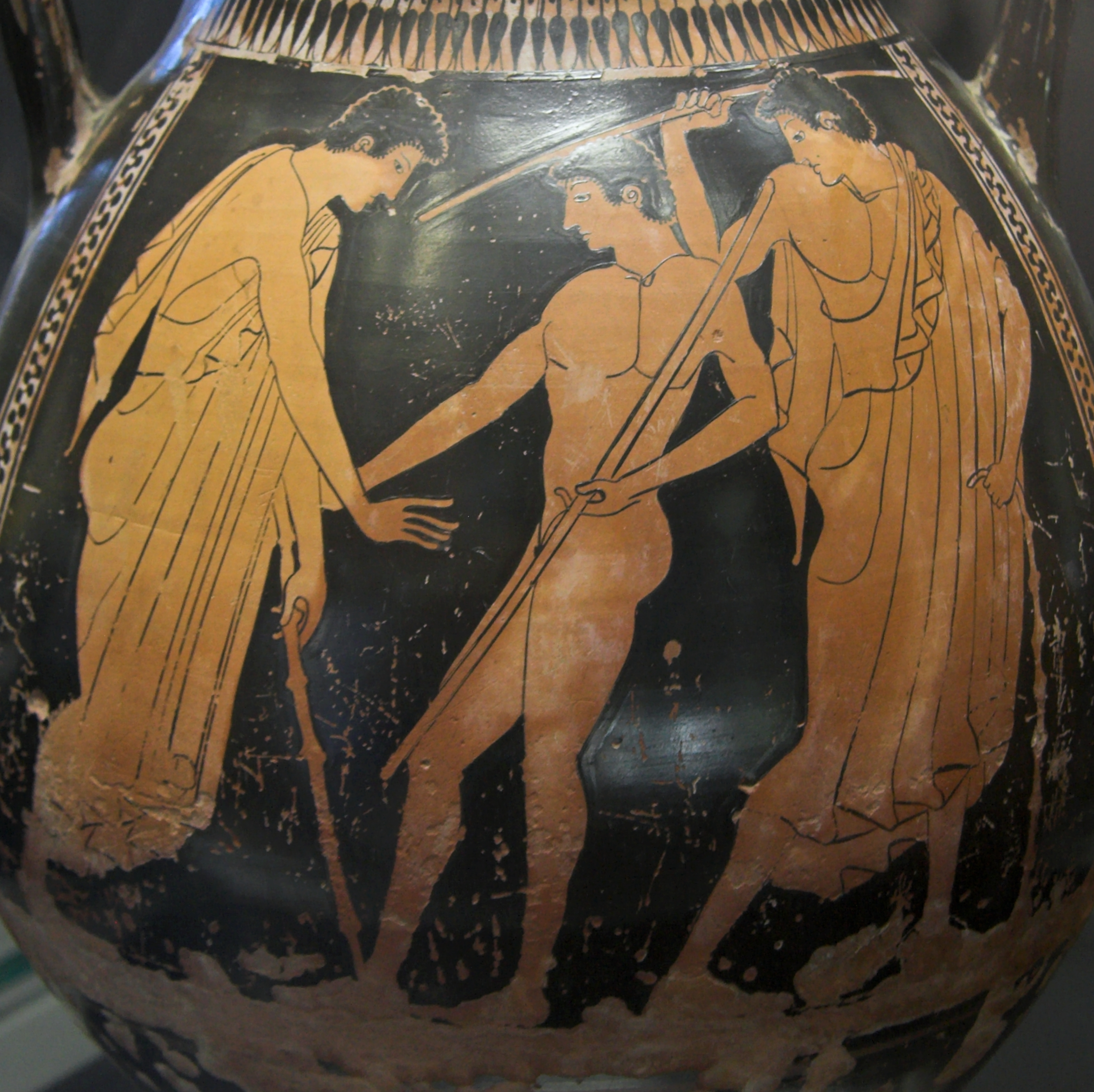
Giovani guerrieri (efebi) raffigurati su un vaso siracusano del 475 a.C.

La storia degli Iblei è strettamente legata a quella dell'antica Siracusa, il suo centro più egemone: la polis colonizzata nell'VIII secolo a.C. dai Corinzi divenne a sua volta madrepatria di diverse colonie stabilite in punti strategici dei monti Iblei: la sua prima fondazione fu Akrai (ricadente nel comune di Palazzolo Acreide), situata sul punto più alto dei rilievi posti alle spalle della polis aretusea, su di un luogo che dominava strategicamente la valle dell'Anapo, guardando Pantalica; la seconda colonia aprì ulteriormente la strada verso la parte più centrale e impervia degli Iblei, con Casmene, sita sul monte Casale, nei pressi del Lauro, Siracusa si assicurava il controllo dei monti, muovendosi da quell'altura verso tutte le direzioni: a nord era possibile raggiungere Pantalica, a ovest e a sud vi erano le valli del Dirillo e dell'Ippari; terra di confine con la piana di Gela. Una volta che si aprirono la via, i Corinzi di Siracusa crearono altri avamposti presso il Dirillo: Akrillai, Scornavacche, Bidis, Piano Pizzo. I Siracusani non trascurarono nemmeno la parte costiera degli Iblei, affiancando alla via dei monti una via marittima che diramava verso sud: in un primo momento vi fondarono Eloro, sulla parte sinistra della foce del Tellaro, posta a guardia dell'omonimo valico; colonia dal carattere prettamente militare, fu teatro di importanti battaglie. Poi si spinsero fino alle propaggini occidentali degli Iblei andando a fondare sulla foce del fiume Ippari la colonia di Kamarina (il cui sito odiernamente ricade in gran parte nell'area comunale di Ragusa).

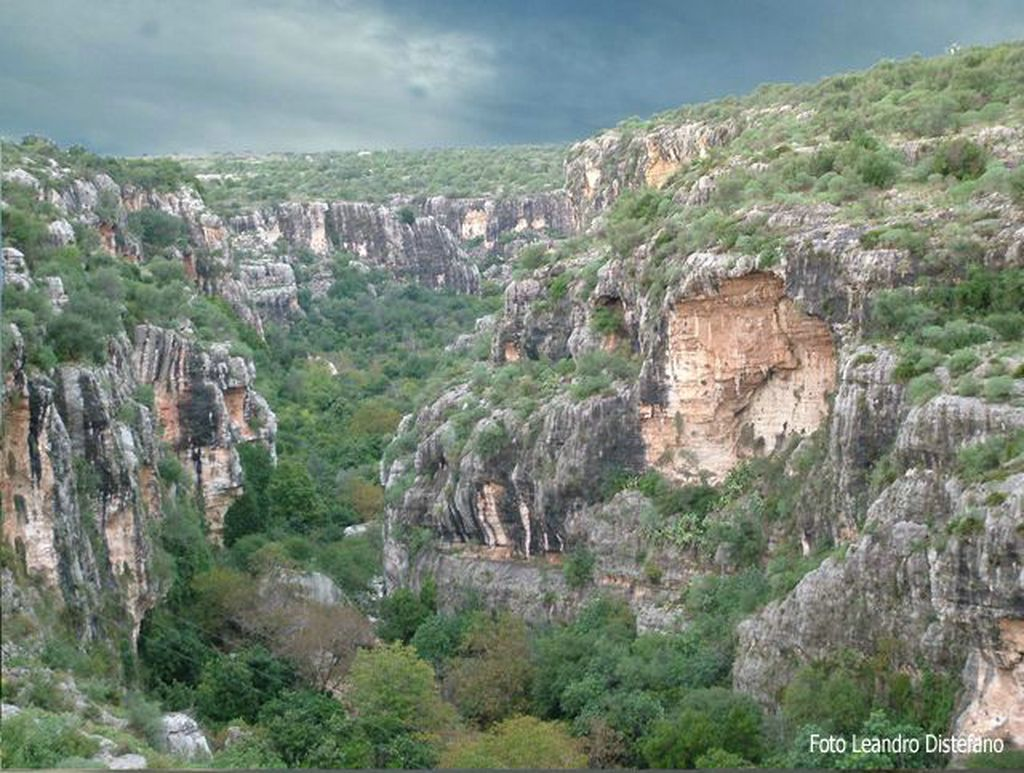
Cava d'Ispica, posta tra i comuni di Modica e Ispica, fu uno dei pochi territori siculi non occupato dai Greci di Siracusa

Lo scopo di queste prime colonie era quello di proteggere il territorio dall'espansione di altri gruppi di greci; ad esempio dai temibili rodio-cretesi di Gela. Ma ad un certo punto avvenne la ribellione della colonia più lontana da Siracusa, Kamarina, la quale si alleò con i Barbari, ovvero con gli autoctoni del luogo, i Siculi, nel quadro di un'ampia guerra tra gli indigeni e i nuovi venuti. La rivolta venne infine sedata e la popolazione di Kamarina esiliata. In seguito Kamarina venne ceduta ai Gelesi, in cambio della libertà dei prigionieri Siracusani dopo che questi erano stati sconfitti da Ippocrate di Gela nei pressi del fiume Eloro; Ippocrate infine morì combattendo sotto le mura di Ibla (un'Ibla priva di appellativo, citata da Erodoto, la cui posizione non ci è nota). I Gelesi riuscirono ugualmente a insediarsi nel governo di Siracusa, tramite il successore di Ippocrate, Gelone I, il quale però trasferendo la corte dei tiranni da Gela a Siracusa decretò il definitivo declino della sua patria e inaugurò una nuova epoca secolare di potere in quella che sarebbe divenuta nota come la città dei tiranni. Fu Gelone a dare l'ordine di distruggere Megara Iblea nel 481 a.C., sorta troppo vicina a Siracusa, e di trasferirne gli abitanti nella polis aretusea. Nel frattempo con l'espansione sorsero dei conflitti anche con le polis site a nord, sulle ultime propaggini degli Iblei a settentrione, così Leontini venne occupata dai Siracusani e fatta divenire avamposto militare.

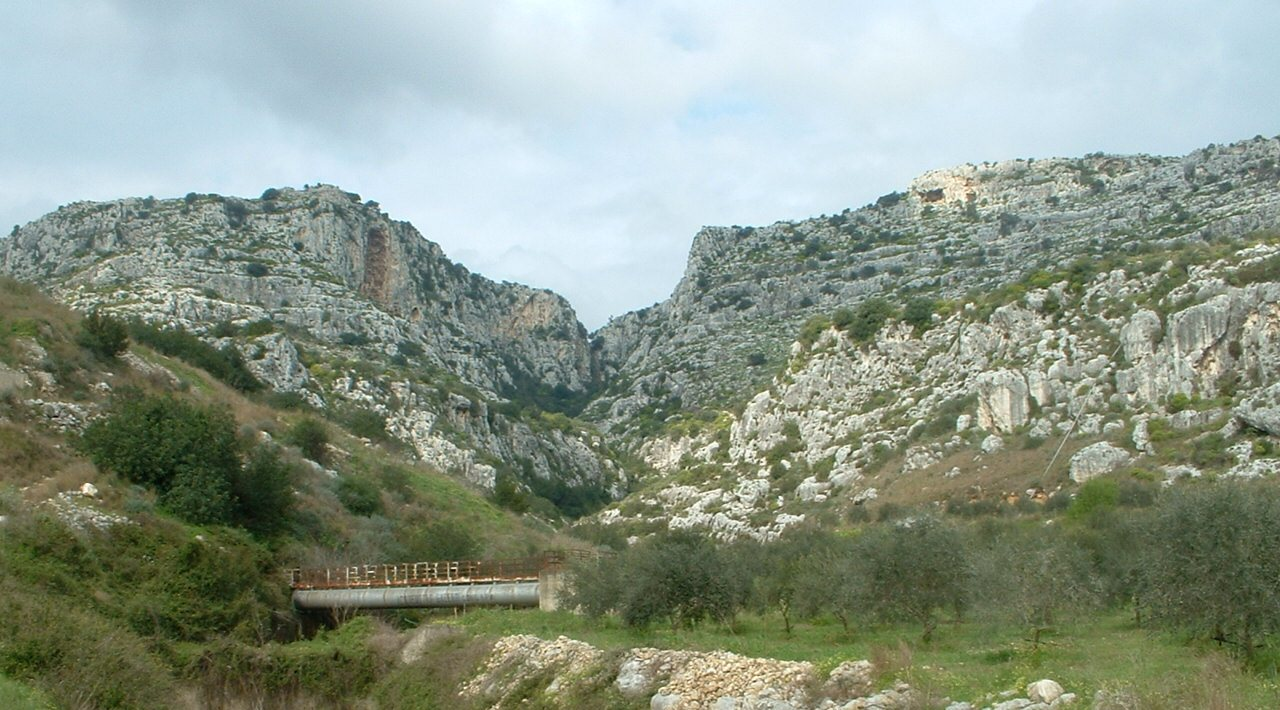
I monti Climiti dove gli Ateniesi vennero intercettati

Gli Iblei vennero coinvolti nelle guerre scaturite dall'espansione dei Greci: è il caso del conflitto scoppiato tra il siculo Ducezio e le poleis siceliote; questi riuscì a creare una lega nella quale riunì la maggior parte delle città sicule, eccetto Ibla, come ci informa Diodoro Siculo, la misteriosa capitale iblea non volle aderire alla guerra di Ducezio contro le città greche. La guerra venne infine vinta dai Greci e Ducezio venne esiliato dai Siracusani presso Corinto. Ma Ibla partecipò invece alla guerra contro Atene, divenendo una delle poche alleate di Siracusa quando la capitale dell'Attica approdò in Sicilia con il suo poderoso esercito, e attaccata dagli ateniesi la città indigena riuscì a non farsi conquistare. Gli Ateniesi durante la loro fuga mortale via terra scelsero di scappare verso Akrai ma giunti ai monti Climiti, ultima propaggine orientale degli Iblei, vennero intercettati dalle sentinelle siracusane e costretti a cambiare rotta; così si rivolsero verso sud, percorrendo la via Elorina, ma una volta arrivati alla foce del fiume Asinaro (attuale territorio costiero di Noto) vennero raggiunti e decimati dall'esercito avversario.
Gli Iblei seguirono la storia del resto della Sicilia: dopo i secoli passati sotto il dominio dei tiranni siracusani, il territorio passò sul finire del III secolo a.C. sotto il dominio di Roma. Fu con gli antichi Romani che il miele ibleo divenne il prodotto più noto di queste valli, esportato in grande quantità.

### Nelle epoche successive

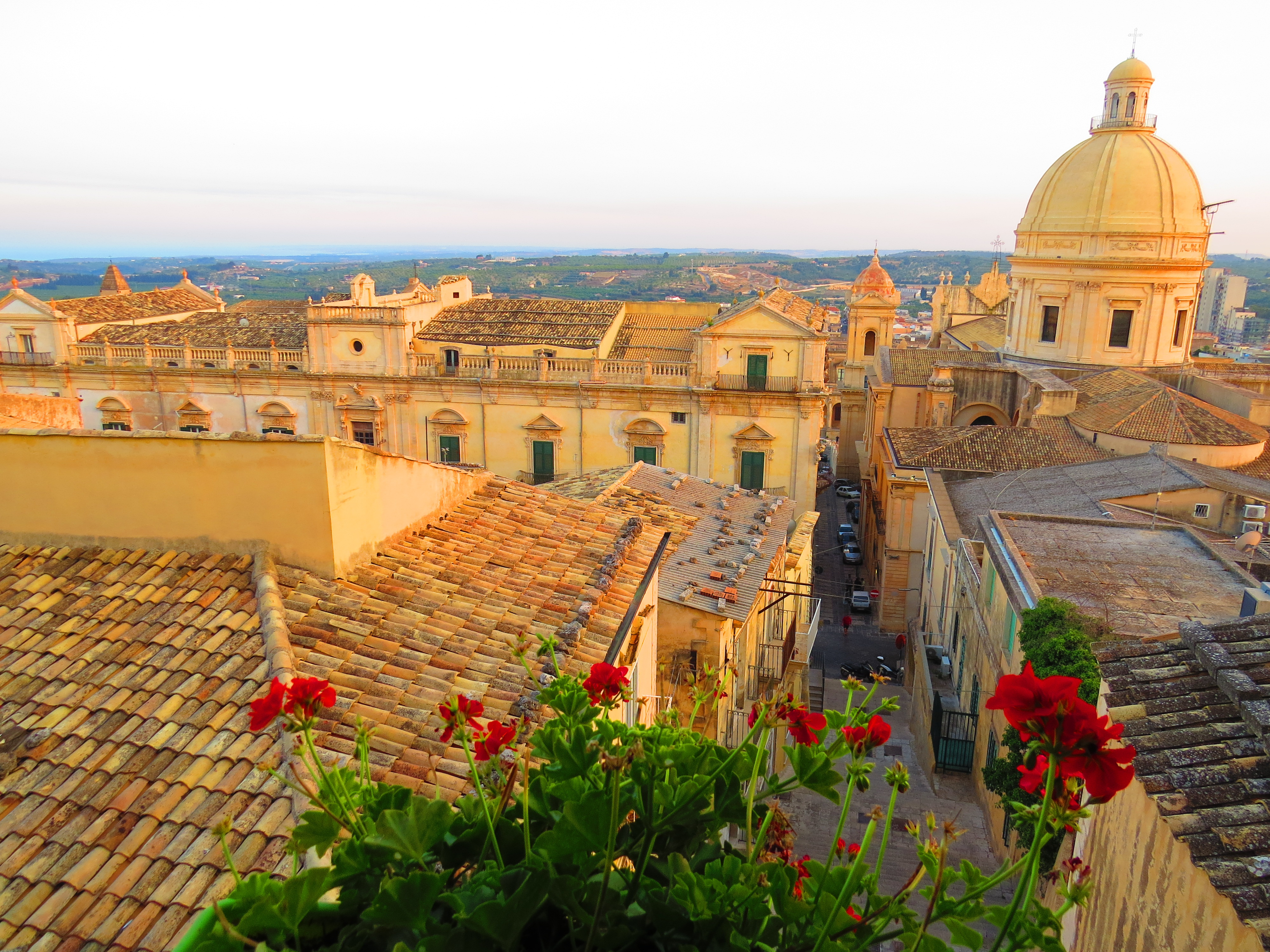
Veduta di Noto

I Romani istituirono la provincia Siracusana che in sostanza comprendeva i territori un tempo sotto il dominio dei tiranni aretusei; il confine era segnato dal fiume Salso (Imera meridionale), nella Sicilia centrale. La situazione rimase pressoché immutata anche sotto l'Impero bizantino: Siracusa era ancora capitale dell'intera Sicilia, e con l'arrivo di Costante II divenne per un quinquennio capitale di tutto l'impero: da Occidente a Oriente. La situazione mutò con l'arrivo degli Arabi: i monti Iblei furono difficili da conquistare per gli islamici, mentre la parte occidentale della Sicilia era già caduta in loro potere, gli Iblei resistevano ancora; la caduta di Siracusa segnò una svolta definitiva. Gli Arabi divisero la Sicilia in tre valli: gli Iblei vennero ricompresi nel val di Noto, così chiamato da uno dei centri abitati collinari della regione iblea.
Il dominio islamico durò relativamente poco e i tentativi di riconquista da parte dei Bizantini non cessarono mai; giunsero così i Normanni, prima al seguito del generale bizantino Giorgio Maniace e poi con una propria bandiera. Conquistato, il territorio passò sotto le insegne dei nuovi sovrani di Sicilia che stavolta risiedevano distanti dagli Iblei, poiché Siracusa aveva perso il titolo di capitale in favore di Palermo. Il val di Noto ebbe lunga vita e attraversò tutta l'epoca medievale della Sicilia.

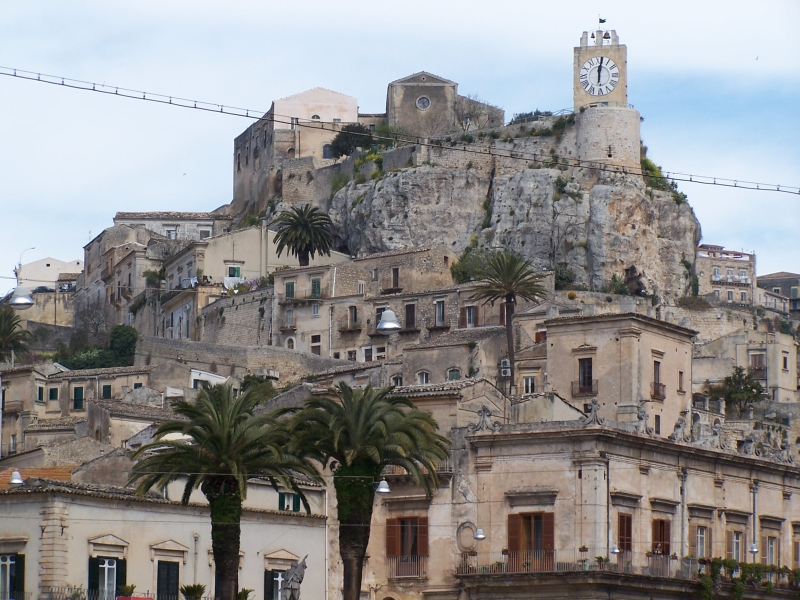
Il castello di Modica

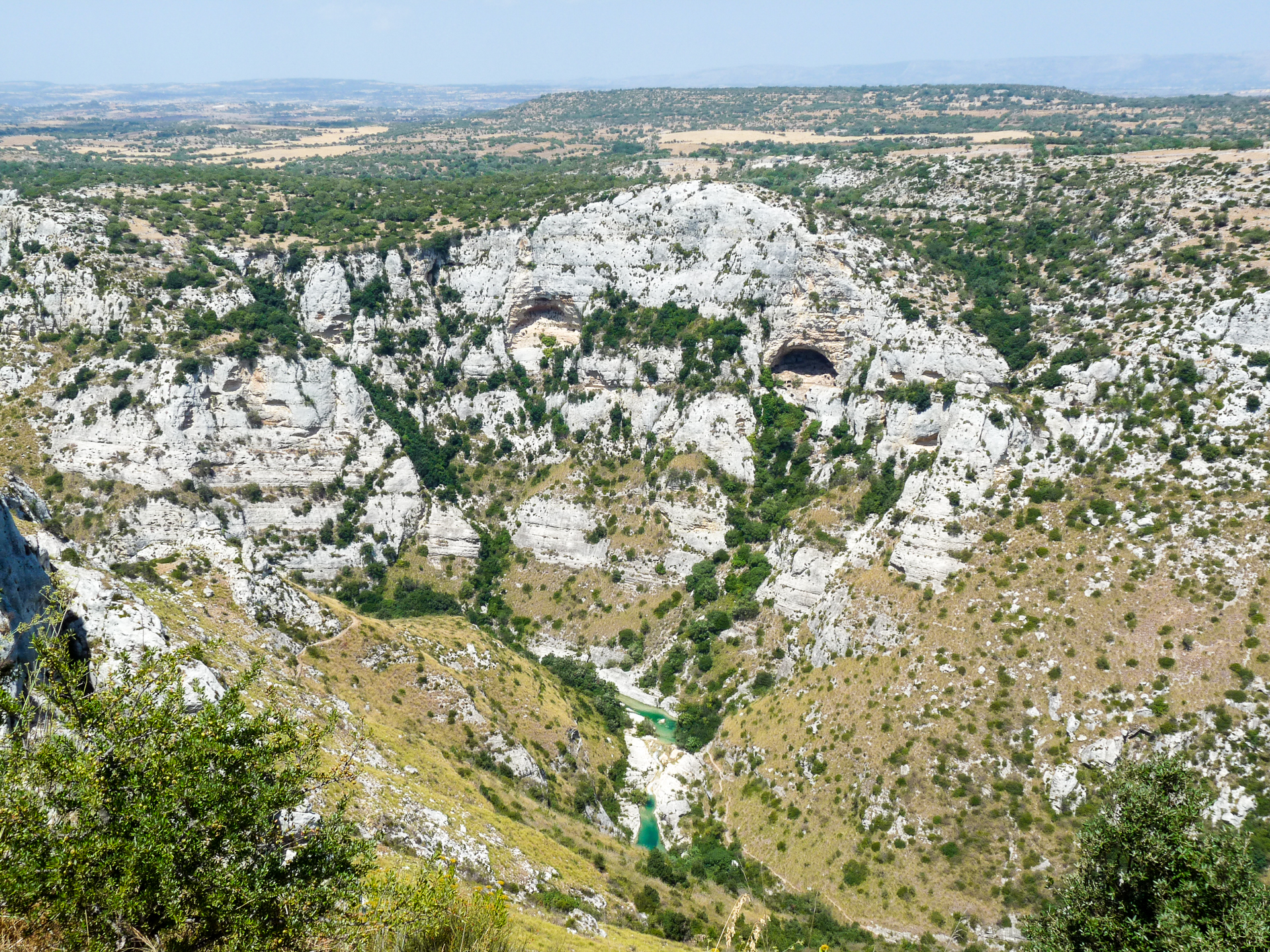
Cavagrande del Cassibile nei pressi di Avola antica

Nel frattempo nell'XI secolo il Gran Conte Ruggero fece diventare Siracusa la prima contea di Sicilia; affidandola a suo figlio Giordano d'Altavilla. Nel 1296 venne inoltre istituita all'interno del vallo la contea di Modica, la quale arrivò a comprendere la gran parte dei feudi siti sugli Iblei occidentali, compresa la più antica contea di Ragusa, mentre quelli orientali oltre che in Siracusa erano inquadrati nella contea di Agosta (attuale comune di Augusta) che comprendeva i feudi di Ferla, Sortino, Melilli e Priolo. Con l'istituzione della camera Reginale nel 1302, Siracusa divenne sede del potere diretto delle regine di Sicilia, e a queste vennero date in dote diverse realtà feudali tra le quali figurano alcuni comuni degli Iblei come Vizzini, Mineo, Lentini e Avola.
Durante la loro lunga storia gli Iblei hanno subito devastanti terremoti a causa della sismicità della posizione nella quale si trovano. Il più terribile è stato il terremoto del Val di Noto del 1693, che ancor oggi risulta il terremoto più forte verificatosi in Italia, ed il ventitreesimo terremoto più disastroso della storia dell'umanità. Il sisma, che si sostiene venne causato dalla scarpata di Siracusa-Malta o scarpata Ibleo-Maltese, ebbe il suo epicentro nel siracusano, tra Augusta e Melilli, ma si propagò su tutta la Sicilia orientale, radendo al suolo la maggior parte dei centri abitati degli Iblei, provocando un disastroso numero di vittime: 93.000 morti e 43 città distrutte fu il bilancio finale redatto.
Il terremoto comportò grandi cambiamenti nell'assetto architettonico delle città iblee: alcune cambiarono zona, come Noto e Avola, altre, la maggior parte, furono ricostruite da capo adottando lo stile barocco che diede nuova vita soprattutto al patrimonio religioso degli Iblei. Con l'avvento dei Borboni, nel XIX secolo, e la costituzione del regno delle Due Sicilie, i valli vennero sostituiti dalle province; nacque quindi la provincia borbonica di Siracusa, la quale al suo interno comprendeva tre distretti: il distretto di Modica, per i comuni della parte occidentale degli Iblei; il distretto di Noto, per i comuni della parte centrale, e il distretto di Siracusa per quelli della parte orientale e settentrionale. Con l'istituzione della provincia di Catania i comuni situati sulle pendici settentrionali degli Iblei, come Palagonia che segna il confine naturale dei monti in quella direzione, confluirono nel territorio amministrativo catanese. Nel 1860 la popolazione iblea ammontava a 253.656 abitanti; la città più popolosa era Modica con 29.799 abitanti, seguita da Siracusa con 19.590 abitanti.

#### Il Regno d'Italia e le due guerre mondiali
Con l'istituzione del regno d'Italia le province borboniche divennero province del regno italiano; fu istituita la provincia di Siracusa; i distretti vennero sostituiti da tre circondari che non mutarono i propri confini.
Durante la prima guerra mondiale gli Iblei diedero il loro notevole contributo in termini di vite umane, con migliaia dei propri uomini mandati al fronte. Al termine del primo conflitto bellico mondiale la Sicilia risulta la regione italiana che ha dato il maggior numero di soldati (440.000 chiamati alle armi, pari all'8,7% del totale nazionale, e 52.829 caduti, pari all’8,1% del totale nazionale) e in una divisione per provincia è quella di Siracusa che ha fornito il contributo più alto per numero di caduti in rapporto alla popolazione residente. Nel comune di Vittoria venne inoltre istituito il più grande campo di prigionia della Sicilia che ospitò oltre 18.000 prigionieri di guerra austro-ungarici, i quali rimasero sul territorio ibleo per diversi anni dopo la fine della guerra; in buoni rapporti con la popolazione locale.

Con il fascismo nacque la provincia di Ragusa, la quale incluse i 12 comuni degli Iblei occidentali un tempo appartenuti alla contea di Modica, e separandosi così dalla provincia di Siracusa. 

Lo sbarco degli anglo-americani il 10 luglio 1943 tra Cassibile e Fontane Bianche; sullo sfondo gli Iblei

Con lo scoppio della seconda guerra mondiale i monti Iblei divennero uno dei primi teatri principali del conflitto. Subirono numerosi bombardamenti e tra la notte del 9 luglio e la mattina del 10 luglio 1943 le rive degli Iblei videro approdare la più grande spedizione marittima militare della storia: i soldati anglo-americani fecero della costa iblea il loro punto di sbarco: da Pozzallo a Siracusa, per poi addentrarsi nel territorio e scontrarsi con le truppe nazi-fasciste. La quasi totalità dei comuni degli Iblei furono teatro di scontri; tra i principali si segnalano l'operazione Ladbroke per la conquista di Siracusa e la battaglia di Solarino per tentare di bloccare l'avanzata degli Alleati. Dopo la conquista, gli Iblei rimasero punto strategico per le forze alleate: il primo segnale di disgelo tra i conquistatori e la popolazione locale avvenne a Palazzolo dove gli inglesi distribuirono cibo agli abitanti stremati dalla guerra. Nel capoluogo aretuseo gli Alleati stabilirono inizialmente la sede dell'AMGOT (il governo alleato dei territori occupati). In territorio ibleo avvenne un altro passo fondamentale del secondo conflitto bellico: l'armistizio di Cassibile, nel quale l'Italia dichiarò la sua uscita dall'alleanza con la Germania nazista. Fino al 1944 inoltre il territorio ibleo, nell'area che odiernamente ricade nel comune di Priolo Gargallo, ha ospitato uno dei più grandi campi di concentramento allestiti dagli inglesi per i prigionieri di guerra italiani.
Negli anni della guerra fredda gli Iblei furono nuovamente al centro del panorama internazionale quando una folla di oltre 100.000 persone proveniente da tutta l'Italia si presentò nel comune ibleo di Comiso, il cui aeroporto divenne una delle principali basi della Nato, per marciare per la pace e chiedere il disarmo dei 112 missili Cruise a testate nucleare degli americani. Con l'accordo tra Reagan e Gorbačëv si dichiarò lo smantellamento delle basi europee che ospitavano i missili, così la ex base poté dare rifugio durante la Missione Arcobaleno a circa cinquemila cossovari nel corso della guerra della ex-Iugoslavia.

### Patrimoni mondiali dell'umanità
L'area iblea figura ben due volte all'interno della lista dei patrimoni mondiali dell'umanità tutelati dall'UNESCO: con il sito delle necropoli rupestri di Pantalica e della città di Siracusa e con il sito delle città tardo barocche del Val di Noto, il quale comprende diversi monumenti dei seguenti comuni iblei: Militello in Val di Catania, Modica, Noto, Palazzolo Acreide, Ragusa e Scicli.
Le motivazioni UNESCO:
 Pantalica e Siracusa
- I siti e i monumenti che formano i siti di Siracusa e Pantalica costituiscono un accumulo unico, attraverso i secoli e nello stesso spazio, di notevoli testimonianze sulle culture del Mediterraneo.[46]
- Siracusa e Pantalica offrono, grazie alla loro notevole diversità culturale, una testimonianza eccezionale per lo sviluppo della civiltà nel corso di circa tre millenni.[46]
- Il gruppo di monumenti e siti archeologici situati a Siracusa (tra il nucleo di Ortigia e le vestigia in tutta l’area urbana) sono il più bel esempio di una straordinaria creazione architettonica che abbraccia diversi aspetti culturali (greci, romani e barocchi).[46]
- L’antica Siracusa era direttamente legata a eventi, idee e opere letterarie di valore universale.[46]

 Le città tardo barocche del Val di Noto
- Le città assegnate al titolo di Late Baroque Towns of the Val di Noto (South-Eastern Sicily) costituiscono un'eccezionale testimonianza dell'arte e dell'architettura del tardo Barocco[47];
- Esse rappresentano il culmine e l'ultima fioritura del Barocco europeo[47];
- La qualità di questo patrimonio è risaltata anche dall'omogeneità, causata dalla contemporanea ricostruzione delle città[47];
- Le otto città sono in permanente rischio a causa dei terremoti e delle eruzioni dell'Etna[47].

#### Il Barocco degli Iblei
Gli Iblei sono noti nel mondo per la loro particolare architettura barocca e per la pietra dalla tonalità bianca-dorata che li contraddistingue. L'architetto Rosario Gagliardi (Siracusa, 1698 – Noto, 1762) è stato uno dei principali autori della ricostruzione in stile barocca del Val di Noto, insieme ad altri nomi importanti come Andrea Palma, Giovanni Vermexio, Luciano Alì, Francesco Paolo Labisi, Vincenzo Sinatra.
Di seguito alcune delle architetture iblee:

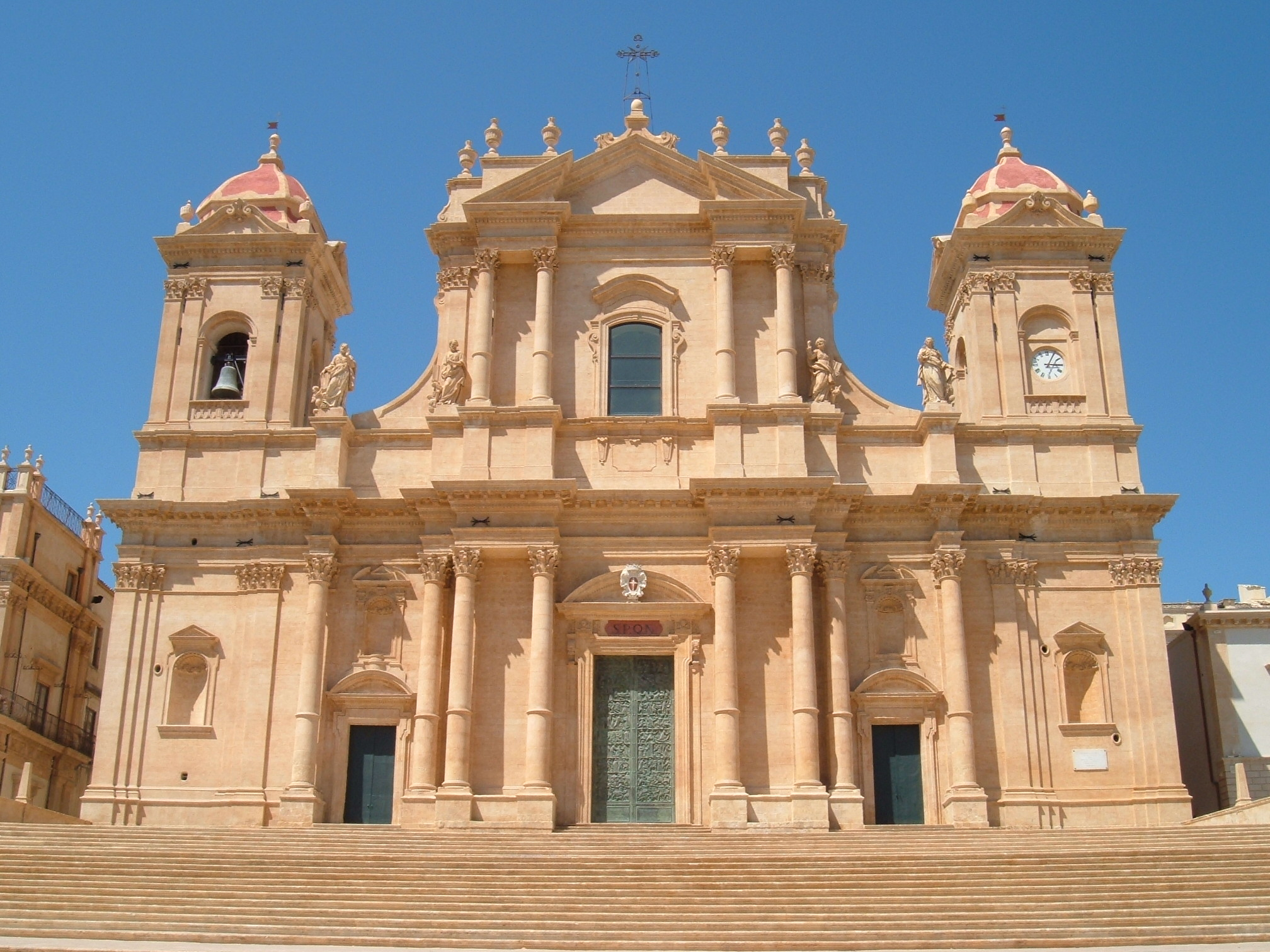
Chiesa di San Nicolò, cattedrale di Noto
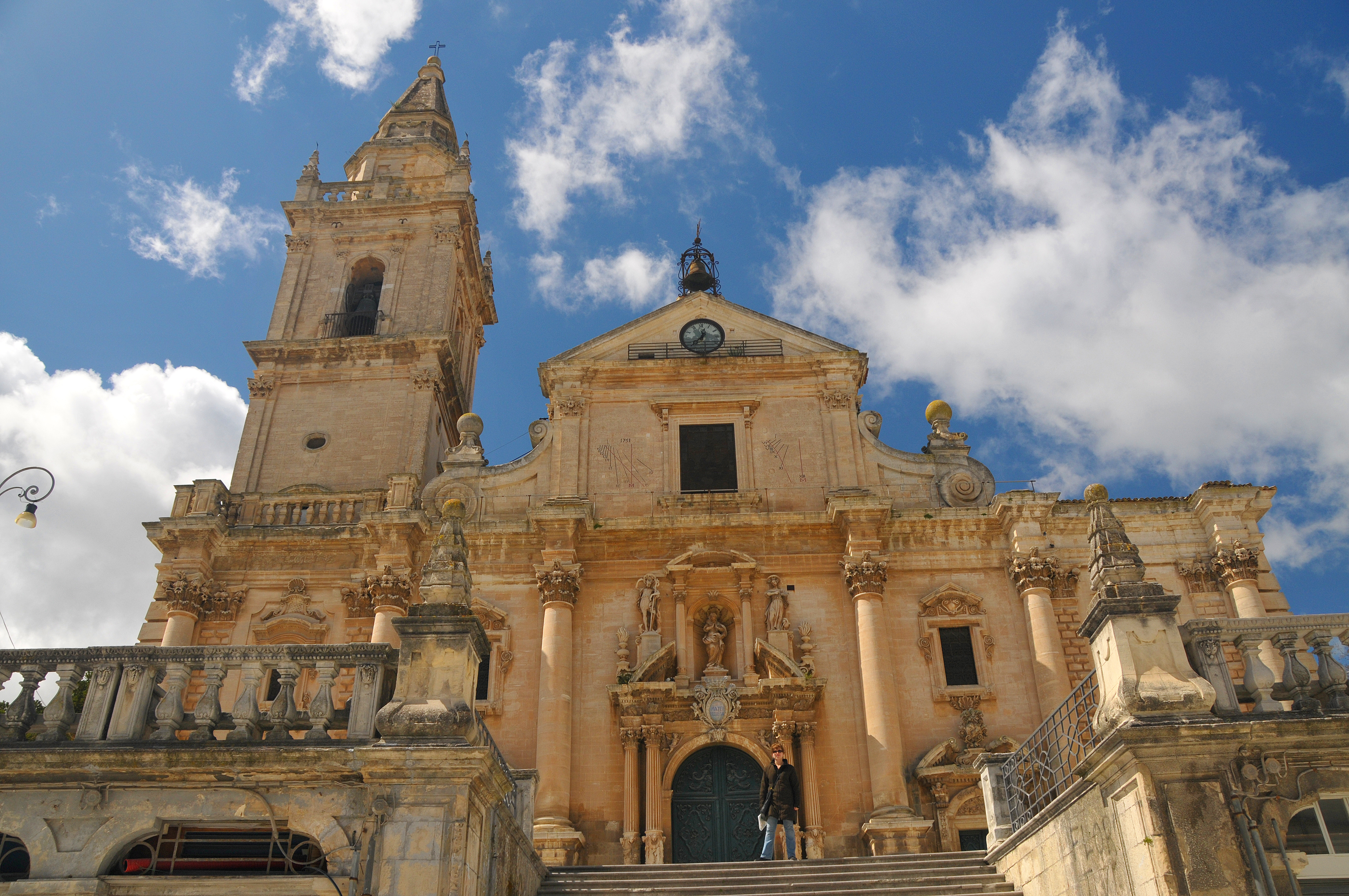
Cattedrale di San Giovanni Battista a Ragusa
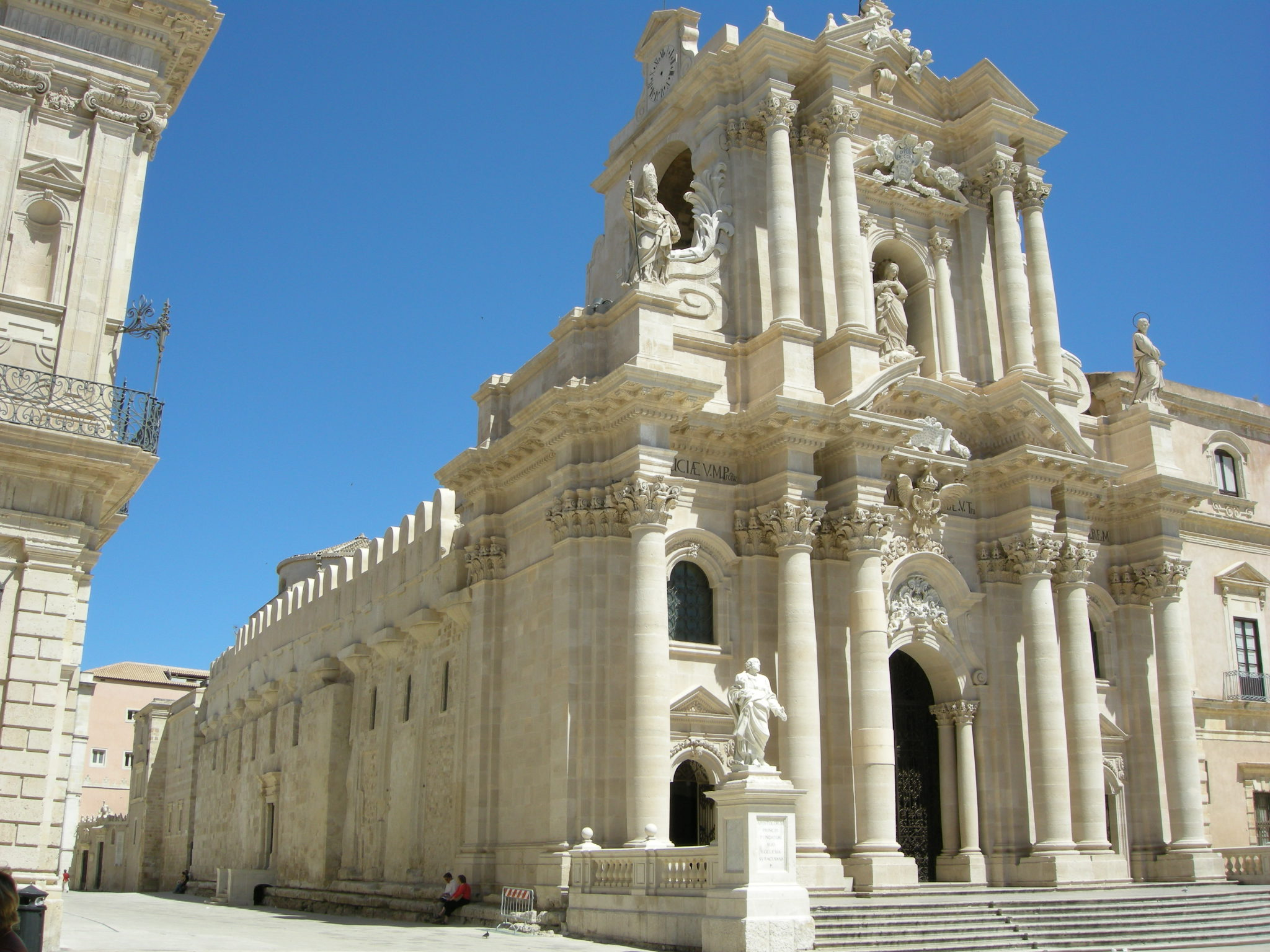
Chiesa della Natività di Maria Santissima, duomo di Siracusa
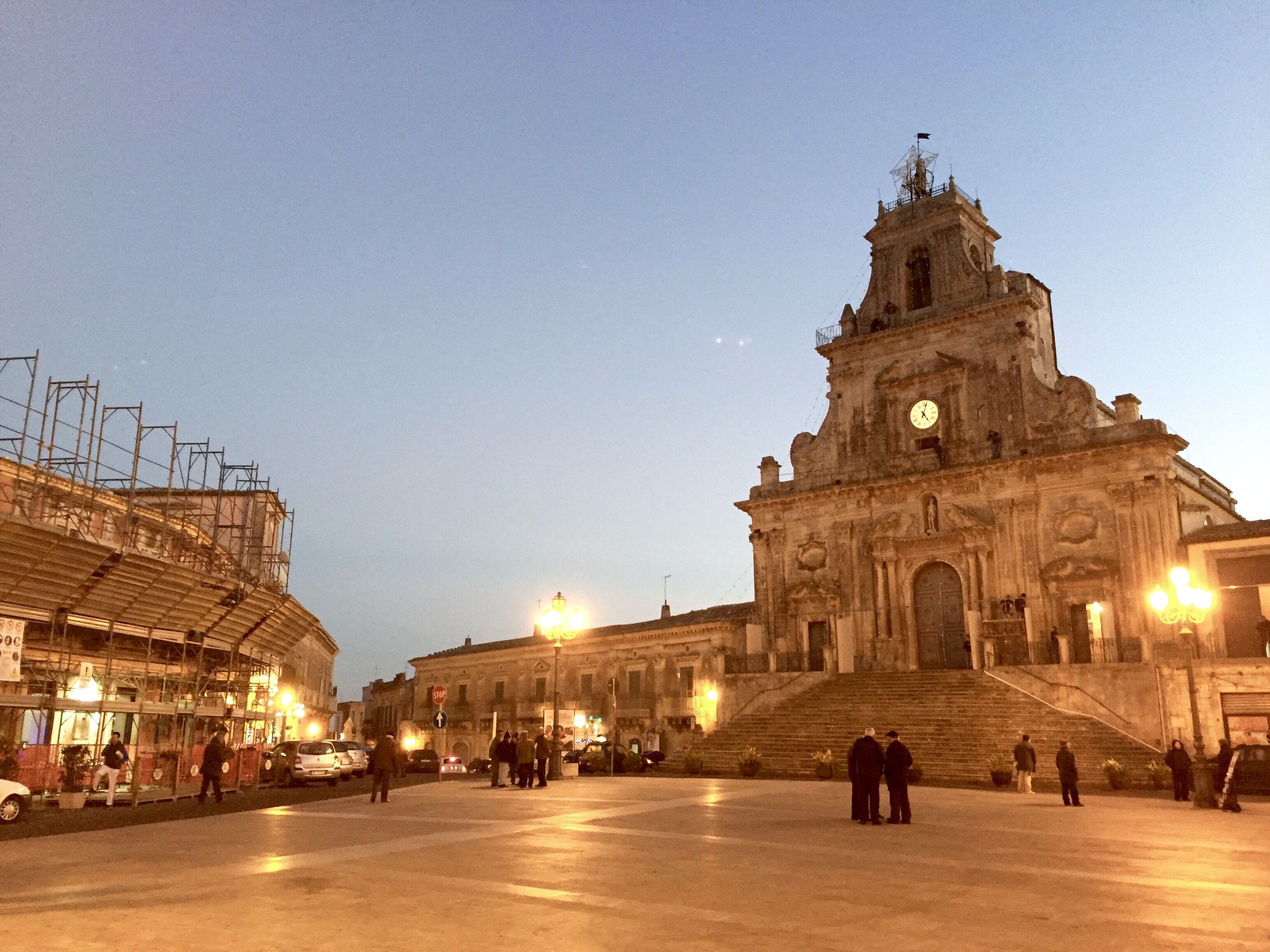
Chiesa di San Sebastiano a Palazzolo Acreide
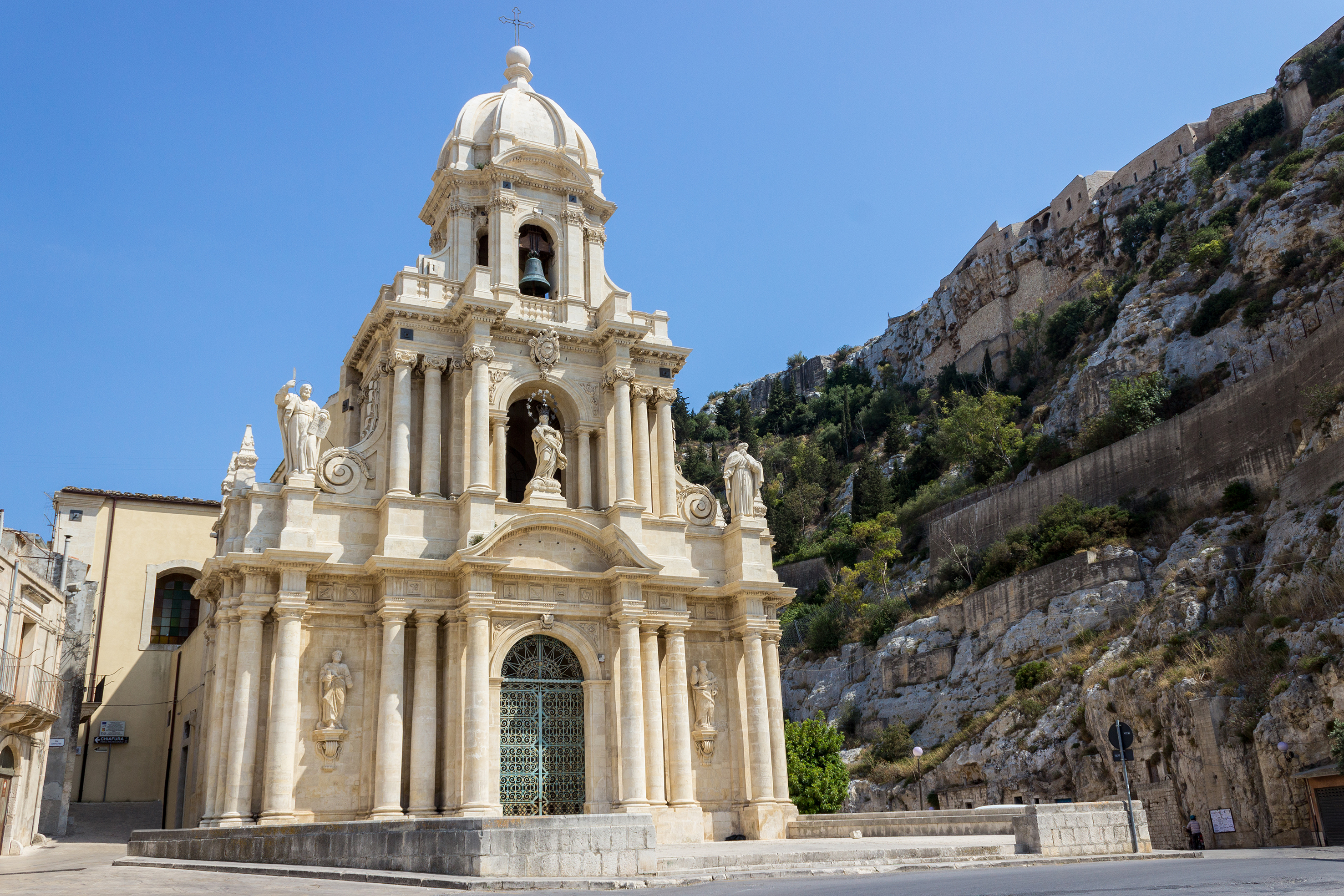
Chiesa di San Bartolomeo a Scicli
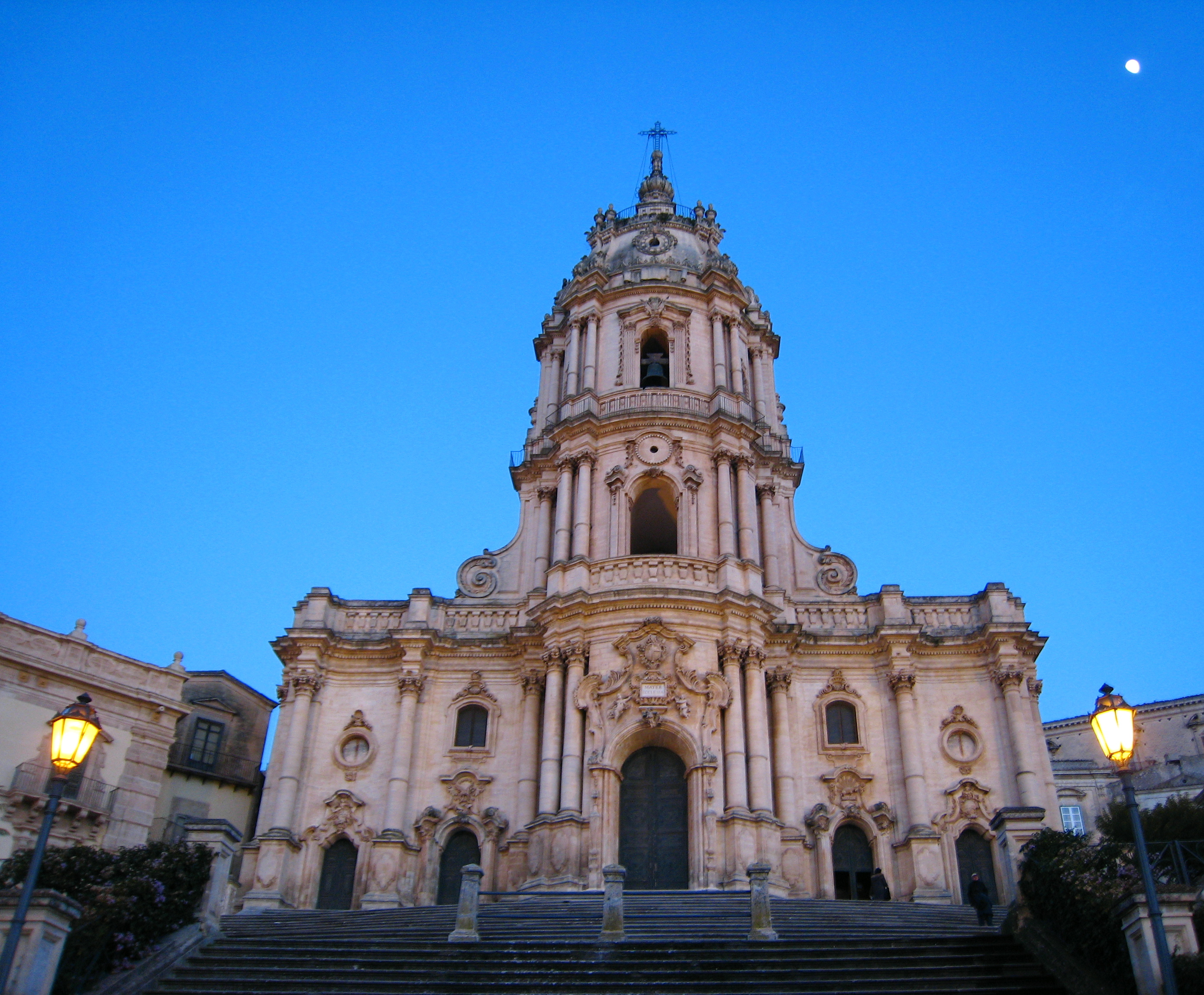
Duomo di San Giorgio a Modica
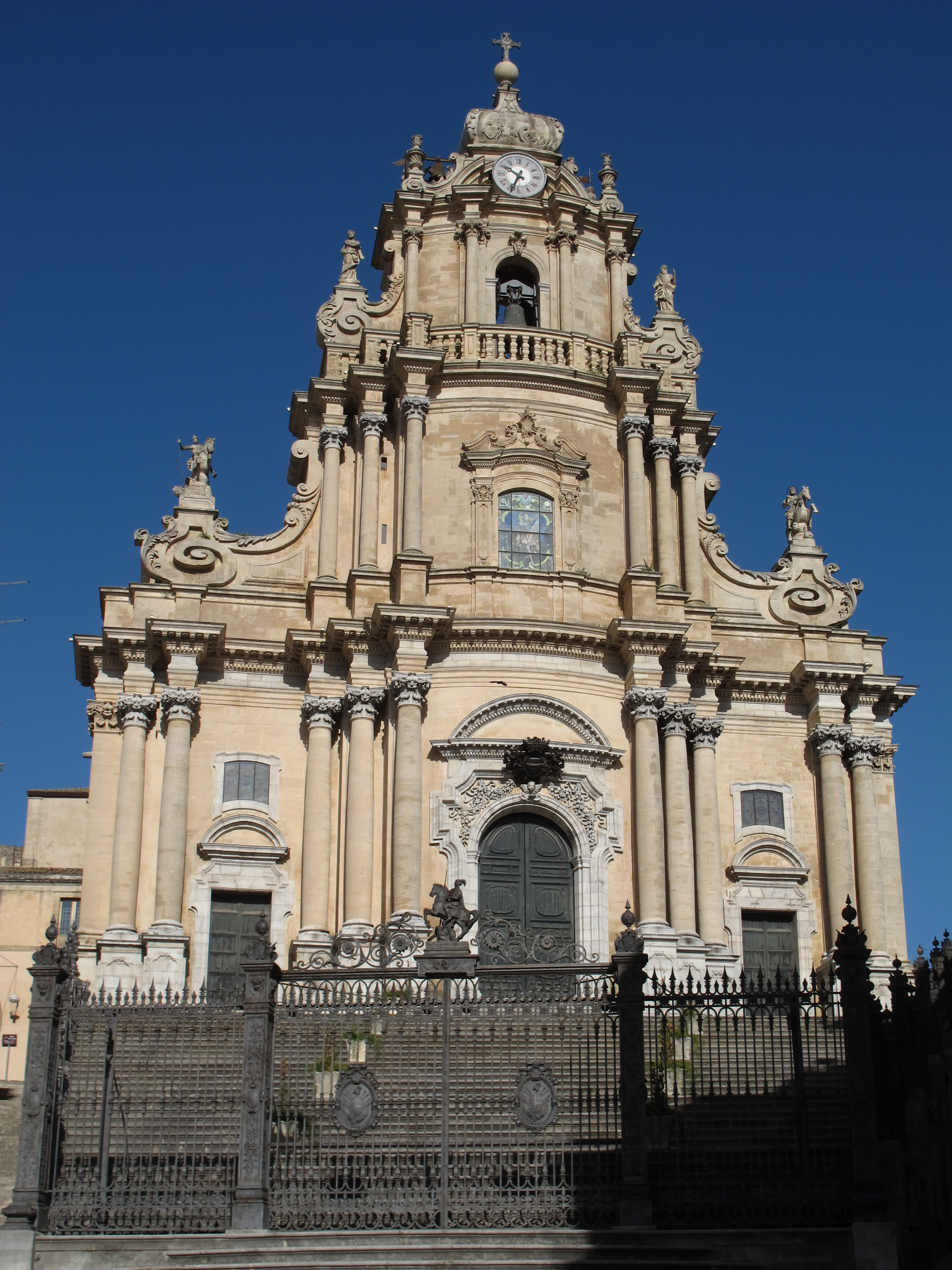
Duomo di San Giorgio a Ragusa Ibla
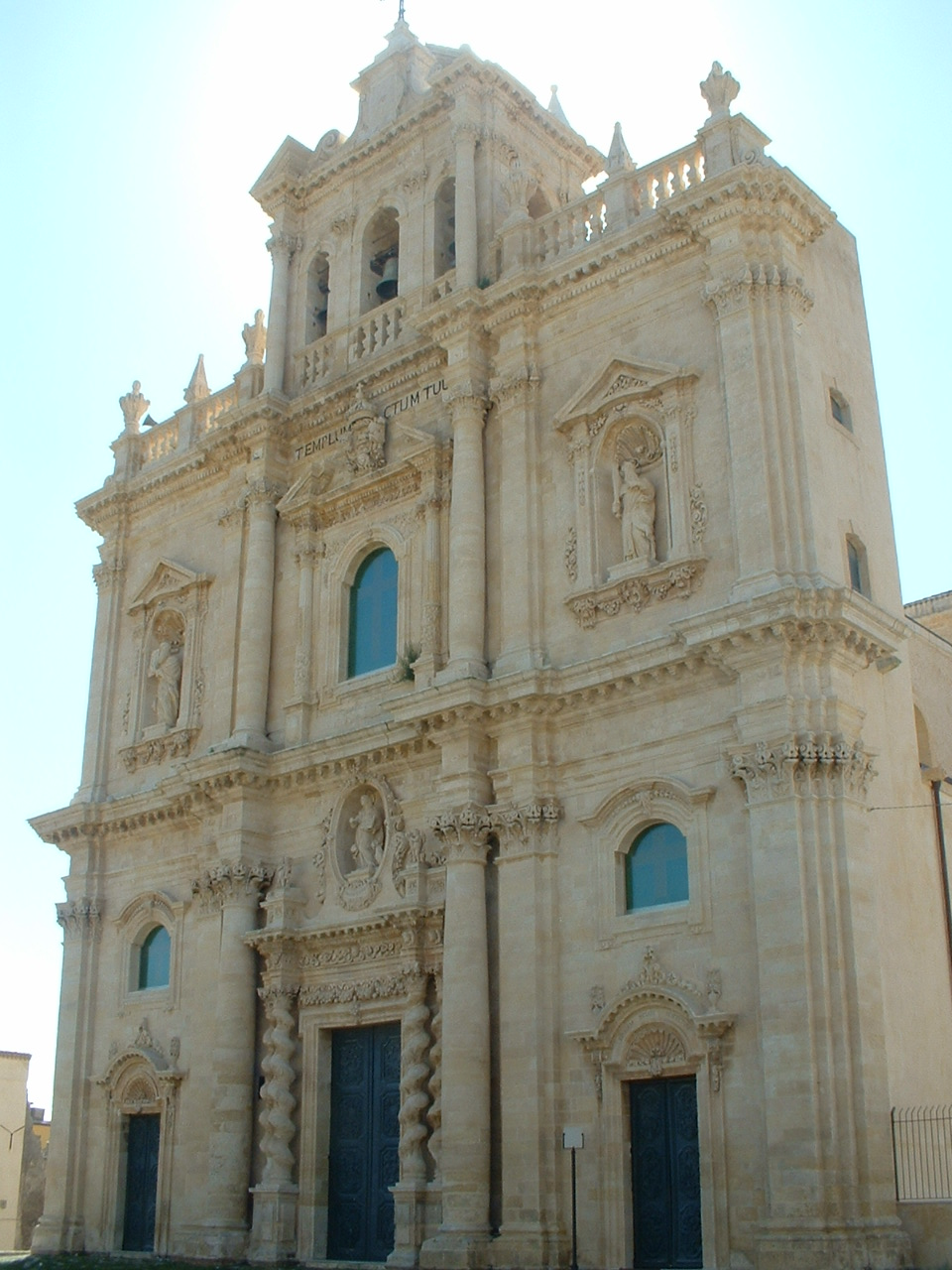
Chiesa madre di Sortino
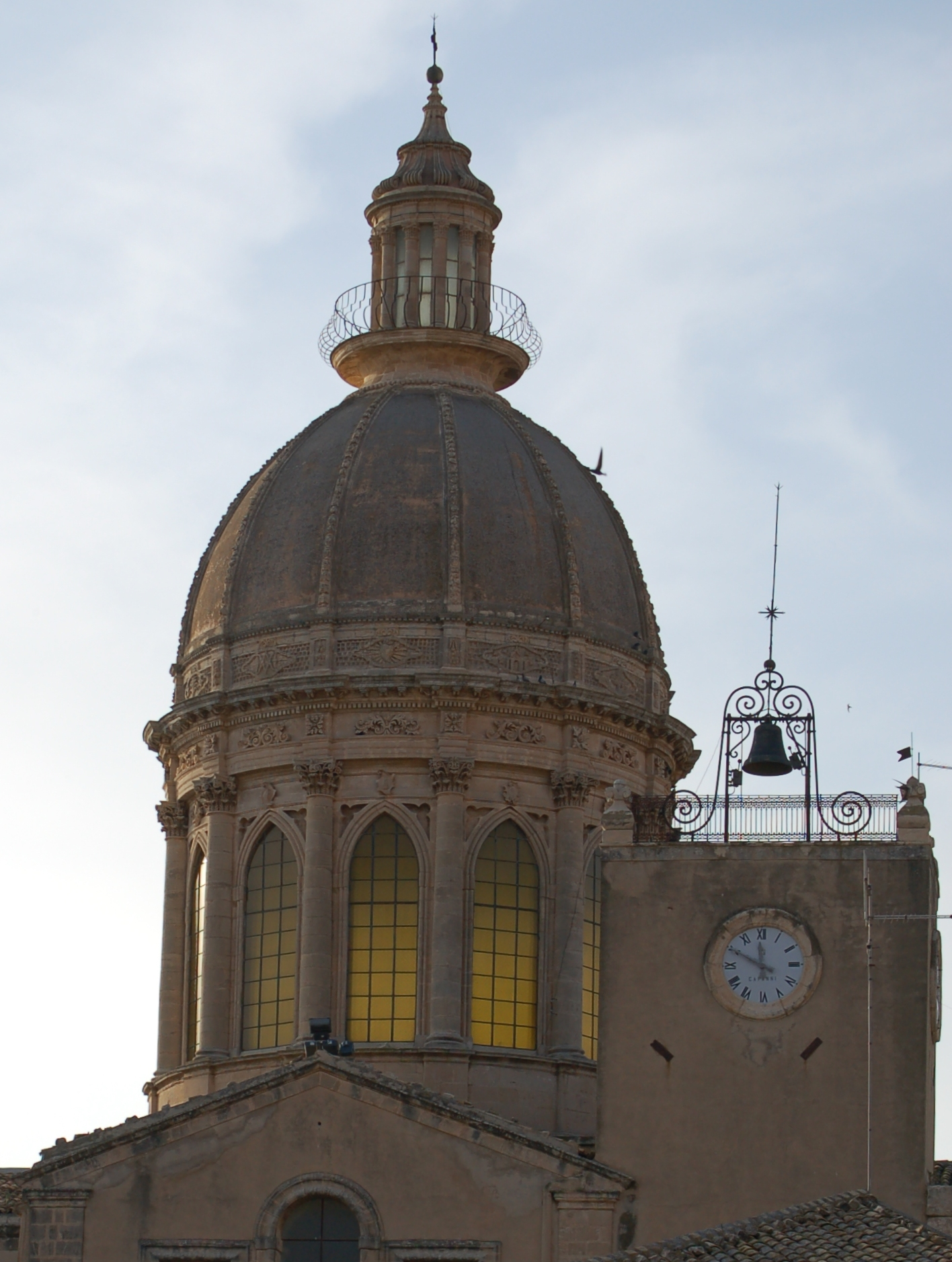
Cupola della Chiesa di Santa Maria delle Stelle a Comiso
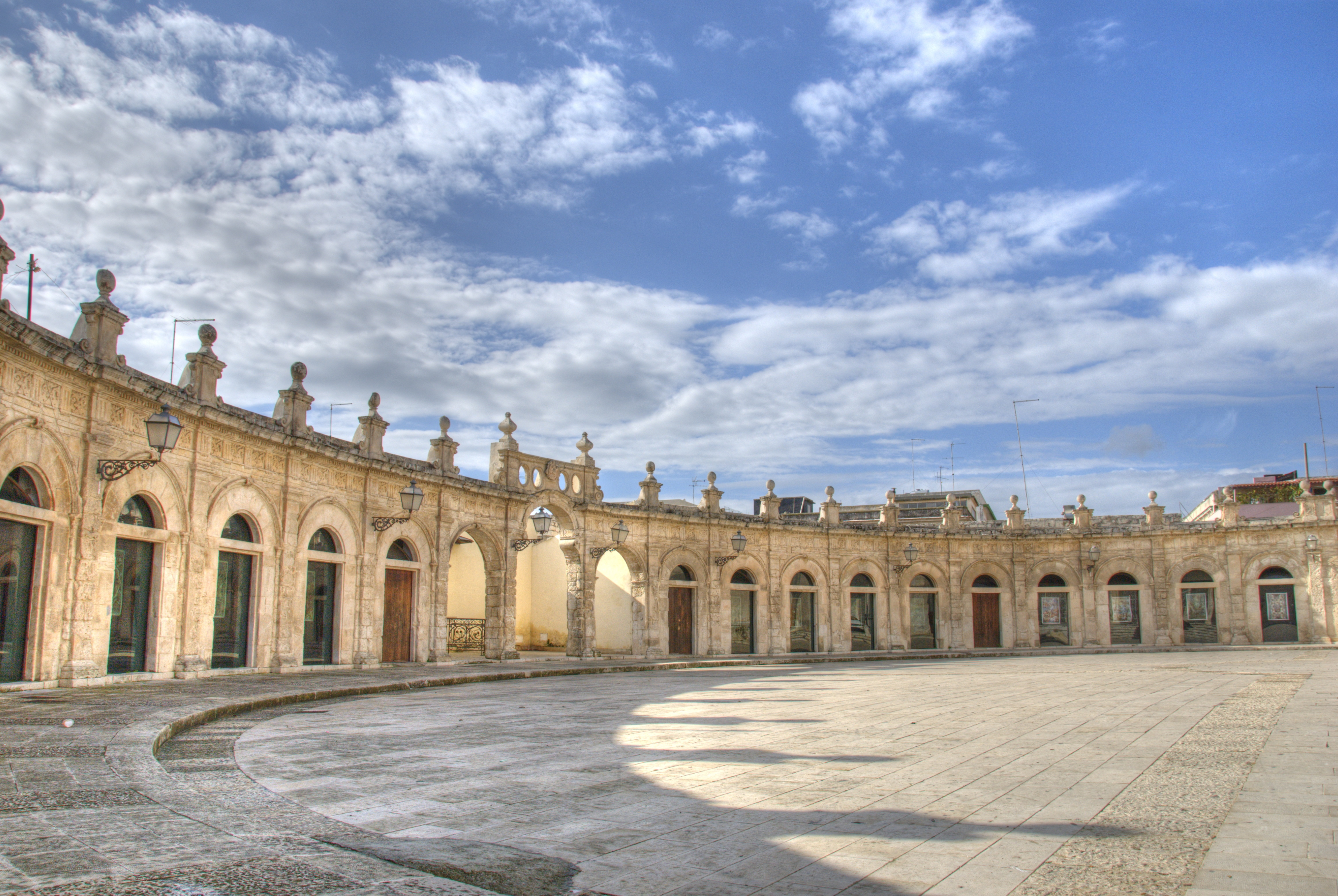
Loggiato della Basilica di Santa Maria Maggiore a Ispica
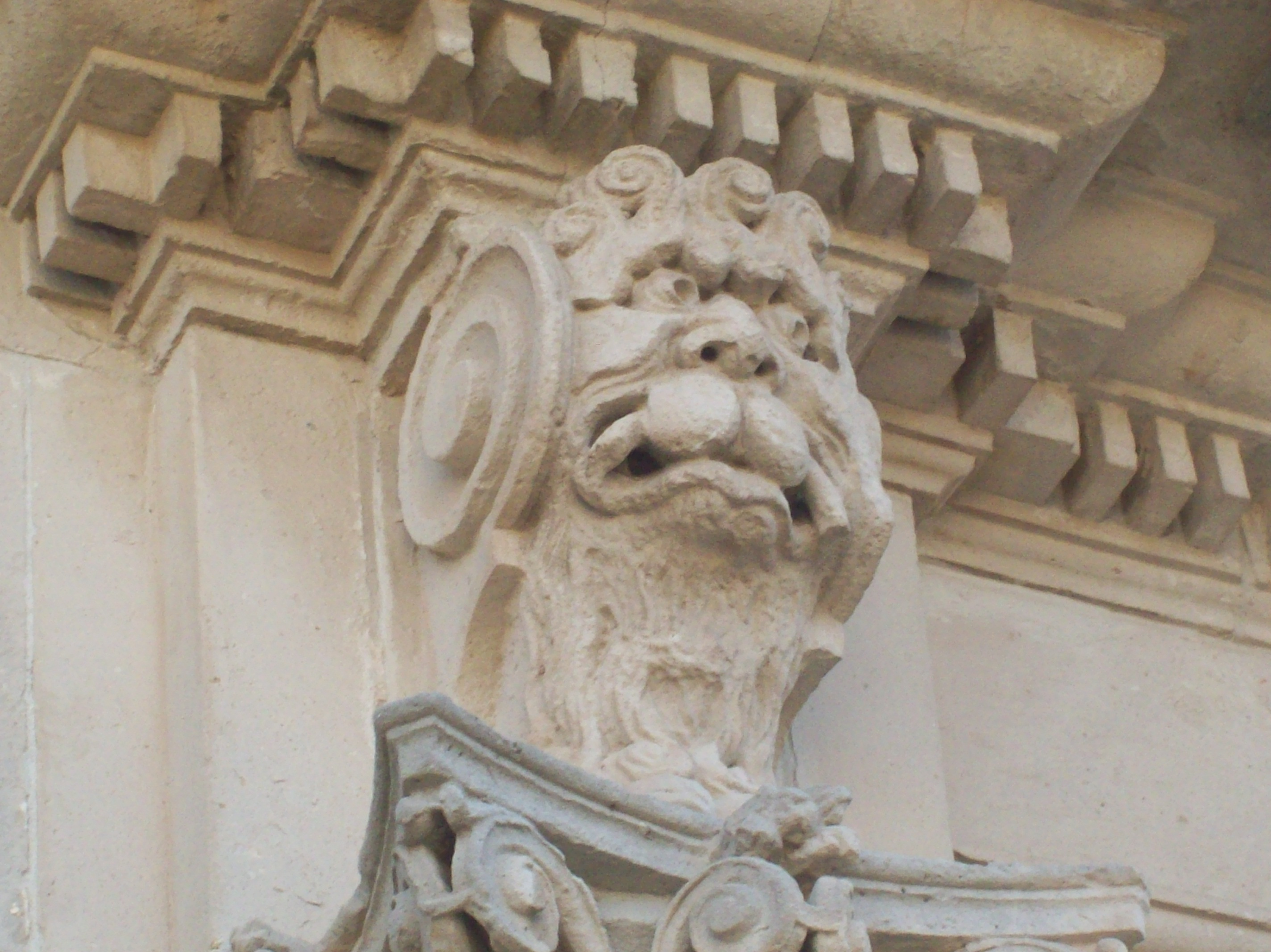
Mascherone barocco a Licodia Eubea
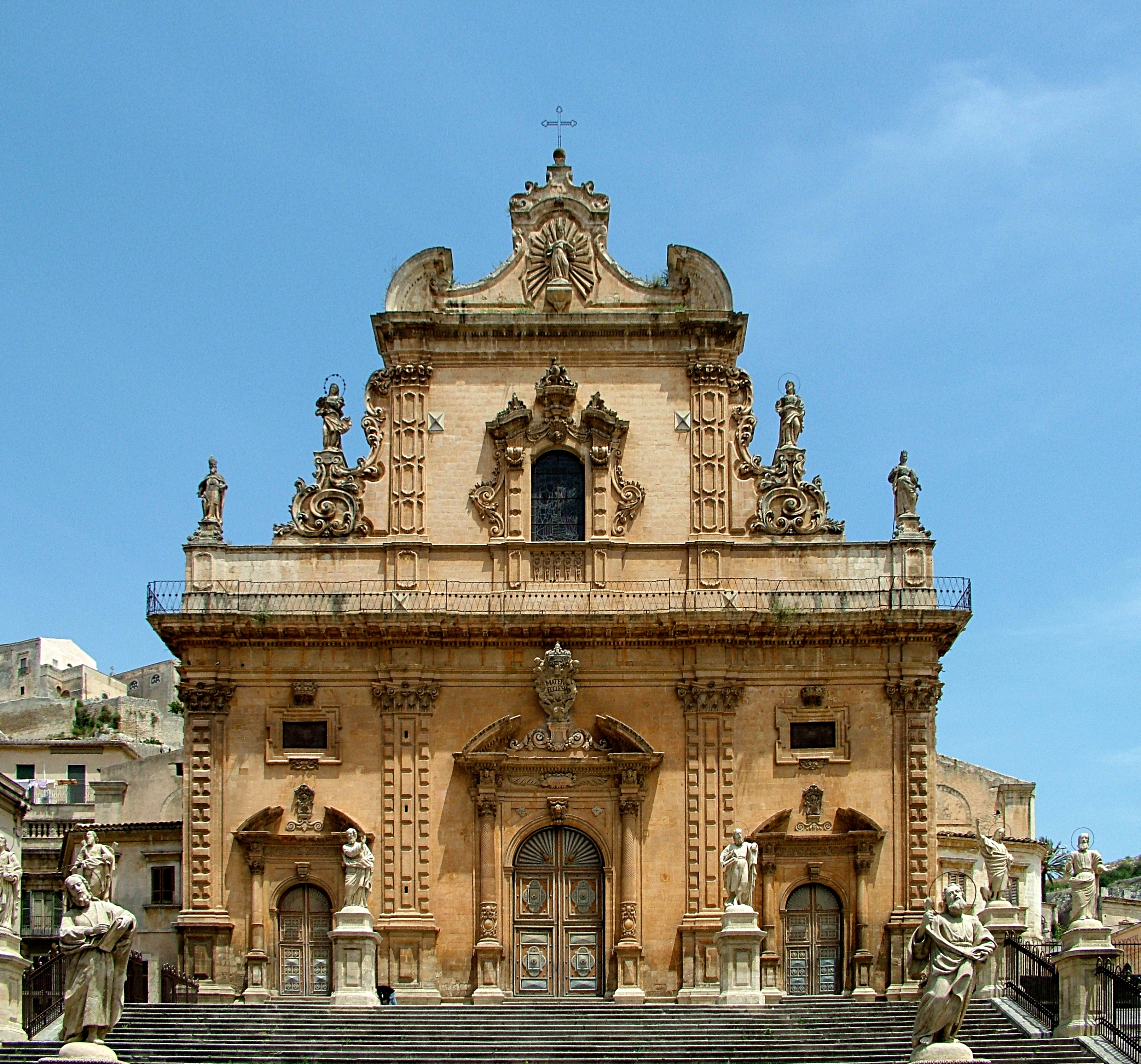
Duomo di San Pietro a Modica
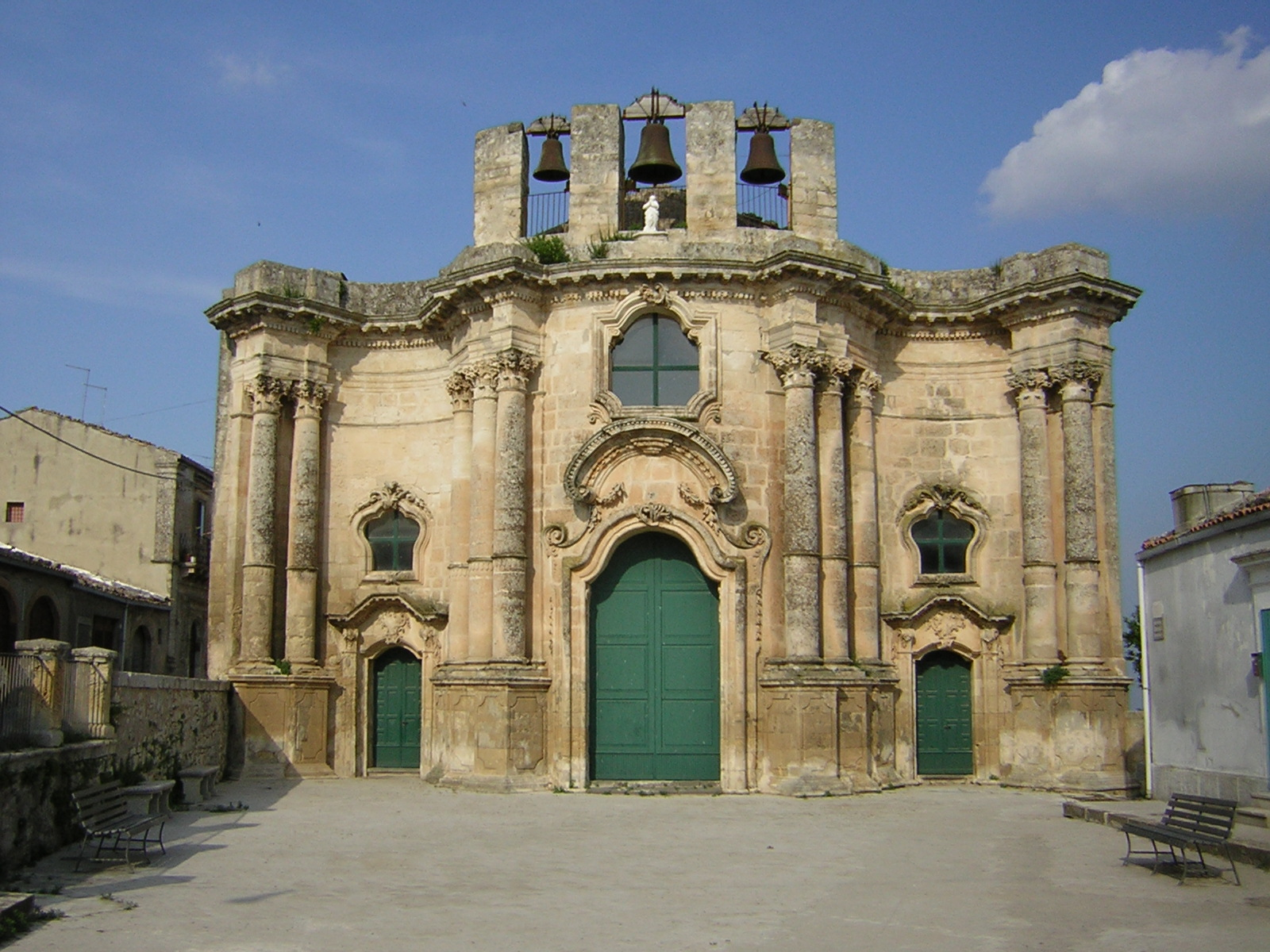
Chiesa di Sant'Antonio da Padova a Buscemi
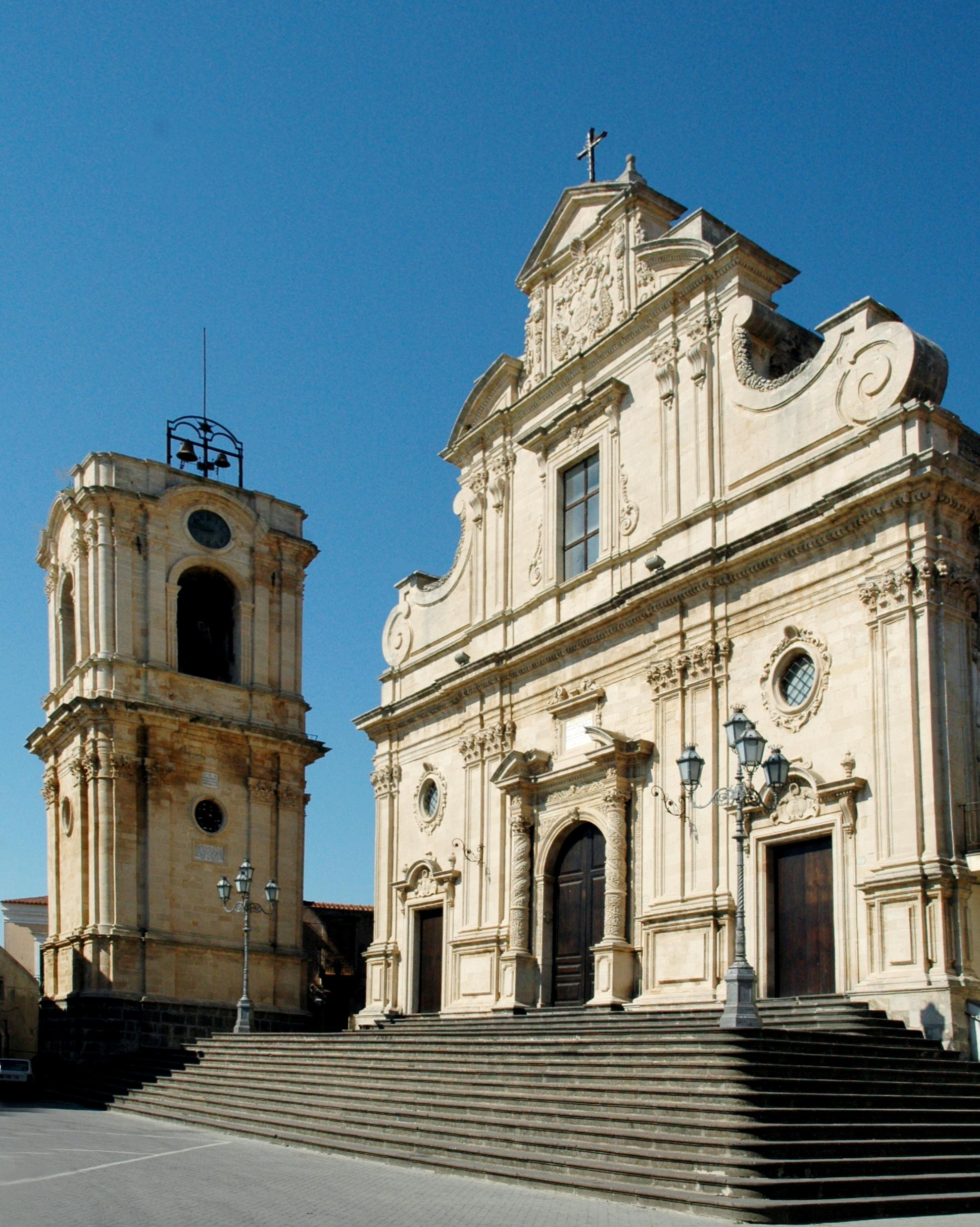
Santuario di Santa Maria della Stella a Militello in Val di Catania

## Comuni degli Iblei

### Geografia antropica

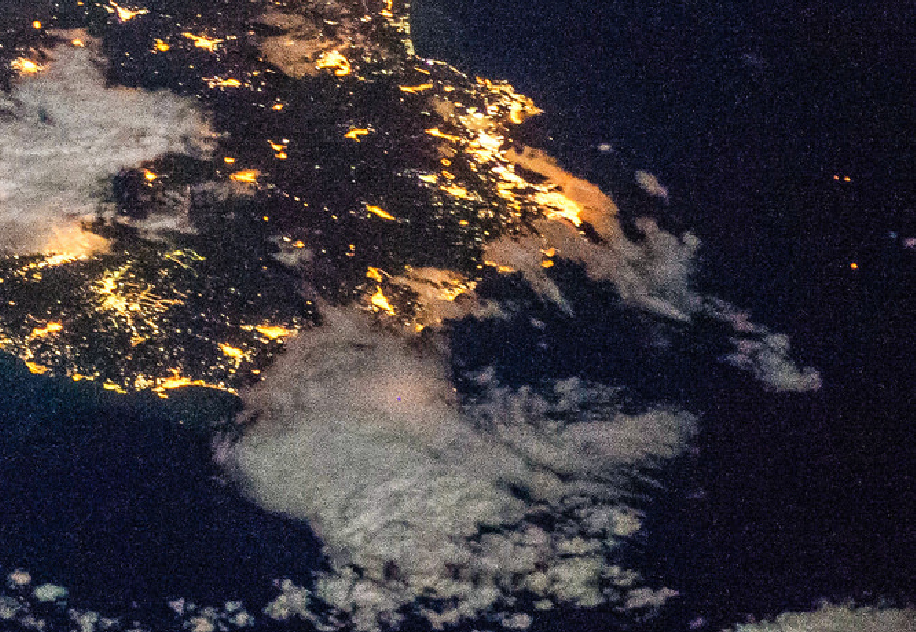
L'area degli Iblei vista da satellite: gli agglomerati di luce sono formati dai vari comuni della zona

Gli Iblei ospitano una popolazione complessiva di circa 800.000 abitanti, pari a circa un quinto della popolazione totale della Sicilia, data dai liberi consorzi comunali di Siracusa, con 403.985 abitanti, nella parte orientale degli Iblei, di Ragusa, con 320.226 abitanti, nella parte occidentale, e dall'area di confine del catanese, sita a settentrione, con circa 70.000 abitanti.
La morfologia del territorio e ragioni storiche hanno determinato una maggiore distanza tra comune e comune rispetto a quanto avvenuto nel resto d'Italia o in altre zone della Sicilia; ciò ha portato alla formazione di pochi ma grossi comuni ben oltre i 20.000 abitanti ciascuno, che rientrano nell'area denominata Sicilia sud-orientale, la quale si sta unendo sempre di più a livello amministrativo, in gran parte costituita proprio dai monti Iblei. La superficie dell'area pur essendo minore se paragonata a quella di altre zone regionali è comunque tra le più densamente popolate. Tra gli Iblei, non a caso, ha sede il singolo comune con la maggiore superficie della Sicilia (e la quarta d'Italia); si tratta del comune di Noto.
Per meglio comprendere la geografia antropica del territorio basti considerare che i comuni degli Iblei sono in tutto una quarantina (distribuiti tra l'altopiano e le pendici iblee che diramano fino al mare) ma la loro popolazione raggiunge e supera persino quella delle aree con più comuni in assoluto: ad esempio l'area metropolitana di Messina, sita sul lato nord-orientale dell'isola, comprende ben 108 comuni e due catene montuose al suo interno, i monti Peloritani e i monti Nebrodi, ma non va oltre i 638.160 abitanti. Gli Iblei effettivamente sono tra le aree montane maggiormente antropizzate della Sicilia.
Di seguito in tabella sono elencati i comuni appartenenti al comprensorio degli Iblei:
| Augusta • Avola • Buccheri • Buscemi • Canicattini Bagni • Carlentini • Cassaro • Ferla • Francofonte    |
| Floridia • Lentini • Melilli • Noto • Palazzolo Acreide • Pachino • Portopalo di Capo Passero • Rosolini |
| Priolo Gargallo • Siracusa • Solarino • Sortino                                                          |

| Acate • Chiaramonte Gulfi • Comiso • Giarratana • Ispica • Monterosso Almo • Modica • Pozzallo |
| Ragusa • Scicli • Santa Croce Camerina • Vittoria                                              |

| Grammichele • Licodia Eubea • Mazzarrone • Militello in Val di Catania • Mineo • Palagonia |
| Scordia • Vizzini                                                                          |

Aree di confine
Dato il loro confine occidentale con i monti Erei vi è più di un comune la cui area si trova divisa tra le pendici degli Erei e quelle degli Iblei, in quel punto dove geologicamente sorge l'avanfossa Gela-Catania; è il caso dei comuni di Caltagirone e Niscemi che insieme a Palagonia (definito avampaese ibleo) segnano il confine occidentale e settentrionale dei monti Iblei.
Tuttavia le aree di confine sono in un certo senso legate agli Iblei, ne sono un esempio la nascita dei vari "Cammini Iblei" istituiti in questi comuni; si tratta di percorsi che partendo da sud di Caltagirone attraversano la riserva naturale orientata Bosco di Santo Pietro e giungono alla riserva naturale orientata Sughereta di Niscemi (quest'ultimo comune ricadente nel libero consorzio comunale di Caltanissetta).

### I comuni più popolosi
Gli Iblei a differenza di altre catene montuose non creano scoscesi dirupi verso il mare, ma lo raggiungono dolcemente andando a scendere pian piano verso il livello del mare, cosa che ha portato ad una distribuzione abbastanza uniforme su tutto il territorio; il suo comune più popoloso si trova sulla costa ed è dato dalla città di Siracusa, la quale tocca nella sua parte più alta, data dalla frazione di Belvedere, i 147 metri di altitudine.
Dopo il capoluogo aretuseo seguono Ragusa, Vittoria e Modica sorte sull'altopiano ragusano. Altri comuni, come Avola e Noto (vd. Avola antica e Noto antica), hanno nel corso dei secoli cambiato la loro posizione, scendendo di quota, in certi casi in maniera notevole, come avvenuto per Avola.
|    | Comune   | Popolazione | Altitudine s.l.m. | Prov. |
| -- | -------- | ----------- | ----------------- | ----- |
| 1  | Siracusa | 122 064     | 17 - 147          | SR    |
| 2  | Ragusa   | 73 230      | 502 - 630         | RG    |
| 3  | Vittoria | 63 723      | 168               | RG    |
| 4  | Modica   | 54 494      | 296 - 440         | RG    |
| 5  | Augusta  | 36 195      | 15                | SR    |
| 6  | Avola    | 31 591      | 40                | SR    |
| 7  | Comiso   | 30 197      | 209               | RG    |
| 8  | Scicli   | 27 114      | 106               | RG    |
| 9  | Noto     | 24 006      | 152               | SR    |
| 10 | Lentini  | 24 183      | 53                | SR    |

### I comuni meno popolosi
Le profonde incisioni delle valli, o delle cave, hanno reso difficile l'accesso alla parte più centrale dei monti Iblei, ecco perché oltre a preservare un notevole ecosistema hanno anche determinato una minore densità abitativa nella zona. I comuni che sorgono intorno al monte Lauro (la cima più elevata degli Iblei) sono tra i meno popolosi degli Iblei: il comune siracusano di Cassaro con appena 800 abitanti è il meno popoloso del comprensorio ibleo, mentre il comune di Buccheri è quello che si erge alla maggiore altitudine. I comuni meno popolosi sono tra di loro confinanti, la distanza tra essi è dettata dalle vallate iblee.
Tre dei borghi più belli d'Italia si trovano sugli Iblei, si tratta di Palazzolo Acreide, Ferla e Monterosso Almo.
Di seguito in tabella sono elencati i comuni iblei sotto i cinquemila abitanti:
|   | Comune          | Popolazione | Altitudine s.l.m. | Prov. |
| - | --------------- | ----------- | ----------------- | ----- |
| 1 | Cassaro         | 803         | 550               | SR    |
| 2 | Buscemi         | 1 048       | 761               | SR    |
| 3 | Buccheri        | 1 984       | 820               | SR    |
| 4 | Ferla           | 2 501       | 556               | SR    |
| 5 | Monterosso Almo | 3 000       | 701               | RG    |
| 6 | Licodia Eubea   | 3 073       | 600               | CT    |
| 7 | Giarratana      | 3 019       | 520               | RG    |
| 8 | Mazzarrone      | 4 064       | 285               | CT    |

### Unione tra i comuni degli Iblei
Negli Iblei molti comuni hanno formato delle unioni strettamente legate alla posizione geografica, e quindi alla morfologia del territorio, nella quale sono sorti:
- Unione dei Monti Climiti

I comuni di Floridia e Solarino, che rappresentano due dei comuni più vicini uno all'altro tra gli Iblei, riconoscono nei monti Climiti che li attorniano un simbolo di identità per le loro comunità urbane, hanno quindi creato un ente che li unisce nel nome del particolare tratto degli Iblei.
- Calatino

Viene così denominato quella parte di territorio sito tra gli Erei e gli Iblei che storicamente trae origine dall'antica diocesi di Caltagirone; il calatino comprende 15 comuni, tra i quali figurano tutti quelli della parte catanese degli Iblei (nord-ovest).
- Unione dei comuni Valle degli Iblei

L'unione comprende i 7 comuni del territorio prettamente montano del libero consorzio comunale di Siracusa: Buccheri, Buscemi, Canicattini Bagni, Cassaro, Ferla, Palazzolo Acreide e Sortino; accomunati dal fatto di essere prossimi alle incontaminate vallate della parte centrale degli Iblei.

## Paesaggio
(Miele e Iblei in Leonardo Sciascia, Fatti diversi di storia letteraria e civile.)

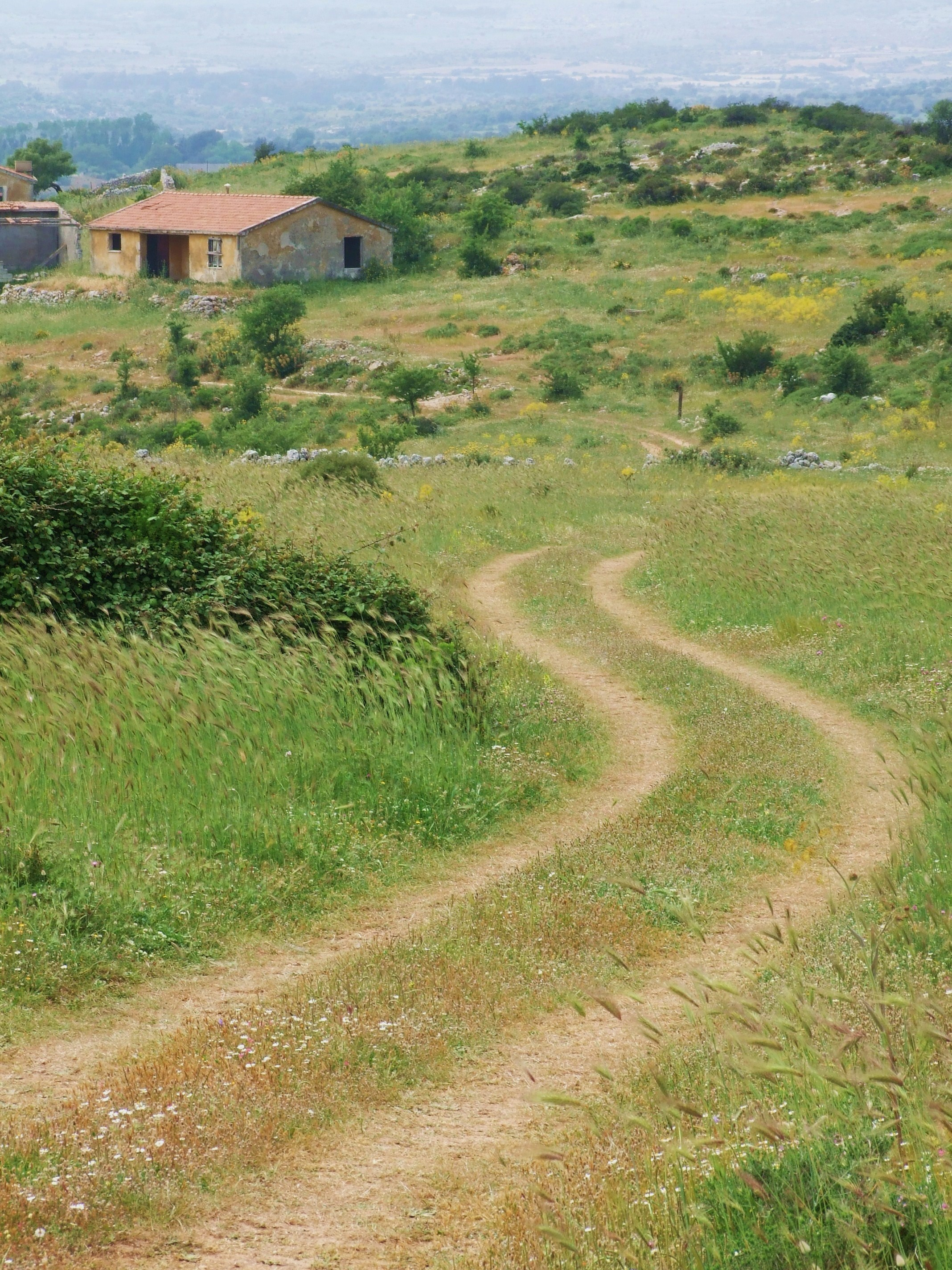
Tipico paesaggio ibleo sulle colline di Noto

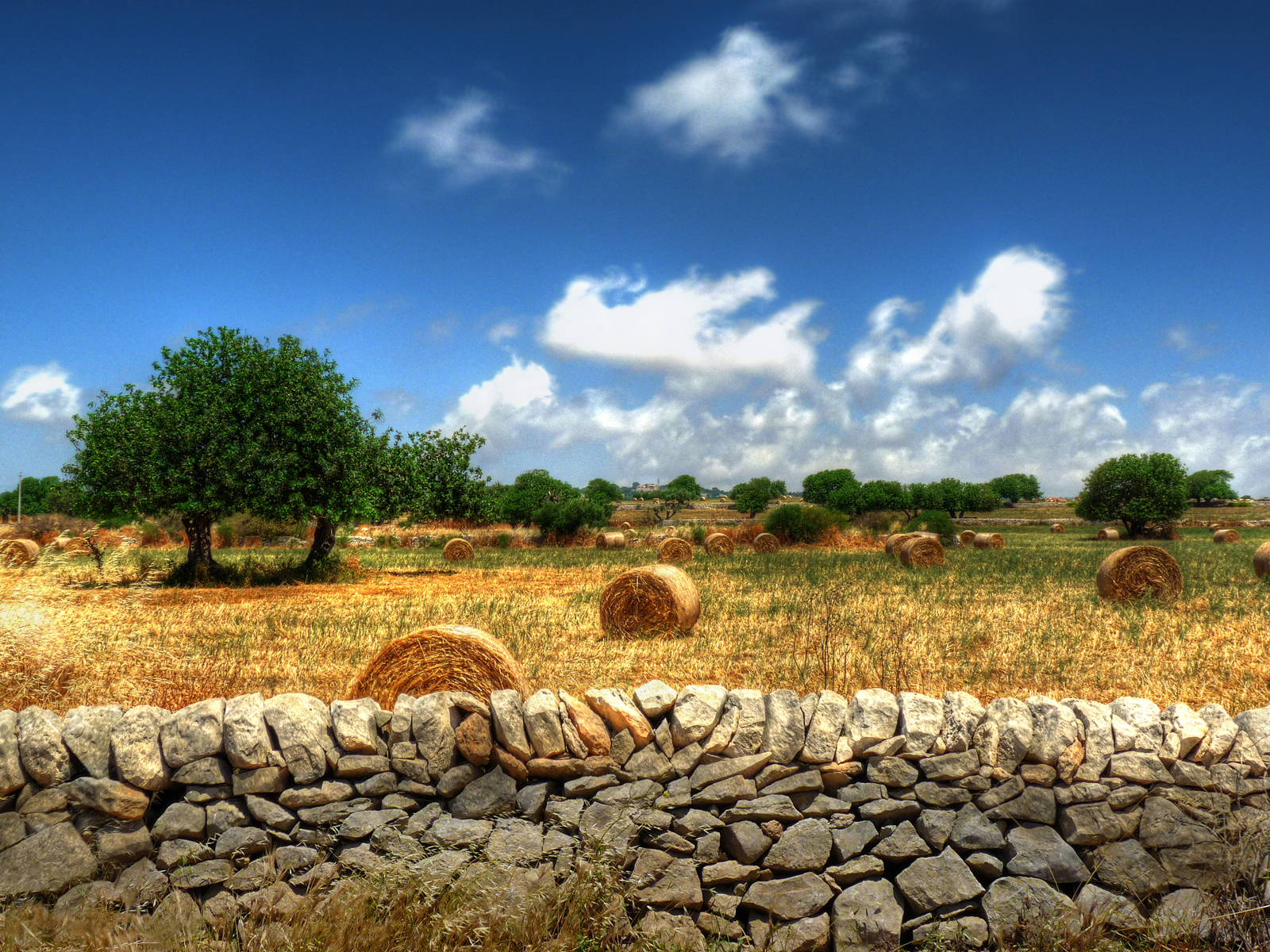
Caratteristici muretti a secco nella campagna ragusana

Il paesaggio tipico di quest'area della Sicilia è caratterizzato dall'andamento dolce dei rilievi, ma anche dalle numerose verdeggianti vallate site in fondo alle cave, le quali si aprono nette nella roccia calcarea, e le cave sono segnate dalla presenza dell'antropizzazione umana fin dai tempi preistorici, con l'escavazione di numerosissime necropoli in forma verticale (la qual cosa ha spesso portato a definirle come dei giganteschi alveari). Le costruzioni dell'uomo con la pietra, sia essa bianca-dorata calcarea o nera vulcanica e bituminosa, ha profondamente segnato il paesaggio ibleo:
(Vincenzo Cicero, La pietra nelle esperienze costruttive del territorio degli Iblei...)
Dalle scure neviere dei centri abitati del Lauro all'articolata rete dei muretti a secco tipici di tutta la punta sud-orientale della Sicilia; elaborati dai mezzadri del luogo e definiti a ragion veduta di notevole fattura.
Durante il suo viaggio lungo l'Italia lo scrittore vicentino Guido Piovene descrisse gli Iblei come «la parte di Sicilia che assomiglia alla Terra santa, dove i muriccioli a secco simili a un geroglifico, rigano la campagna per dividere la proprietà o una cultura dall'altra.» Ma Piovene non fu il solo a paragonare questi luoghi a quelli del fiume Giordano; anche secondo il siracusano Elio Vittorini i luoghi più arroccati degli Iblei, come Scicli, ricordavano le fattezze di Gerusalemme. Gli Iblei alternano paesaggi brulli, disseminati di piante tipicamente mediterranee, come l'ulivo e il carrubo, a lussureggianti aree boschive, a prevalenza di leccio (Quercus ilex) e roverella (Quercus pubescens), site principalmente nella parte centrale degli Iblei.
La depressione geologica recente degli Iblei ha anche creato un articolato paesaggio costiero, caratterizzato da colline terrazzate semicoperte dalla macchia mediterranea; qui si ha una maggiore presenza di agrumeti, agevolati dalla vicinanza del mare. Altro elemento caratterizzante del paesaggio ibleo sono le antiche masserie: grandi edifici rurali simbolo del sistema feudale passato; molte di esse odiernamente sono state convertite in strutture ricettive, immerse nella natura iblea.

## Orografia

### Le cime
Il complesso montuoso a raggiera degli Iblei ha una vasta estensione e lo dimostrano le numerose cime, più o meno alte, che lo compongono. Il monte Lauro rappresenta la sua cima più elevata, la quale sfiora quasi i 1000 metri di altitudine; a tradire il suo passato da vulcano, il più antico degli Iblei, vi è la presenza della vasta bocca del cratere estinto. Il comune siracusano di Buccheri è quello che maggiormente si avvicina alla sua cima, ma alle sue pendici sorgono altri comuni ricadenti nelle tre realtà amministrative di Siracusa, Ragusa e Catania. Il suo nome deriva dalla presenza abbondante dell'alloro; dal latino: Laurus nobilis, che a sua volta deriva dalla lingua greca Daphne (Δάφνη) che significa per l'appunto Lauro, ovvero alloro. Secondo una leggenda al monte Lauro sarebbe legata la figura mitologica del pastore siculo Dafni, legato alla valle dell'Irminio; uno dei quattro principali fiumi iblei che sgorga dalle falde del Lauro.
Non solamente il Lauro ha origini greche; anche le ultime cime orientali, denominate monti Climiti, derivano il loro nome dal greco: κλίμαξ (klímax) che vuol dire «scala» (in latino climax: gradazione), data la presenza particolare di numerosi gradoni lungo i pendii, i quali segnano la ritirata del mare avvenuta nei millenni passati; i Climiti sono infatti particolarmente ricchi di grotte di abrasione e fossili marini. Essi sorgono nel lato ionico degli Iblei e accolgono numerosi comuni.
Le cime più elevate degli Iblei:
| Monte              | altezza | Provincia |
| ------------------ | ------- | --------- |
| Monte Lauro        | 987 m   | SR - RG   |
| Monte Contessa     | 914 m   | SR        |
| Monte Casale       | 910 m   | SR - RG   |
| Monte Arcibessi    | 906 m   | RG        |
| Monte Serra Burgio | 884 m   | RG        |
| Monte Erbesso      | 881 m   | RG - SR   |
| Monte Santa Venera | 870 m   | SR        |
| Monte Vignitti     | 788 m   | SR        |
| Monte Scannalupi   | 784 m   | RG        |
| Monte Cortese      | 762 m   | RG        |
| Monte Casasia      | 734 m   | RG        |
| Poggio Santa Croce | 680 m   | CT        |
| Monte Raci         | 610 m   | RG        |
| Monte Racello      | 540 m   | RG        |
| Monte Renna        | 565 m   | RG        |
| Monte Catalfaro    | 515 m   | CT        |
| Monte Pancali      | 485 m   | SR        |
| Monti Climiti      | 410 m   | SR        |
| Monte Gancio       | 407 m   | SR        |

## Idrografia

### Fiumi
| Le foci dei principali fiumi iblei |
| --- |
| Mar Ionio San Leonardo Marcellino Anapo Cavadonna Cassibile Asinaro Tellaro F. di Modica Irminio Ippari Dirillo Monte Lauro Mar di Sicilia |

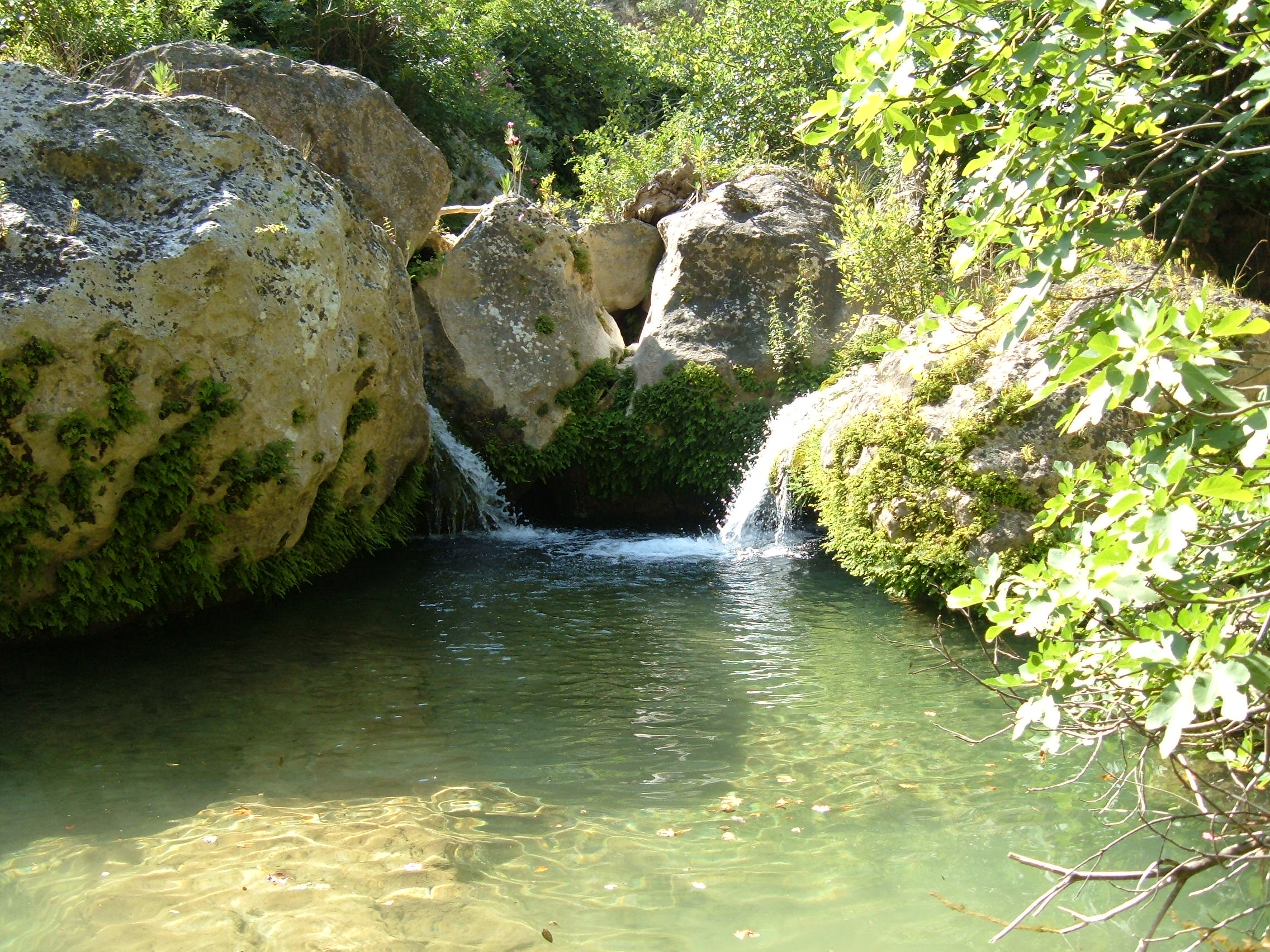
Tratto del Cassibile

I fiumi dei monti Iblei sono fondamentalmente a carattere torrentizio. Tuttavia le numerose sorgenti e i numerosi corsi d'acqua che attraversano il territorio, compongono nell'insieme una notevole abbondanza idrica.
I principali fiumi iblei si originano alle falde del monte Lauro e sono l'Anapo, l'Irminio, il Dirillo (chiamato anche Acate) e il San Leonardo. L'Anapo e il San Leonardo si sviluppano nel territorio orientale degli Iblei, mentre l'Irminio e il Dirillo in quello occidentale.
L'Anapo, che dà il suo nome ad una delle principali valli iblee, è il fiume più lungo dei monti e partendo dal Lauro, dalla sorgente di Buccheri, attraversa numerosi luoghi tra cui Pantalica, dove ha origine il suo principale affluente, il torrente Calcinara, per sfociare infine ai Pantanelli di Siracusa, dove accoglie le acque del Ciane (fiume che un tempo aveva una foce a parte), gettandosi con esso nel mar Ionio.
L'Irminio, omonimo dell'altra vallata principale iblea, attraversa l'altopiano ragusano dividendo da nord a sud i comuni di Modica e Ragusa, sfociando infine tra Marina di Ragusa e Donnalucata nel mar di Sicilia. Il fiume Dirillo è posto al confine con l'area catanese, nella quale il corso d'acqua ha la sua sorgente, a Vizzini, l'area ragusana e quella nissena dove ha sede la foce del Dirillo, nel golfo di Gela; mar di Sicilia.
Il San Leonardo invece snoda il suo percorso tra l'area siracusana e quella catanese; sfocia infine nello Ionio tra Augusta e Carlentini. Altro fiume importante degli Iblei è il Cassibile, che nascendo presso le sorgenti di Palazzolo Acreide, scorre tra i comuni di Avola e Siracusa, andando a sfociare nella località di Fontane Bianche; da esso ha preso il nome il centro abitato di Cassibile e un suggestivo canyon detto Cavagrande del Cassibile, divenuto vasta riserva naturale protetta.
Diversi altri corsi d'acqua attraversano gli Iblei e la maggior parte di essi sono ricolmi di storia e leggende. Il Tellaro, che nasce anch'esso nel comune siracusano di Palazzolo Acreide, anticamente si chiamava Eloro, dalla presenza dell'antica colonia greca di Syrakousai, Heloros. Il Tellaro sfocia all'interno della riserva naturale orientata Oasi Faunistica di Vendicari, nei pressi di Noto marina. L'Ippari degli Iblei occidentali rappresenta invece l'antico estuario della colonia greca di Kamarina, sorta su quella che anticamente era detta la «Plaga Mesopotamica Sicula» per via della presenza di due fiumi che la circondavano: l'Ippari e il Dirillo.
Due fiumi segnano i confini naturali degli Iblei: a settentrione il fiume Caltagirone, affluente del Gornalunga, che separa le pendici degli Iblei da quelle degli Erei, e il fiume Maroglio, affluente del Gela, a ovest.
| Fiume             | lunghezza | Prov.        |
| ----------------- | --------- | ------------ |
| Anapo             | 59 km     | SR           |
| Irminio           | 55 km     | RG           |
| Dirillo           | 54 km     | CT - RG - CL |
| San Leonardo      | 50 km     | SR - CT      |
| Tellaro           | 45 km     | SR - RG      |
| Cavadonna         | 36 km     | SR           |
| Cassibile         | 30 km     | SR           |
| Ippari            | 28 km     | RG           |
| Marcellino        | 26 km     | SR           |
| Asinaro           | 22 km     | SR           |
| Fiumara di Modica | 22 km     | RG           |
| Mulinello         | 20 km     | SR           |
| Tellesimo         | 14 km     | RG - SR      |
| Grassullo         | 14 km     | RG           |
| Amerillo          | 11 km     | RG - CT      |
| Rifriscolaro      | 11 km     | RG           |
| Ciane             | 08 km     | SR           |
| Calcinara         |           | SR           |
| Manghisi          |           | SR           |

Di seguito alcuni dei corsi d'acqua degli Iblei:

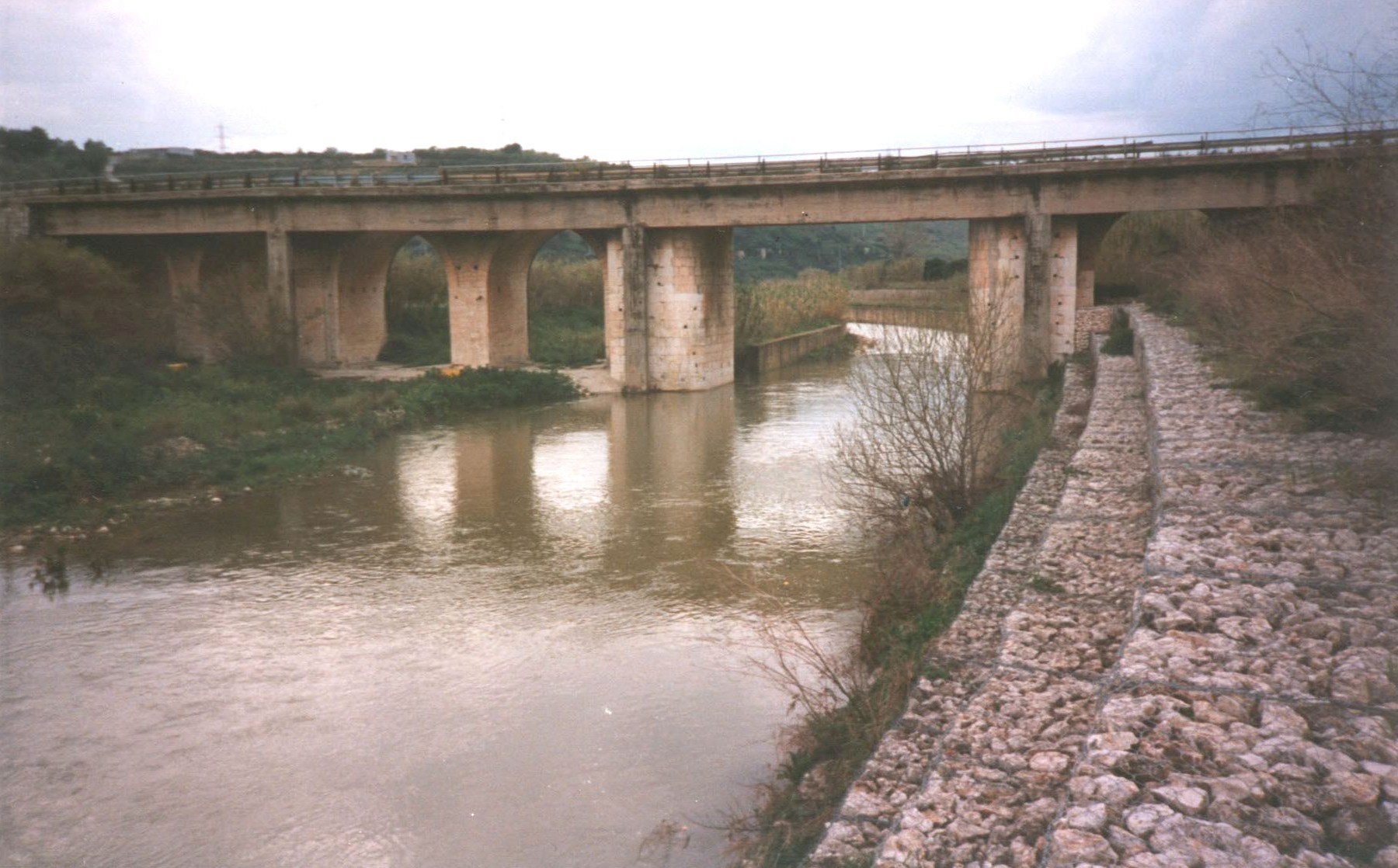
L'Anapo al ponte Diddino, tra Floridia e Solarino
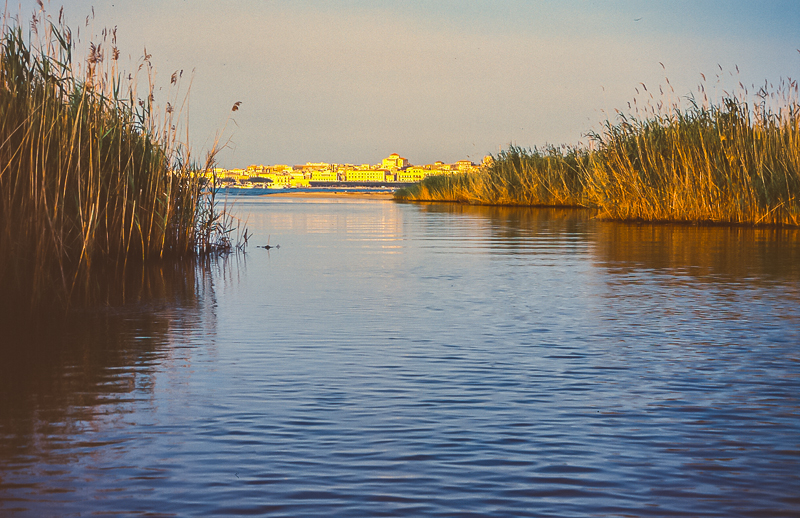
La foce dell'Anapo ai Pantanelli di Siracusa
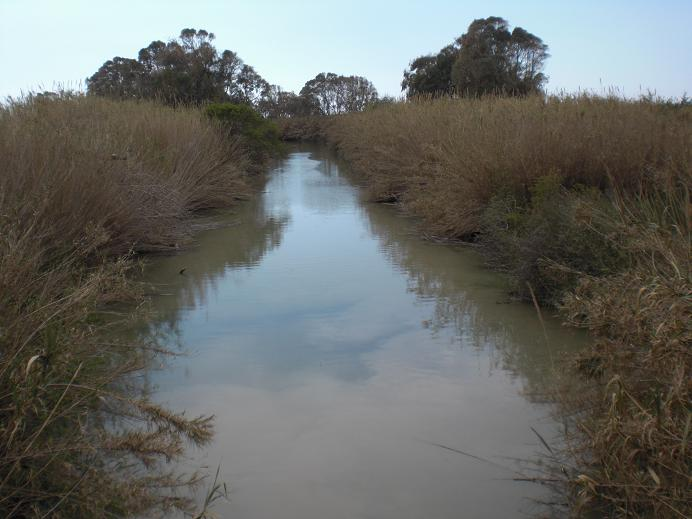
Un tratto dell'Irminio
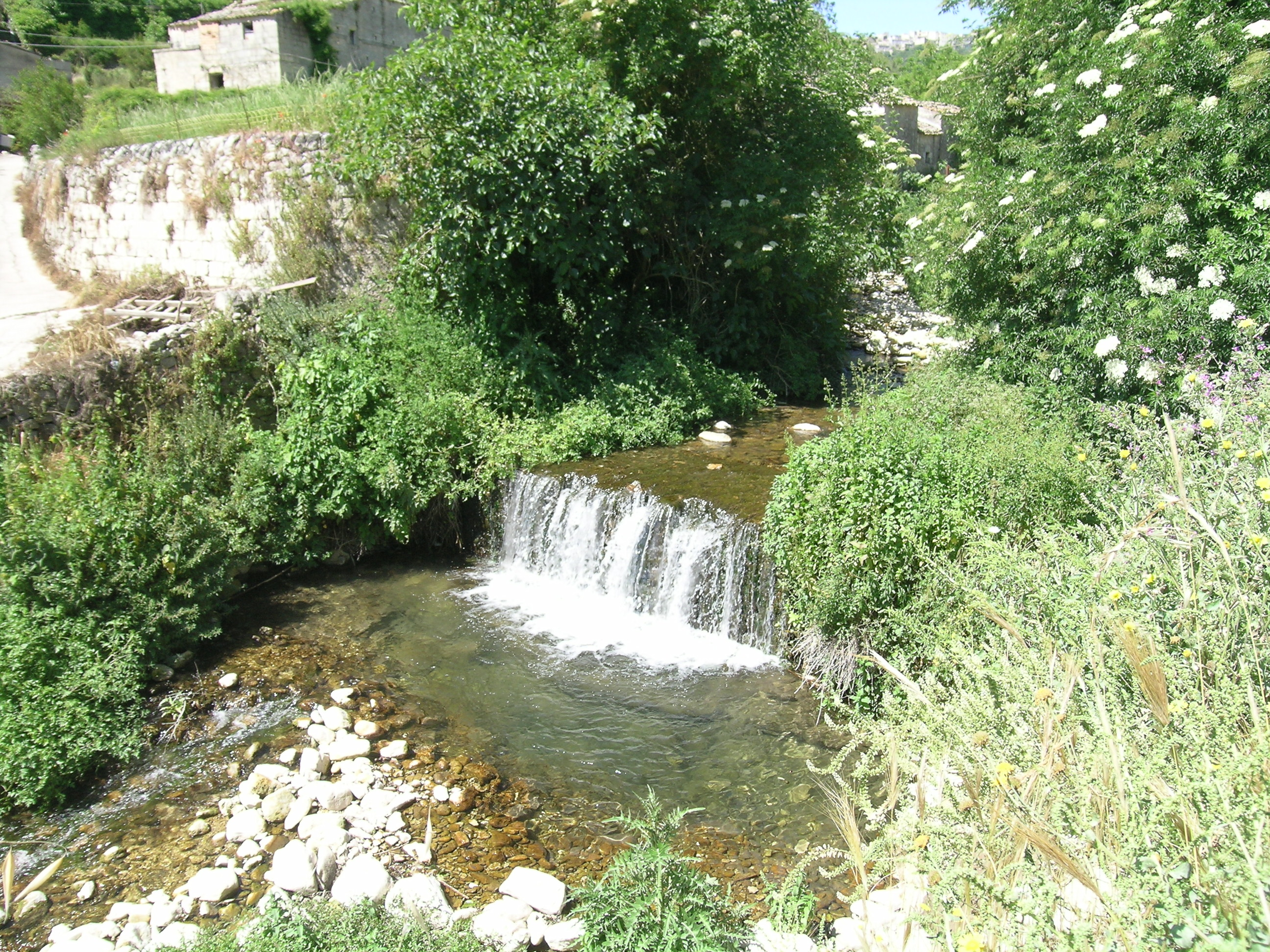
Il torrente Fiumicello di Ragusa al monte Bollarito
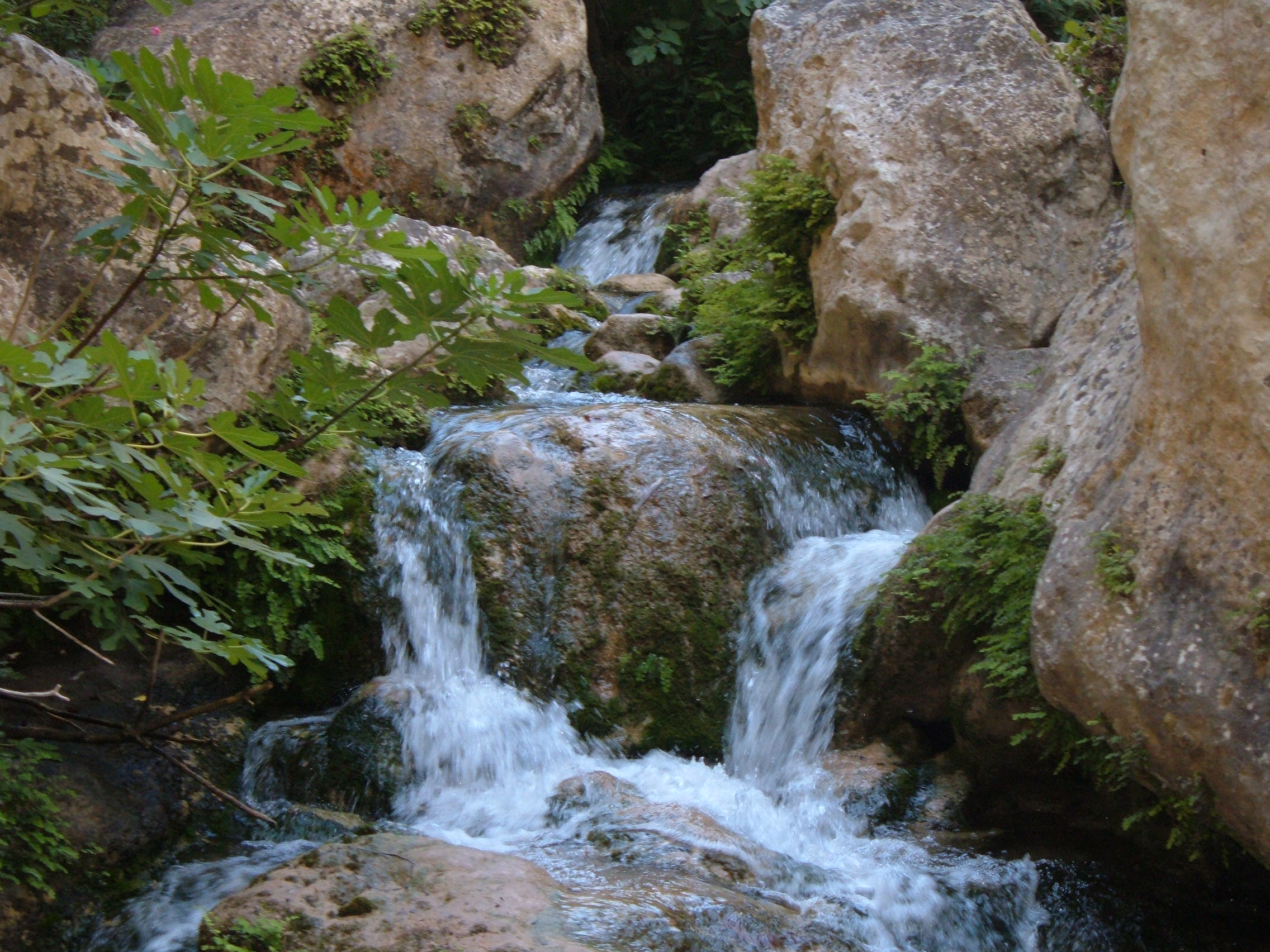
Tratto del fiume Cassibile nell'omonima cava
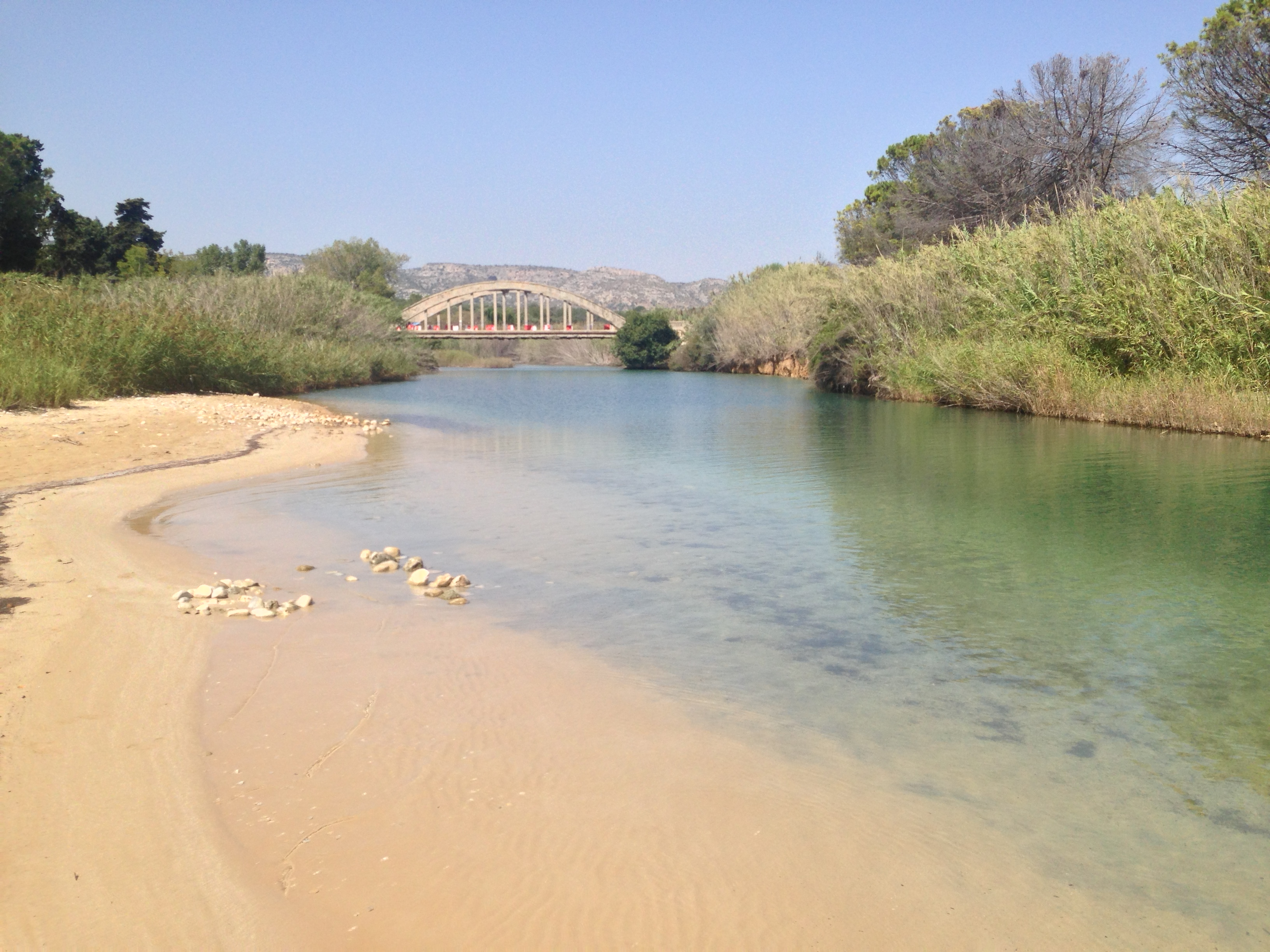
Foce del fiume Cassibile presso Fontane Bianche
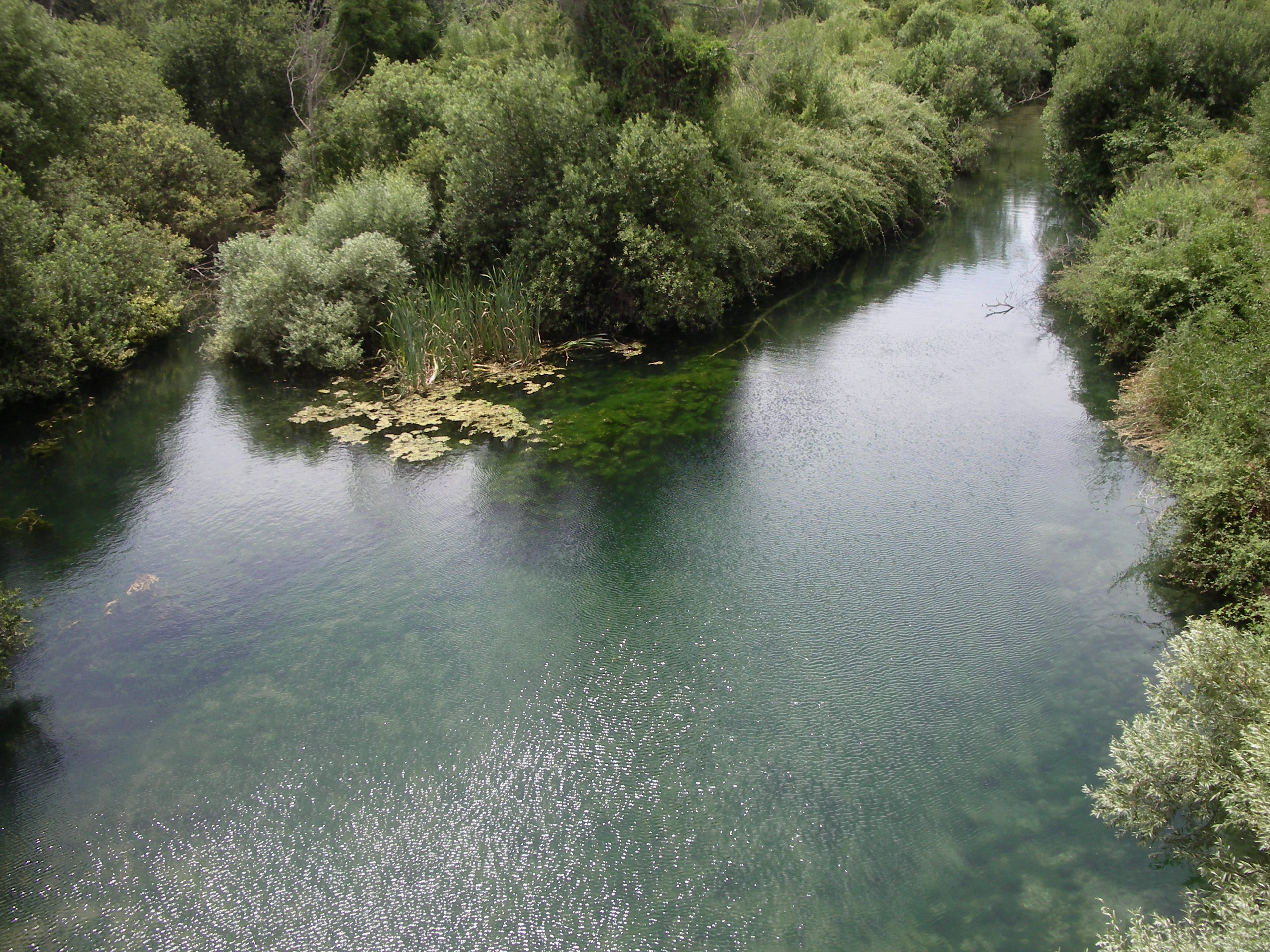
Il fiume Manghisi tra Noto ed Avola
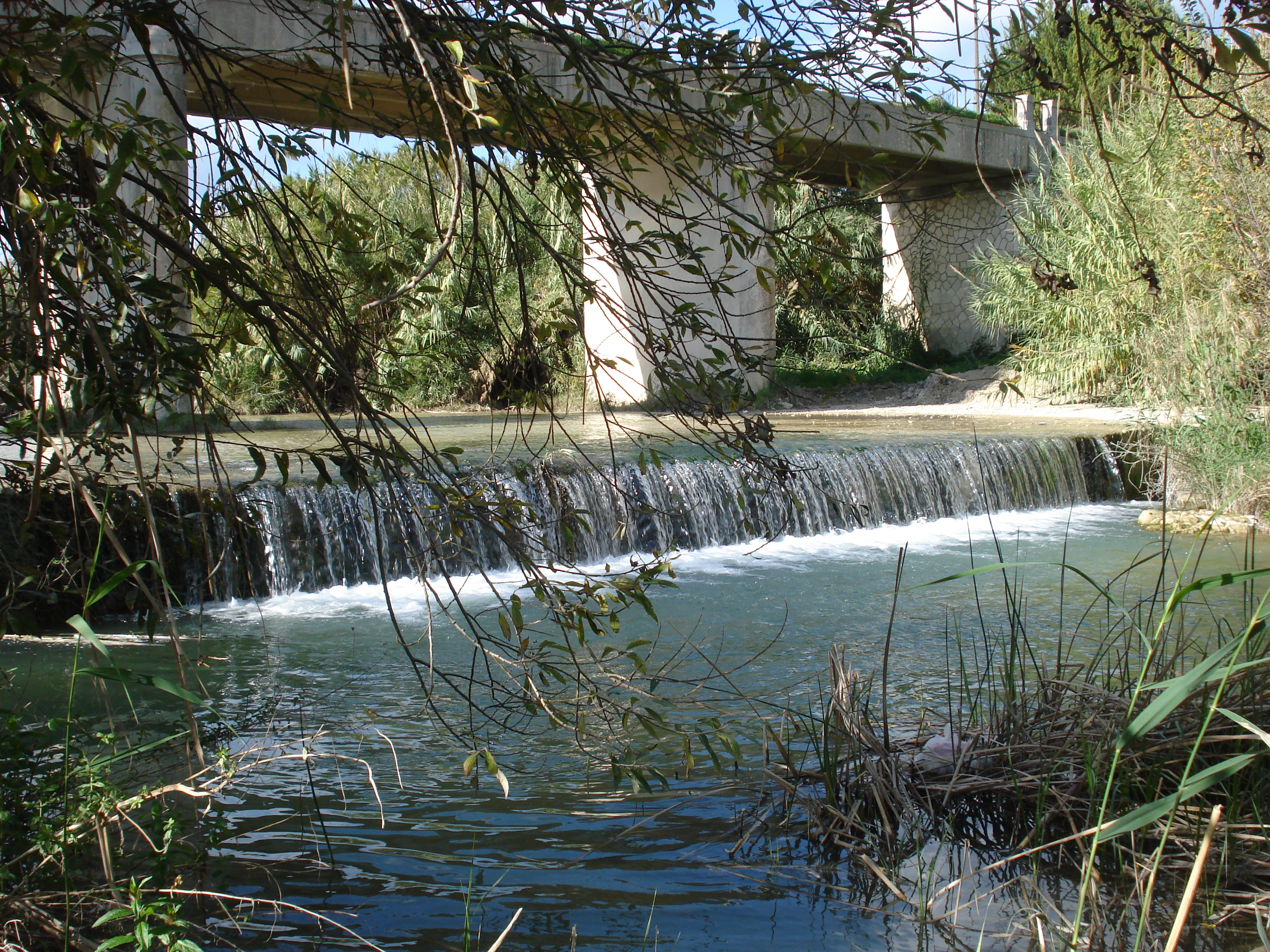
Il Tellaro nei pressi di Noto
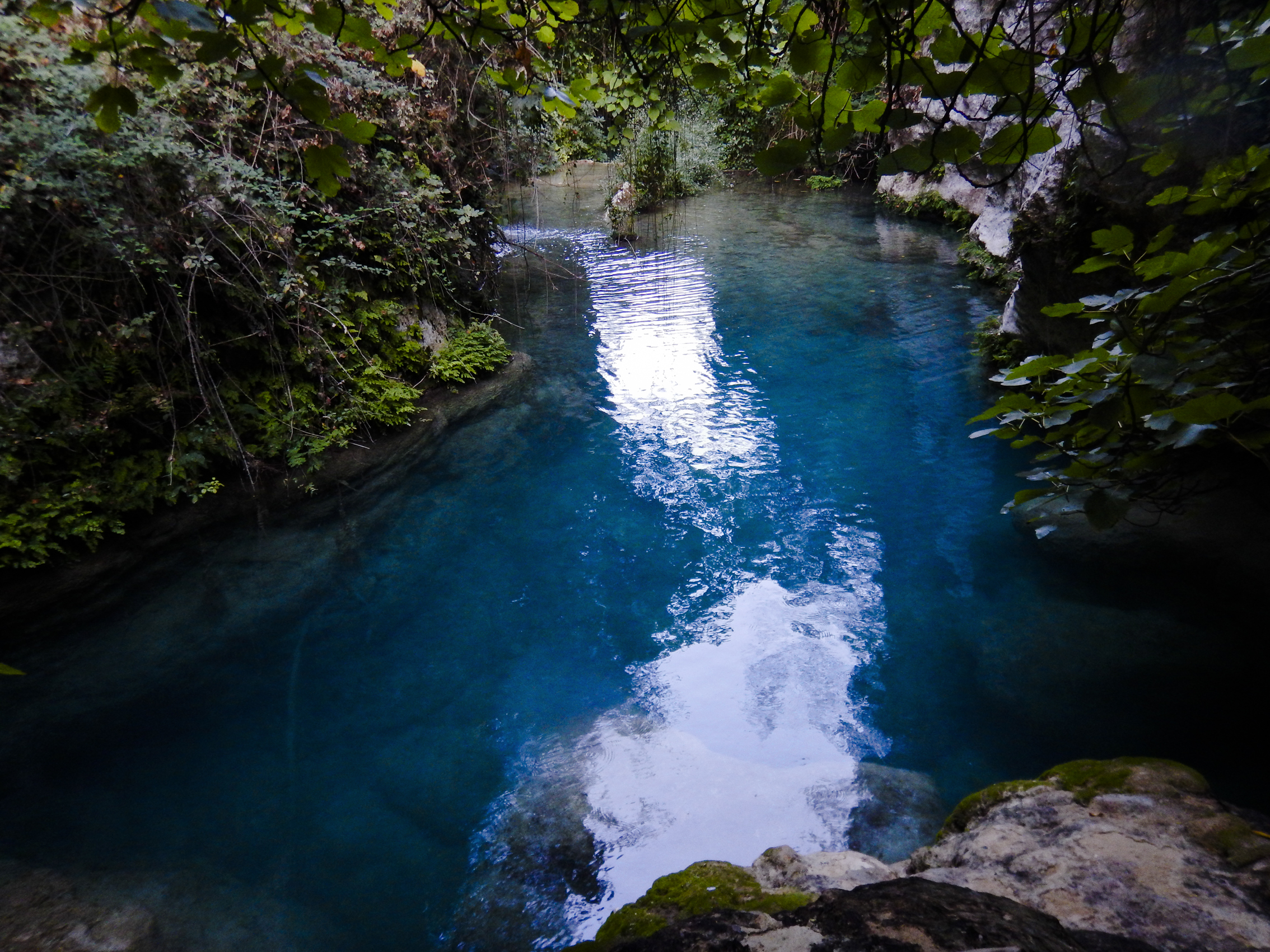
Il Calcinara di Pantalica
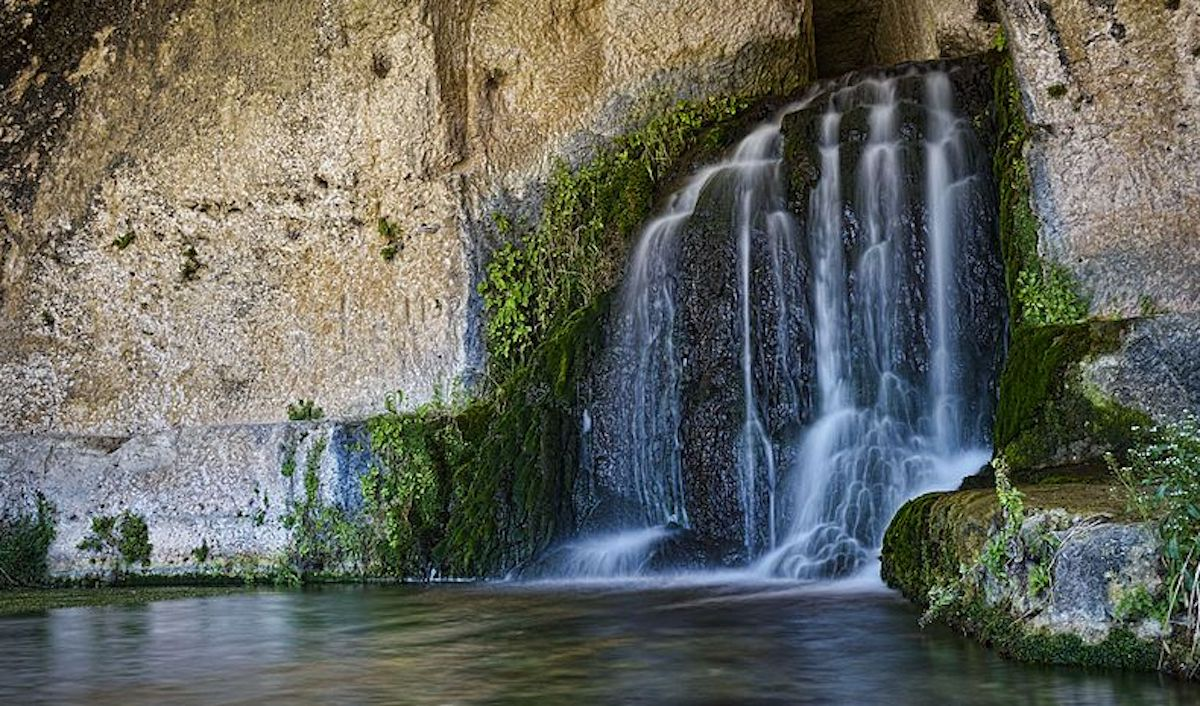
Sbocco del Galermi nella grotta del Ninfeo

### Laghi e bacini di contenimento
Nel Medioevo i cavalieri Templari edificarono sulle ultime propaggini nord-orientali degli Iblei, a Lentini, un vasto lago artificiale, tuttavia la sua origine è discussa, poiché secondo altri il lago o biviere di Lentini avrebbe origini naturali, alimentato un tempo da antichissime fonti. Ad ogni modo, qualunque fosse la sua origine, esso venne prosciugato nel XIX secolo poiché diveniva in estate fonte di malaria, ma negli anni '70 del XX secolo esso venne nuovamente riempito, con un invaso più piccolo, allo scopo di servire l'agricoltura e l'industria, grazie alle acque dei fiumi Simeto e San Leonardo. Odiernamente il lago di Lentini rappresenta uno dei bacini artificiali più grandi della Sicilia e d'Europa.
Sul lato orientale i monti Climiti, presso Solarino, ospitano i due invasi delle centrali idroelettriche date dalle acque dell'Anapo. Nel lato occidentale e settentrionale degli Iblei si trovano altri invasi artificiali.
Da segnalare i laghetti naturali sulfurei dei Palici (o lago Naftia), legati all'antica attività vulcanica degli Iblei, siti nelle ultime propaggini settentrionali, al confine con la piana di Catania e con gli Erei.
Peculiarità di questa zona sono i cosiddetti «laghetti di Cavagrande» (o anche laghetti di Avola) formatisi in maniera naturale nel corso dei millenni grazie all'azione erosiva del fiume Cassibile, all'interno dell'omonima cava, dando vita a scenari suggestivi come le naturali latomie che scompaiono sott'acqua: i laghetti sono in tutto una ventina e presentano varie dimensioni. Nel territorio di Siracusa infine, grazie ai numerosi sfoghi della falda freatica iblea, si hanno diverse piccole sorgenti, tra le quali le più note sono la fonte Aretusa dalle origini greche e la fonte Ciane, ricolma di papiri.
| Bacino                        | Altitudine s.l.m. | Superficie | Prov.   | Note   |
| ----------------------------- | ----------------- | ---------- | ------- | ------ |
| Lago di Lentini               | 36                | 10,06 km²  | SR      | [ 69 ] |
| Lago Dirillo                  | 329               | 1,17 km²   | CT - RG | [ 70 ] |
| Lago Naftia                   | 105               |            | CT      |        |
| Lago Santa Rosalia            | 382               | 1,45 km²   | RG      | [ 71 ] |
| Centrale dell'Anapo inferiore | 94,3              | 0,43 km²   | SR      | [ 72 ] |
| Centrale dell'Anapo superiore | 405,3             | 360 m²     | SR      | [ 72 ] |

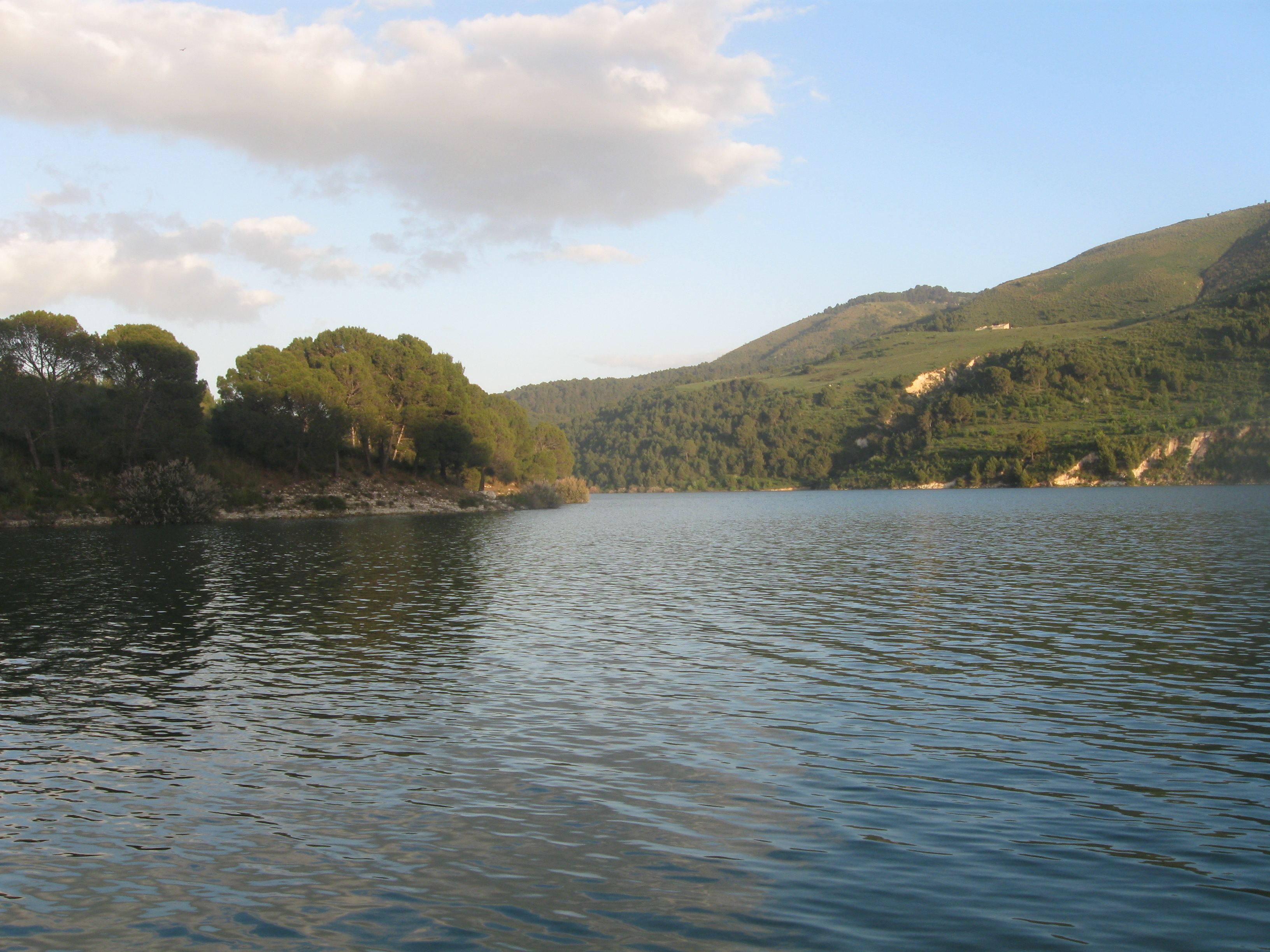
Il lago Dirillo
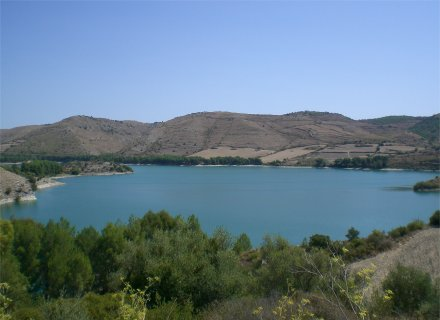
Il lago Santa Rosalia
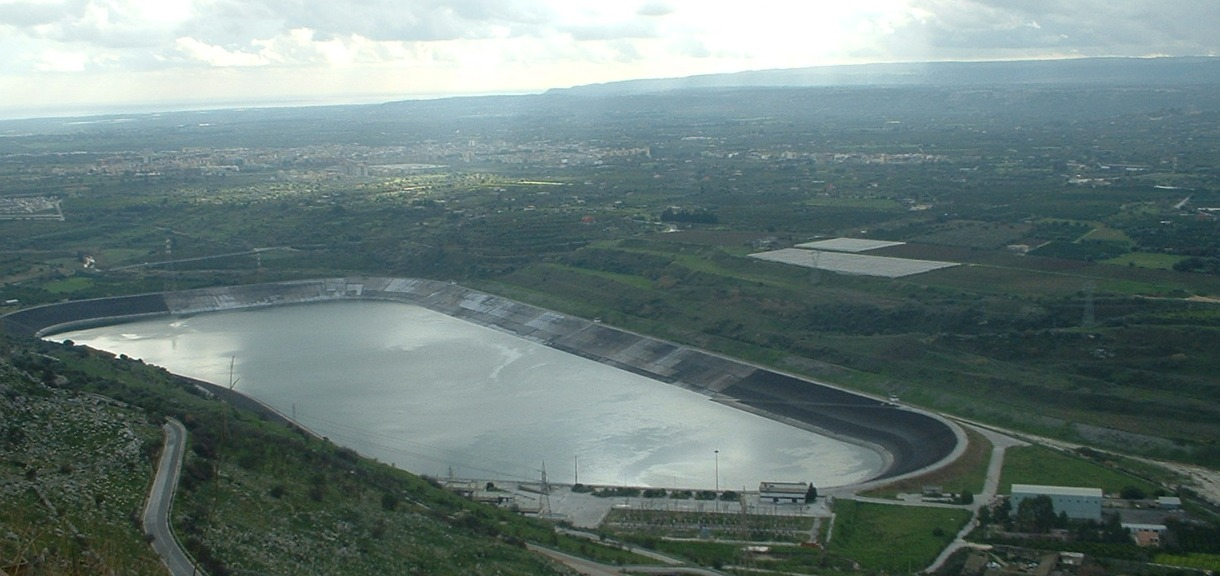
La centrale dell'Anapo
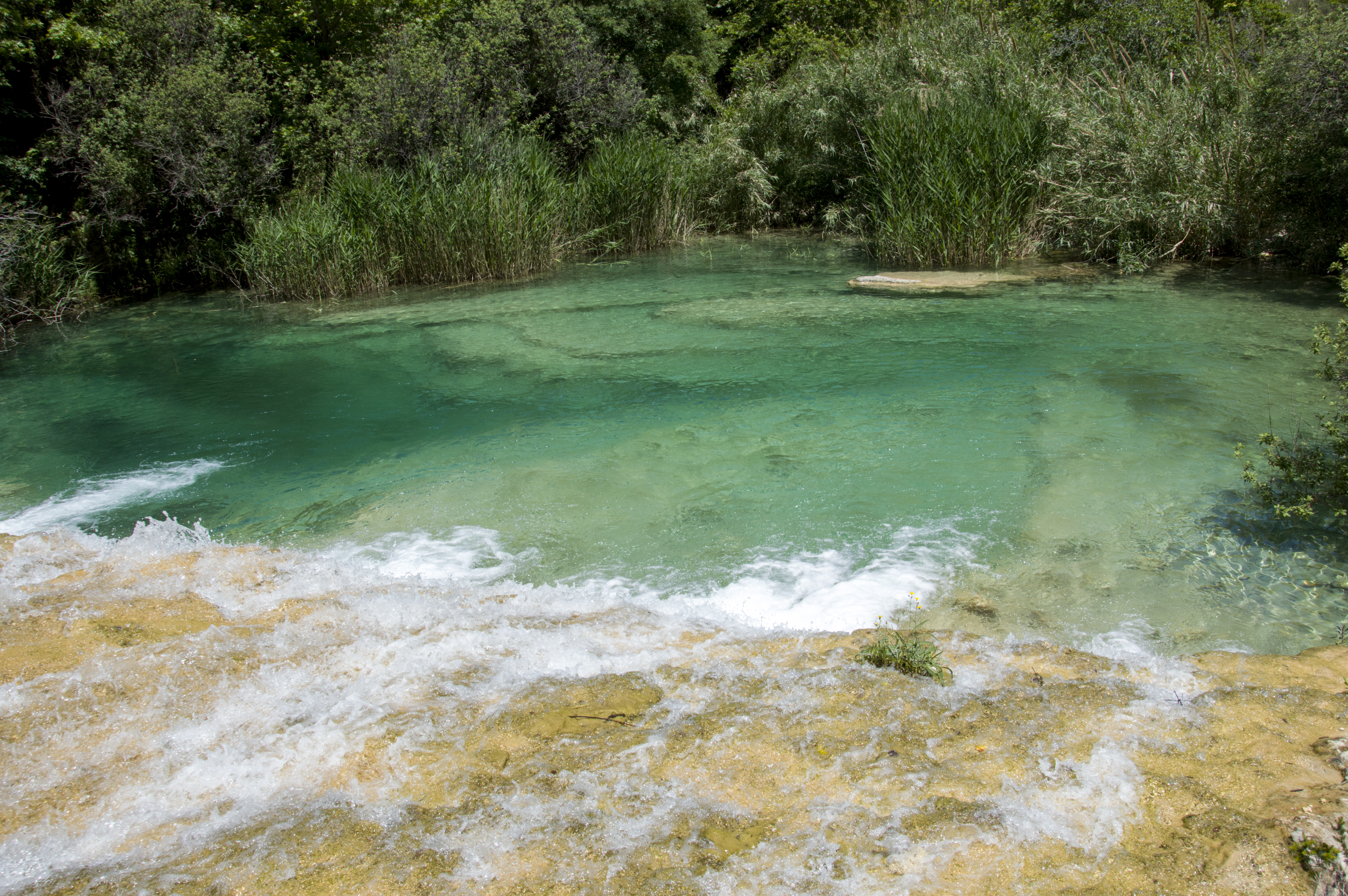
I laghetti di Avola
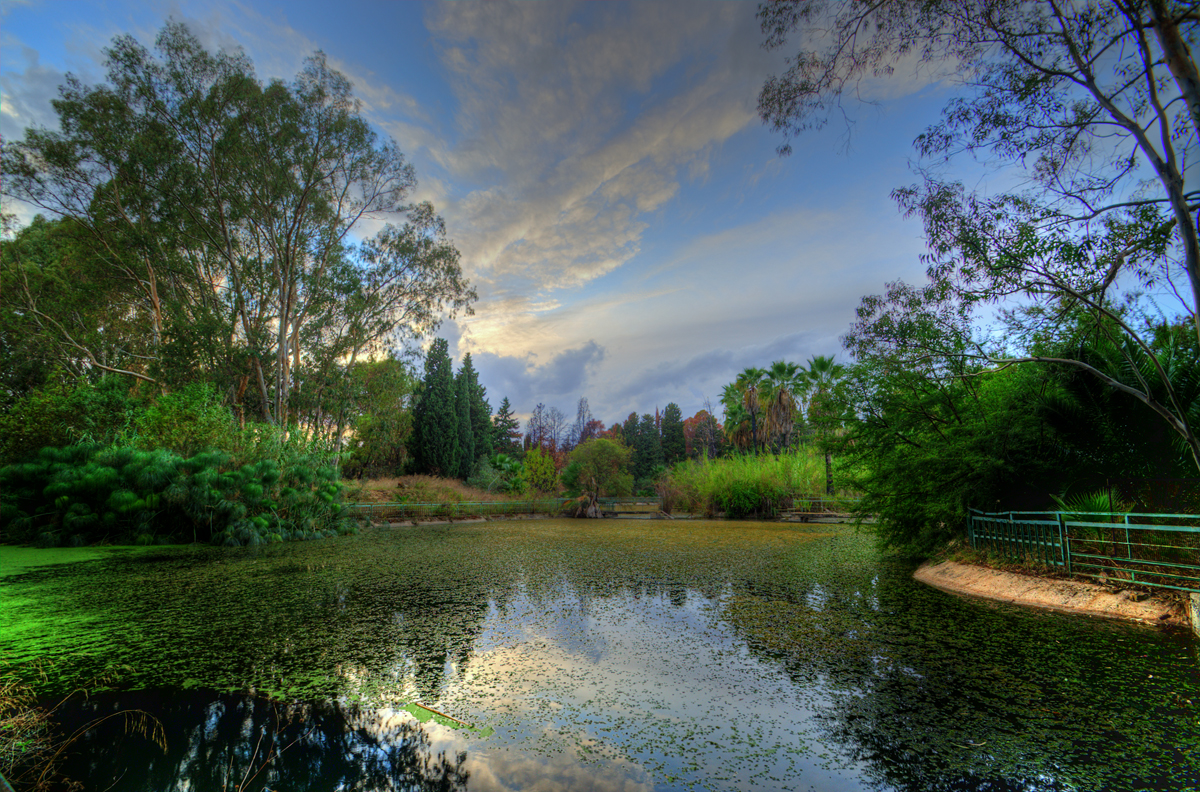
La fonte Ciane
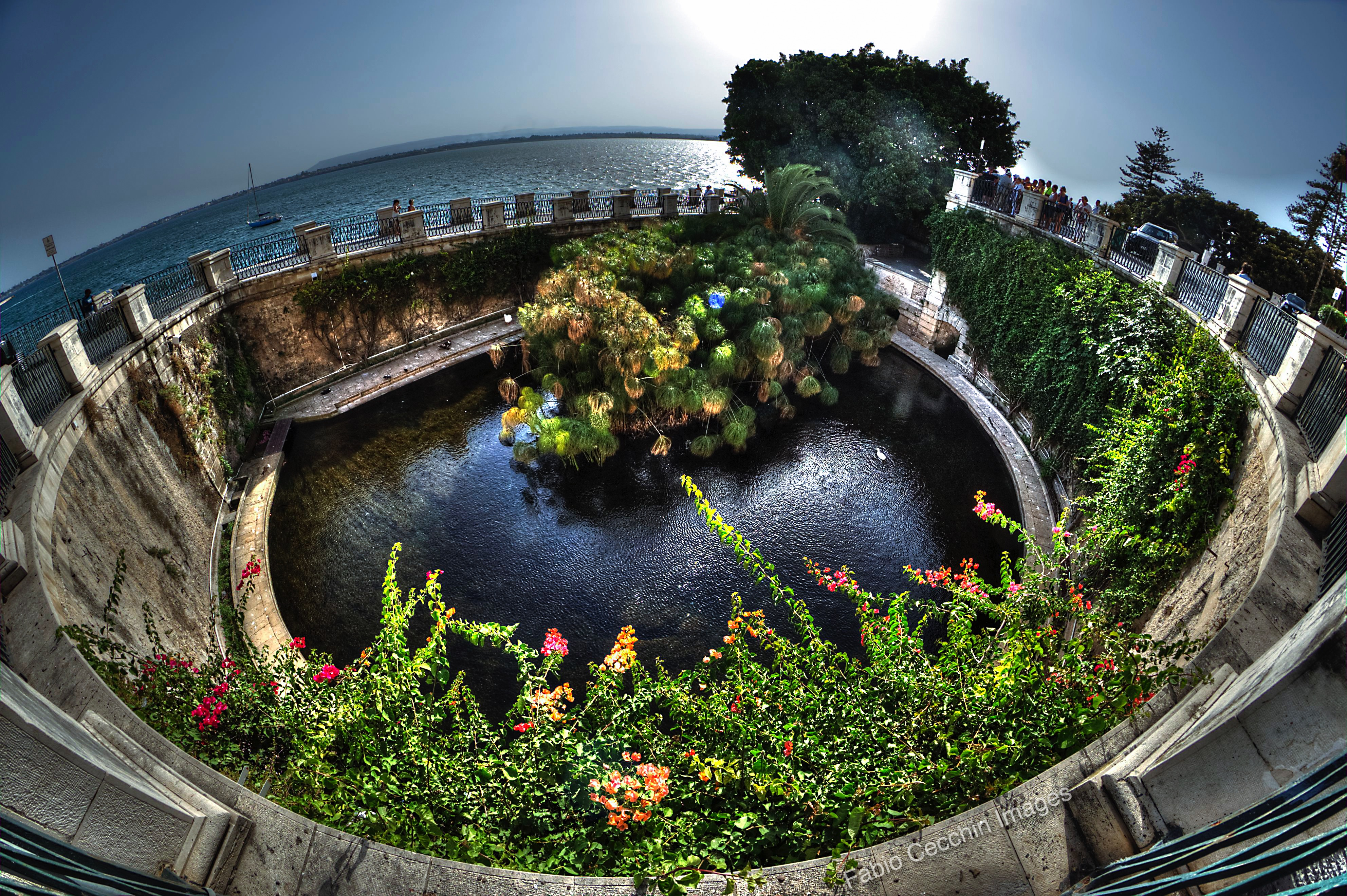
La fonte Aretusa

## Clima
Il clima ibleo è di tipo mediterraneo, con inverni miti e piovosi ed estati calde e asciutte, ma presenta delle sensibili differenze spostandosi dalla zona centrale, segnata da una maggiore altitudine, a quella costiera, formata da bassorilievi e lunghi tratti pianeggianti (definita zona pedemontana).
La piovosità varia in base all'altitudine e alla zona: nei punti più elevati degli Iblei si possono raggiungere dagli 800 agli oltre 1000 mm annui, mentre in quelle costiere, solitamente, non va oltre i 500–600 mm annui. Ma va fatto un distinguo anche tra il lato settentrionale e il lato meridionale degli Iblei: la provincia siracusana è caratterizzata nel suo lato settentrionale da fenomeni piovosi non molto frequenti ma tra i più violenti dell'isola (a Floridia ad esempio nel 2003 si verificò una delle più imponenti alluvioni italiane con la caduta di ben 700 mm di pioggia in pochi giorni), mentre diviene più arida nella sua zona meridionale (tra Pachino e Portopalo di Capo Passero), in quella che è una delle poche zone pianurose della Sicilia. Anche nel lato ragusano la situazione è più o meno simile: essendo quell'area maggiormente caratterizzata dall'altopiano la sua piovosità si attesta sui 600–750 mm annui, ma cala nettamente avvicinandosi nella zona costiera di sud-ovest (tra Acate e Santa Croce Camerina), confinante con una delle aree più siccitose della Sicilia: la piana di Gela.
L'umidità è significativamente presente nella parte costiera, dove si riscontra maggiormente un tipo di clima mediterraneo subtropicale, e in quelle zone interne dove l'acqua dolce abbonda, come in fondo alle cave, favorendo la crescita di una rigogliosa flora (non a caso l'area iblea è l'unica in Europa in cui vi riesca a crescere spontaneo il papiro egiziano).

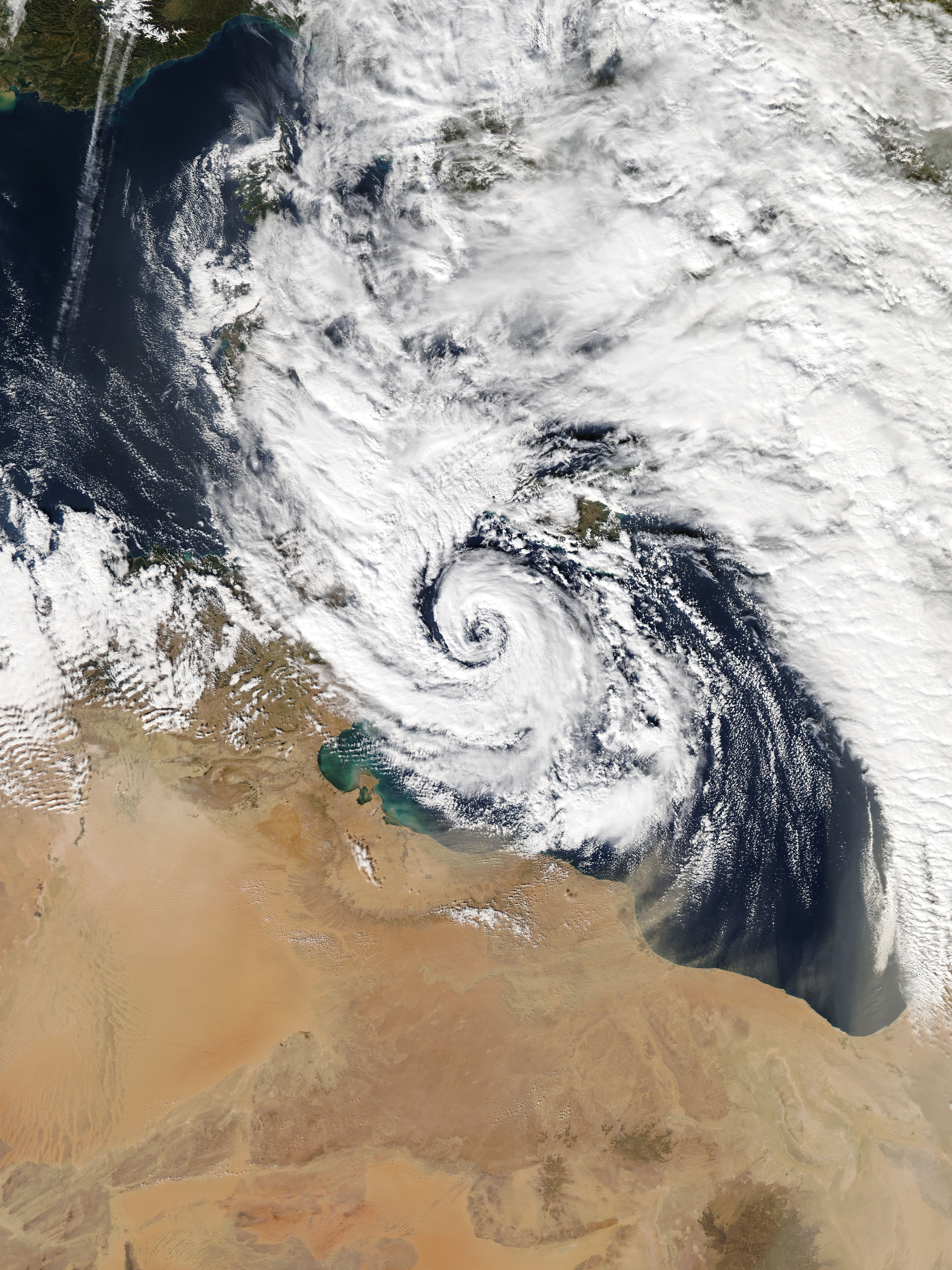
Il ciclone Qendresa che colpì l'area di Siracusa nel novembre 2014

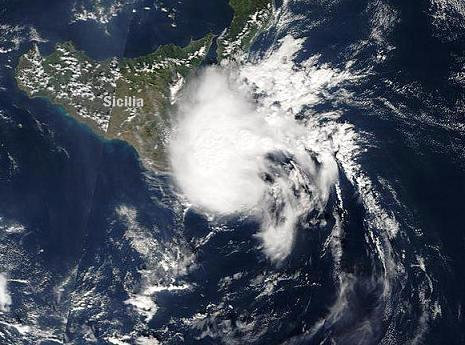
Ciclogenesi tropicale sopra i monti Iblei, ottobre 2005

Durante l'ultimo decennio l'area della Sicilia sud-orientale è stata particolarmente interessata dalla formazione di quello che i meteorologi europei hanno definito ciclone tropicale mediterraneo (o medicane), spesso appellati come «Bombe del Mediterraneo» per la notevolissima quantità d'acqua che riversano sulle zone colpite, creando fenomeni alluvionali. Nell'area non è raro il verificarsi di trombe d'aria che causano ingenti danni e trombe d'aria marine osservabili dalla costa.
Il clima ibleo è caratterizzato da una forte ventosità, così radicata che essa ha più volte ispirato poeti e scrittori di narrativa che hanno dedicato titoli e capitoli al vento degli Iblei. Lo scirocco di sud-est è il vento che maggiormente caratterizza gli Iblei; nei mesi estivi esso contribuisce allo spiccato aumento delle temperature. La zona costiera è caratterizzata dalla brezza di mare e di terra, il vento però muta drasticamente durante le perturbazioni, soprattutto quelle più estreme, raggiungendo raffiche superiori ai 70 km/h.

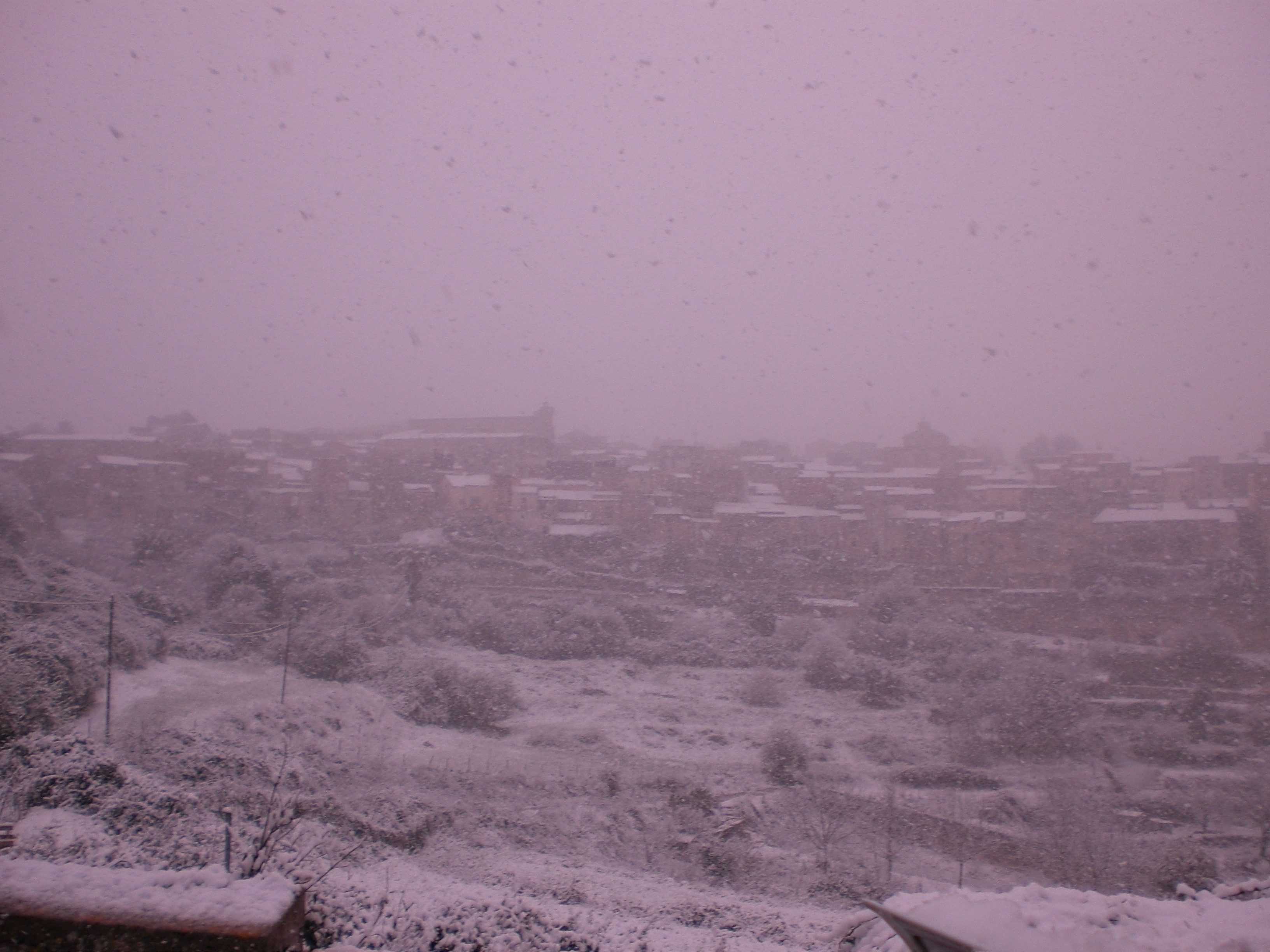
Bufera di neve a Buscemi nel febbraio 2011

La neve in passato era maggiormente presente sui monti Iblei, testimonianza di ciò sono le numerose neviere degli Iblei sparse sul territorio montano. Ad esempio alcune antiche cronache del comune di Palazzolo Acreide descrivono intense nevicate che causarono serissimi danni nella zona:
Tuttavia ancora oggi non è raro il verificarsi di nevicate, soprattutto nei più alti comuni iblei, le quali si estendono durante eventi molto meno frequenti anche al bassopiano, fino a giungere in alcune zone della costa.
L'escursione termica è più forte nell'area interna mentre nell'area costiera la vicinanza del mare mitiga le temperature. Durante l'inverno la media è sui 10 °C, mentre durante l'estate è sui 27 °C, ciononostante essendo l'area una delle più calde d'Italia è facile che nei periodi più caldi si superino persino i 40 °C: basti pensare che la stazione di Carlentini, sita sulle ultime propaggini settentrionali-orientali degli Iblei, ha registrato picchi storici superiori ai 45 °C e che nel luglio del 1998 a Siracusa spettò il titolo di città più calda d'Italia con il picco di 46,4 °C, mentre nell'agosto del 2021 nella zona sita tra la frazione di Cassibile e il comune di Floridia si sono registrati, in una stazione non appartenente all'Organizzazione Meteorologica Mondiale, 48,8 °C; la temperatura più alta in Europa.

### Aree climatiche degli Iblei
Di seguito viene indicata la tabella climatica per l'area iblea espressa dai climatologi Rivas Martinez (1981, 1983), F. Scelsi e G. Spampinato (1998).
Legenda climatica:
- Termomediterraneo= lo si trova dalla costa fino a circa 500 metri di altitudine, la distinzione tra inferiore e superiore dipende da diversi fattori, esso presenta inverni miti, con rari casi di gelate, ed estati molto calde con un importante stress idrico per le piante (domanda superiore di acqua rispetto a quella disponibile in quel dato momento)[85]
- Mesomediterraneo= può presentare gelate in inverno e temperature elevate in estate, producendo per le piante uno stress idrico[85]
- Supramediterraneo= precede il clima Oromediterráneo[86] ed è tipico delle alte zone montane; presenta gelate in inverno e temperature elevate in estate[85]

| ↓ Tipo di precipitazione / Tipo di Clima →   | Termo- mediterraneo inferiore | Termo- mediterraneo superiore | Meso- mediterraneo   | Supra- mediterraneo |
| -------------------------------------------- | ----------------------------- | ----------------------------- | -------------------- | ------------------- |
| Semiarido Piogge: da 350 a 400 mm annui      | 1 - Tmed. i. sar.             |                               |                      |                     |
| Secco Piogge: da 450 a 600 mm annui          | 2 - Tmed. i. sec.             | 3 - Tmed. s. sec.             | 6 - Mmed. sec.       |                     |
| Subumido inf. Piogge: da 600 a 800 mm annui  |                               | 4 - Tmed. s. sub um. i.       | 7 - Mmed. sub um. i. |                     |
| Subumido sup. Piogge: da 800 a 1000 mm annui |                               | 5 - Tmed. s. sub um. s.       | 8 - Mmed. sub um. s. |                     |
| Umido inf. Piogge: da 1000 a 1350 mm annui   |                               |                               | 9 - Mmed. umido i.   | 10 - Smed. umido i. |

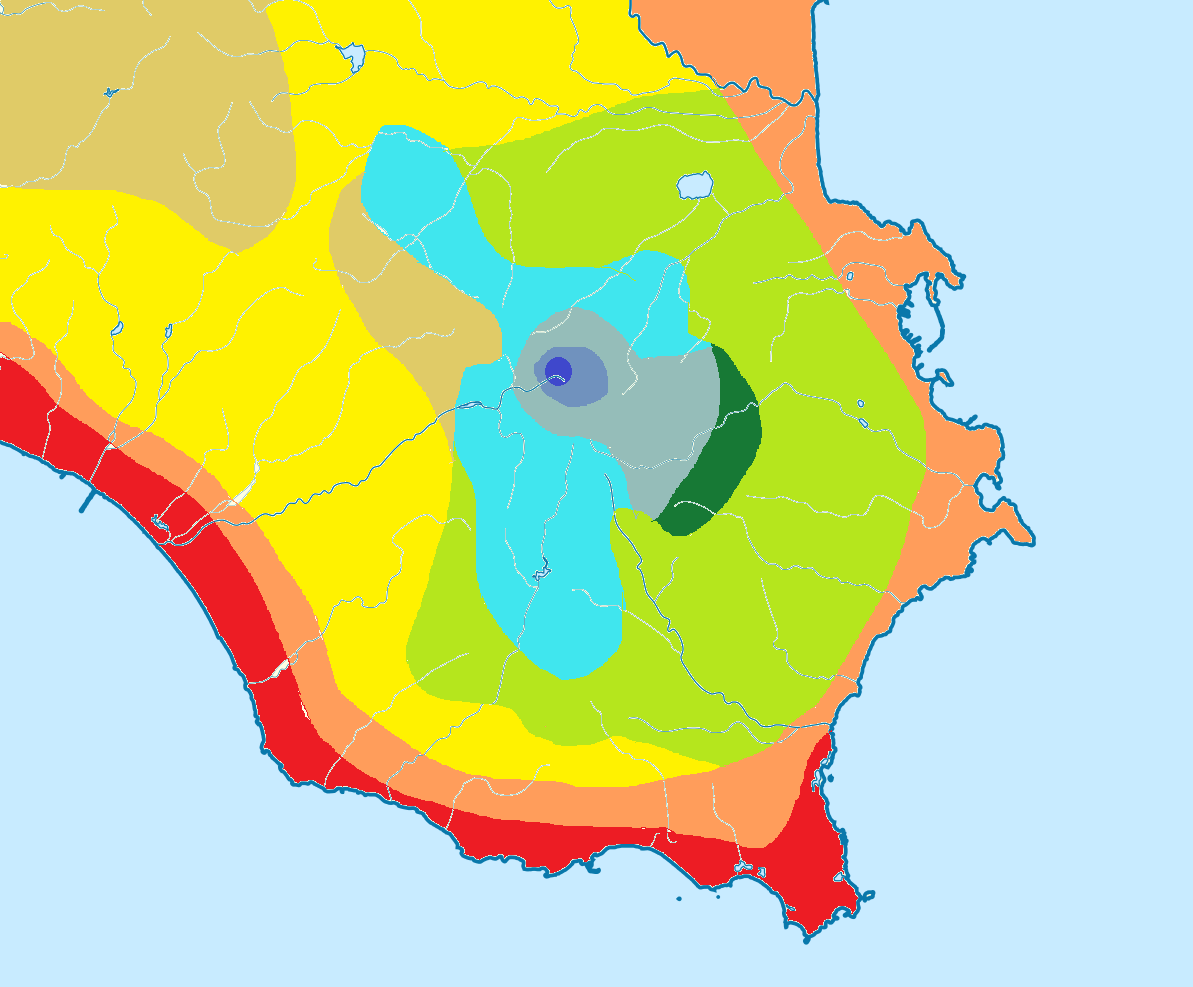
Aree climatiche della Sicilia sud-orientale. Legenda per la tabella: Rosso scuro= 1; Salmone= 2; Giallo= 3; Verde chiaro= 4; Verde scuro= 5; Ocra= 6; Azzurro= 7; Grigio= 8; Blu chiaro= 9; Blu scuro= 10

Nel suo insieme l'area iblea può essere classificata nella fascia del clima termomediterraneo sub umido inferiore. Mentre secondo la classificazione di Blasi e Michetti (2007) il territorio ibleo andrebbe suddiviso nelle seguenti fasce climatiche: mediterraneo oceanico, mediterraneo oceanico-semicontinentale e temperato di transizione oceanico-semicontinentale.

## Flora

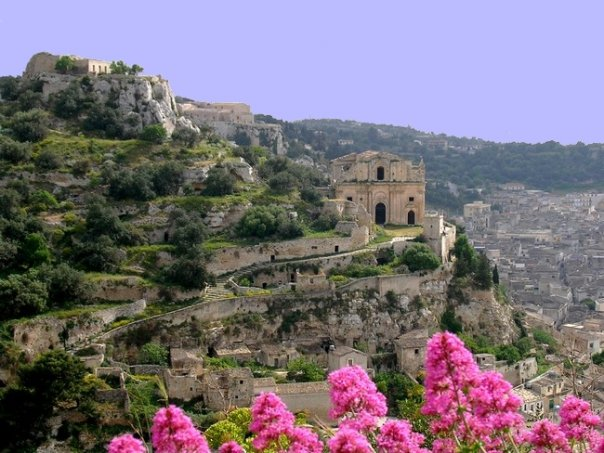
Vegetazione iblea, Scicli

I boschi dell'altopiano sono formati nella loro quasi totalità da lecceti (Quercus ilex) e querceti; una minima parte è composta da pini d'Aleppo, per lo più sita in un lembo occidentale degli Iblei. La conformazione vegetale che maggiormente domina gli Iblei è la macchia mediterranea con ampi tratti di prateria mediterranea e gariga. Le formazioni arbustive del lentisco (Pistacia lentiscus), del timo (Thymbra capitata), del rosmarino (Rosmarinus officinalis), del mirto (Myrtus communis), e diverse altre essenze termo-xerofile, si associano in maniera costante alla restante vegetazione iblea. Vaste distese di Oleo-Ceratonion siliquae, ovvero di ulivo (Olea europaea) e carrubbo (Ceratonia siliqua), caratterizzano il territorio. Nei luoghi più umidi, come i fondovalle delle cave attraversate dai fiumi, si rivengono platani orientali (Platanus orientalis), salici (Salix), pioppi (Populus alba e Populus nigra) e oleandri (Nerium oleander). Interessanti gli endemismi iblei con specie altrove rare, come il papiro egizio (Cyperus papyrus), o del tutto uniche, come la Zelkova sicula. Si rinviene inoltre un'importante presenza micologica che comprende finanche i tartufi.

## Fauna

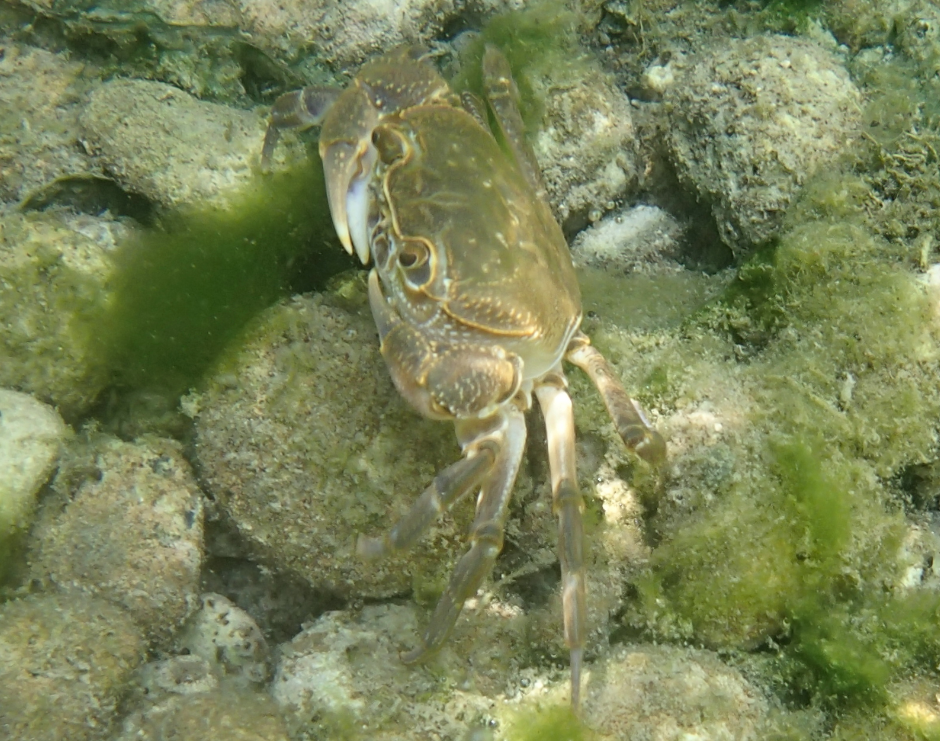
Granchio da fiume presso Pantalica

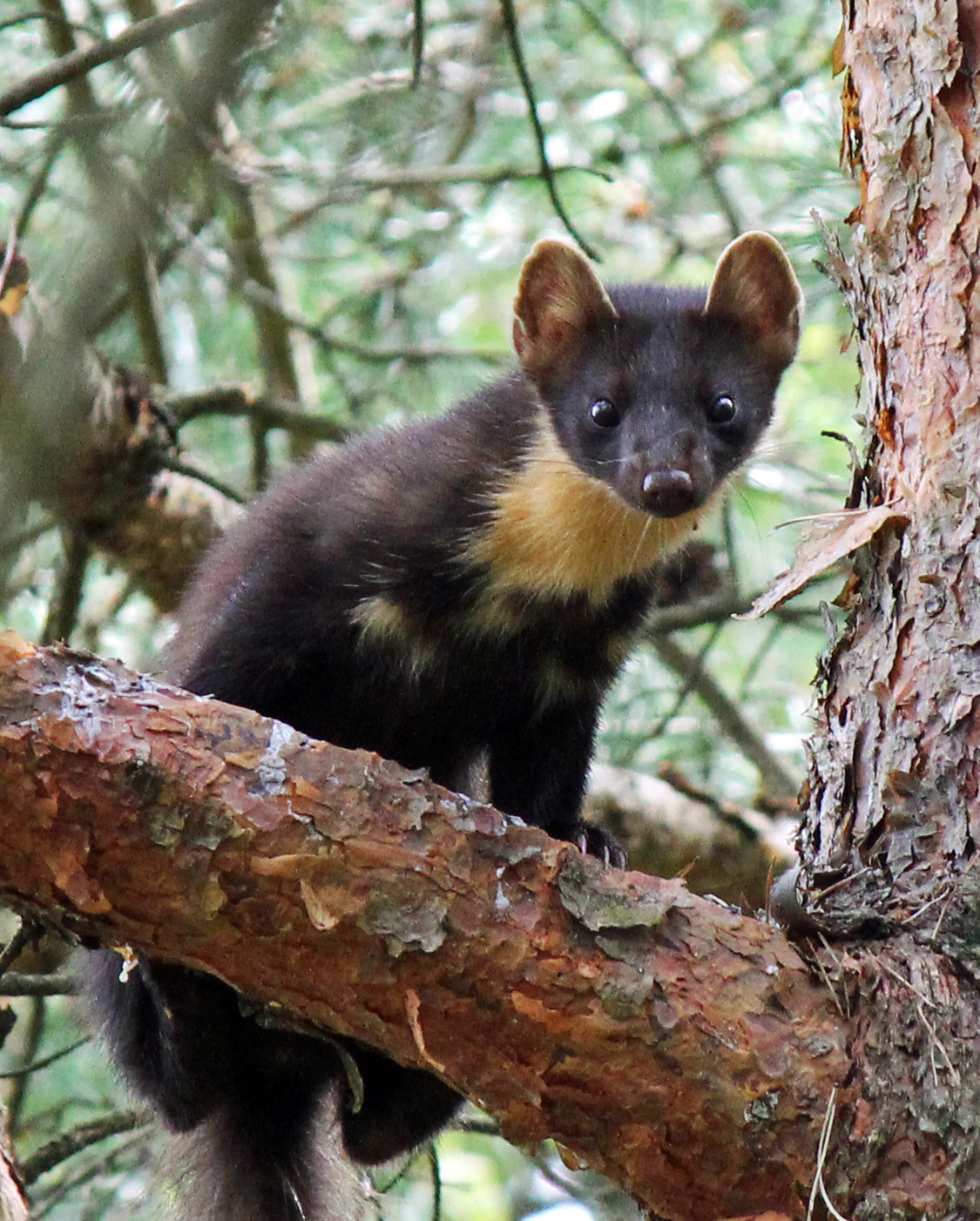
La martora

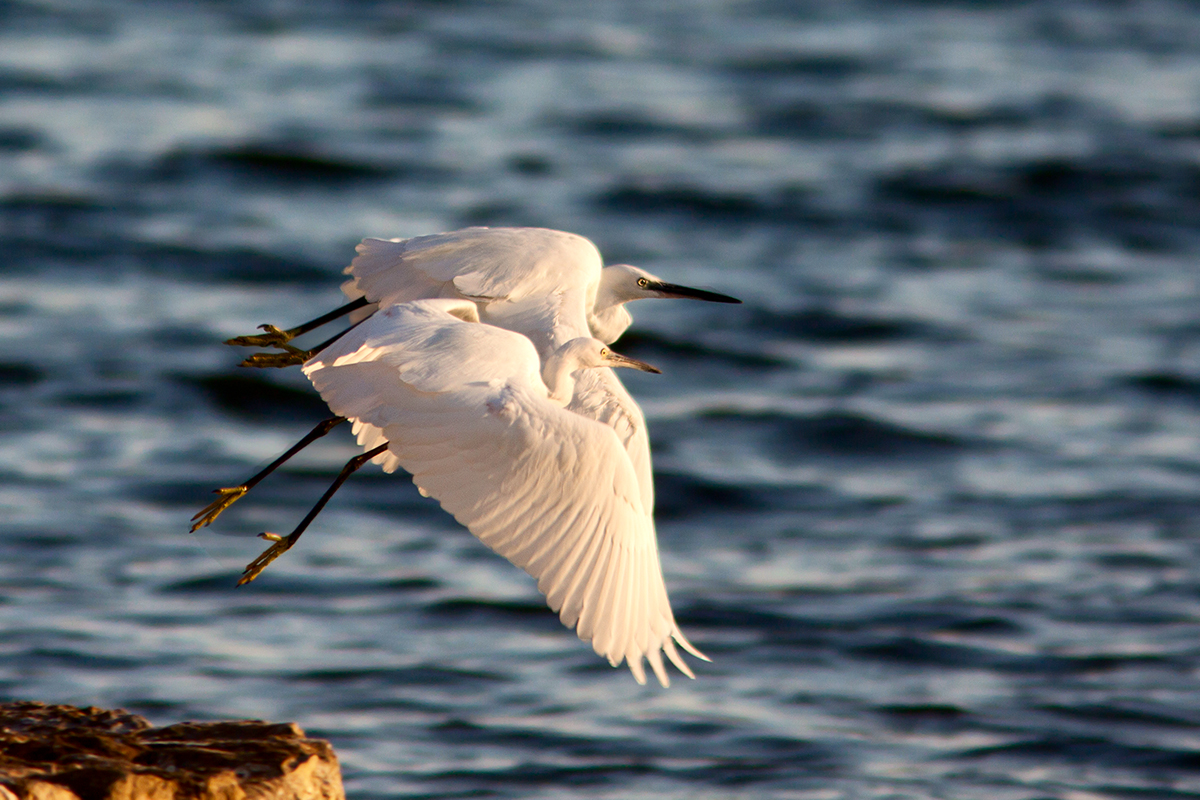
Garzette osservate a Vendicari

Lungo i fiumi si può incontrare la biscia d'acqua (Natrix natrix) e la più rara colubro leopardino (Elaphe situla); nota solo in questa parte della Sicilia. Sulle praterie steppiche si incontra la vipera meridionale (Vipera aspis). Particolarmente comune è sugli Iblei la lucertola sicula (Podarcis waglerianus); più raro ma comunque riscontrabile il gongilo (Chalcides ocellatus) e il ramarro (Lacerta viridis). Le testuggini comuni (Testudo Hermanni) e siciliane (Emys trinacris). In alcuni tratti delle coste iblee, come a Vendicari, vi nidificano le tartarughe Caretta Caretta.
Tra gli anfibi si incontrano, oltre alla comune rana (Rana esculenta) e al rospo (Bufo bufo), le meno comuni raganelle (Hyla arborea). Nella riserva naturale di Vendicari si incontra anche il rospo smeraldino (Bufotes boulengeri siculus); più in generale, data la complessità del tavolato ibleo, sono diversi i luoghi che mostrano una peculiare fauna che muta spostandosi di zona in zona.
Tra i mammiferi più comuni si annovera la volpe (Vulpes vulpes); la martora (Martes martes) visibile quasi esclusivamente nelle più fitte vallate iblee; la donnola (Mustela nivalis); il riccio (Erinaceus europaeus), l'istrice (Hystrix cristata) e i pipistrelli (Chiroptera).
Dato inoltre il forte sviluppo agricolo e pastorale degli Iblei sono stati fatti degli incroci, specialmente nel ragusano, con le razze bovine e asinine, per cui sul territorio si trova l'asino ragusano, molto apprezzato e in via d'estinzione, e la mucca Modicana. Il cavallo siciliano, definito oramai indigeno di questi luoghi, vi venne introdotto si sostiene dai Greci.
Estremamente interessante risulta l'avifauna degli Iblei: punto fondamentale di ritrovo per i migratori che giungono sia da nord che da sud. Tra le specie residenti che nidificano la più tipica è la coturnice (Alectoris graeca), seguono la gallinella d'acqua (Gallinula chloropus), il martin pescatore (Alcedo atthis), l'usignolo comune (Luscinia megarhynchos) e l'usignolo da fiume (Cettia cetti), la capinera (Sylvia atricapilla), diversi tipi di falchi, il barbagianni (Tyto alba), la civetta (Athene noctua), l'allodola (Alauda arvensis), il fringuello (Fringilla coelebs) e numerosi altri volatili.

## Le riserve naturali protette degli Iblei
Essendo un luogo ricolmo di particolare e significativa presenza floreale e faunistica, sono state istituite numerose aree protette:

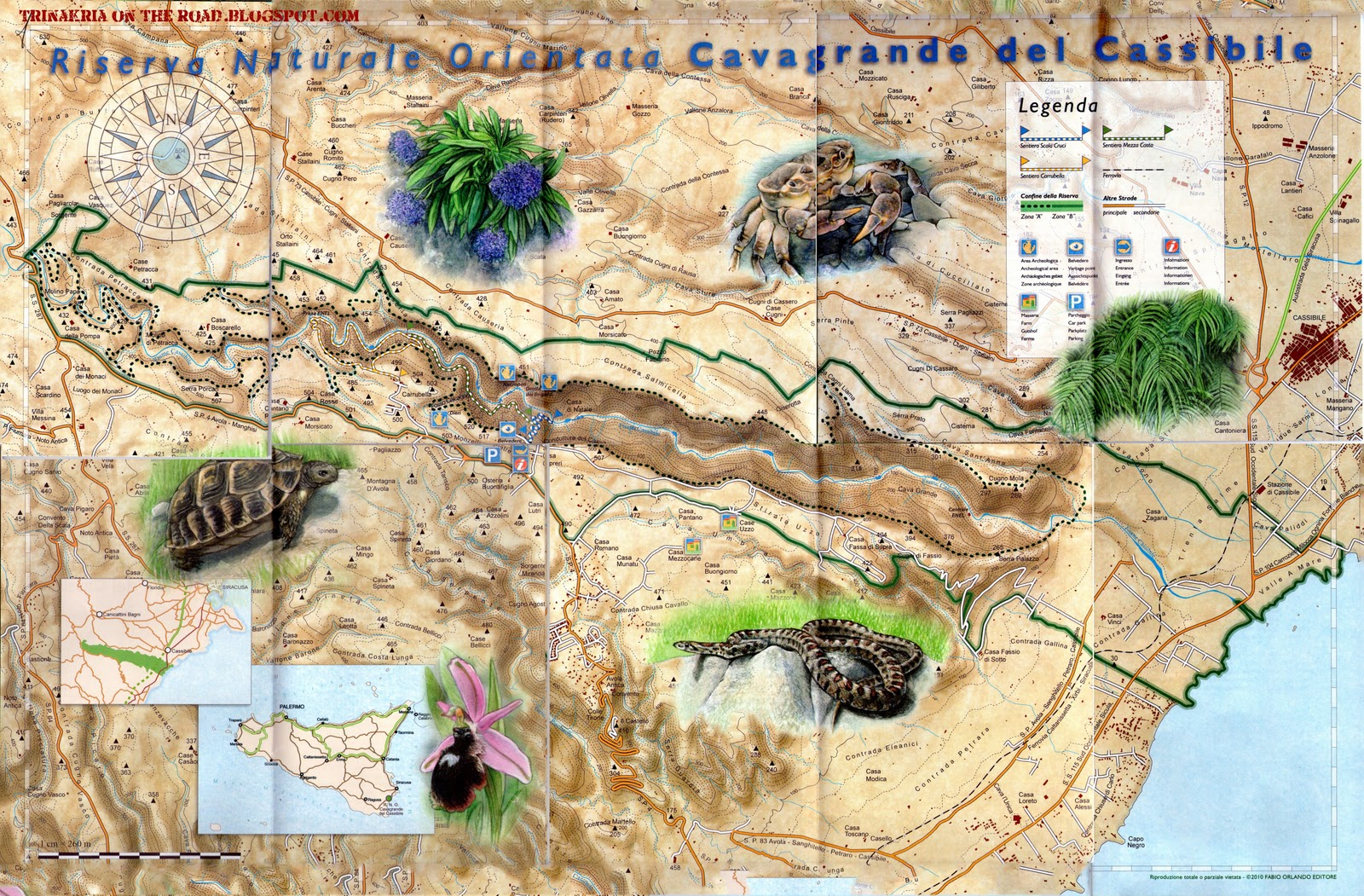
Mappa della Riserva di Cavagrande del Cassibile

| Riserva naturale iblea                                                        | Ettari   | Prov. |
| ----------------------------------------------------------------------------- | -------- | ----- |
| Riserva naturale orientata Pantalica, Valle dell'Anapo e Torrente Cava Grande | 3.712,07 | SR    |
| Riserva naturale orientata Pino d'Aleppo                                      | 2.921,25 | RG    |
| Riserva naturale orientata Cavagrande del Cassibile                           | 2.696,49 | SR    |
| Area marina protetta Plemmirio                                                | 2.429,00 | SR    |
| Riserva naturale orientata Oasi Faunistica di Vendicari                       | 1.512,00 | SR    |
| Riserva naturale orientata Pantani della Sicilia Sud-Orientale                | 1.385,03 | SR-RG |
| Riserva naturale Fiume Ciane e Saline di Siracusa                             | 316,70   | SR    |
| Riserva naturale integrale Cava Randello                                      | 156,9    | RG    |
| Riserva naturale Macchia Foresta del Fiume Irminio                            | 134,70   | RG    |
| Riserva naturale integrale Complesso speleologico Villasmundo-Sant'Alfio      | 71,66    | SR    |
| Riserva naturale integrale Grotta Monello                                     | 60       | SR    |
| Riserva naturale orientata Saline di Priolo                                   | 54,5     | SR    |
| Saline di Augusta                                                             | 52       | SR    |
| Riserva naturale integrale Grotta Palombara                                   | 11,25    | SR    |

## Economia

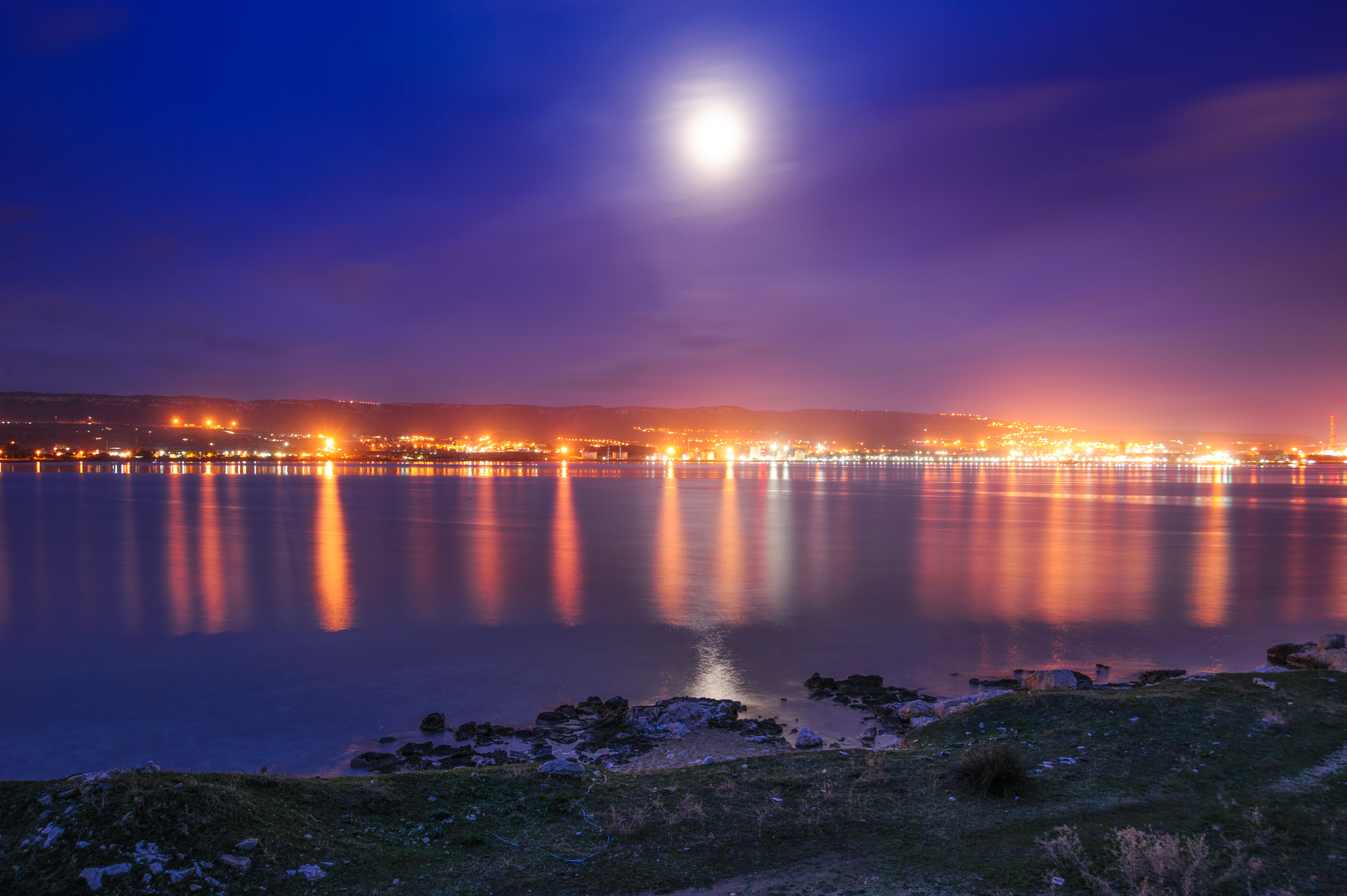
Gli Iblei visti dalla penisola di Thapsos, con il polo petrolchimico sulla costa

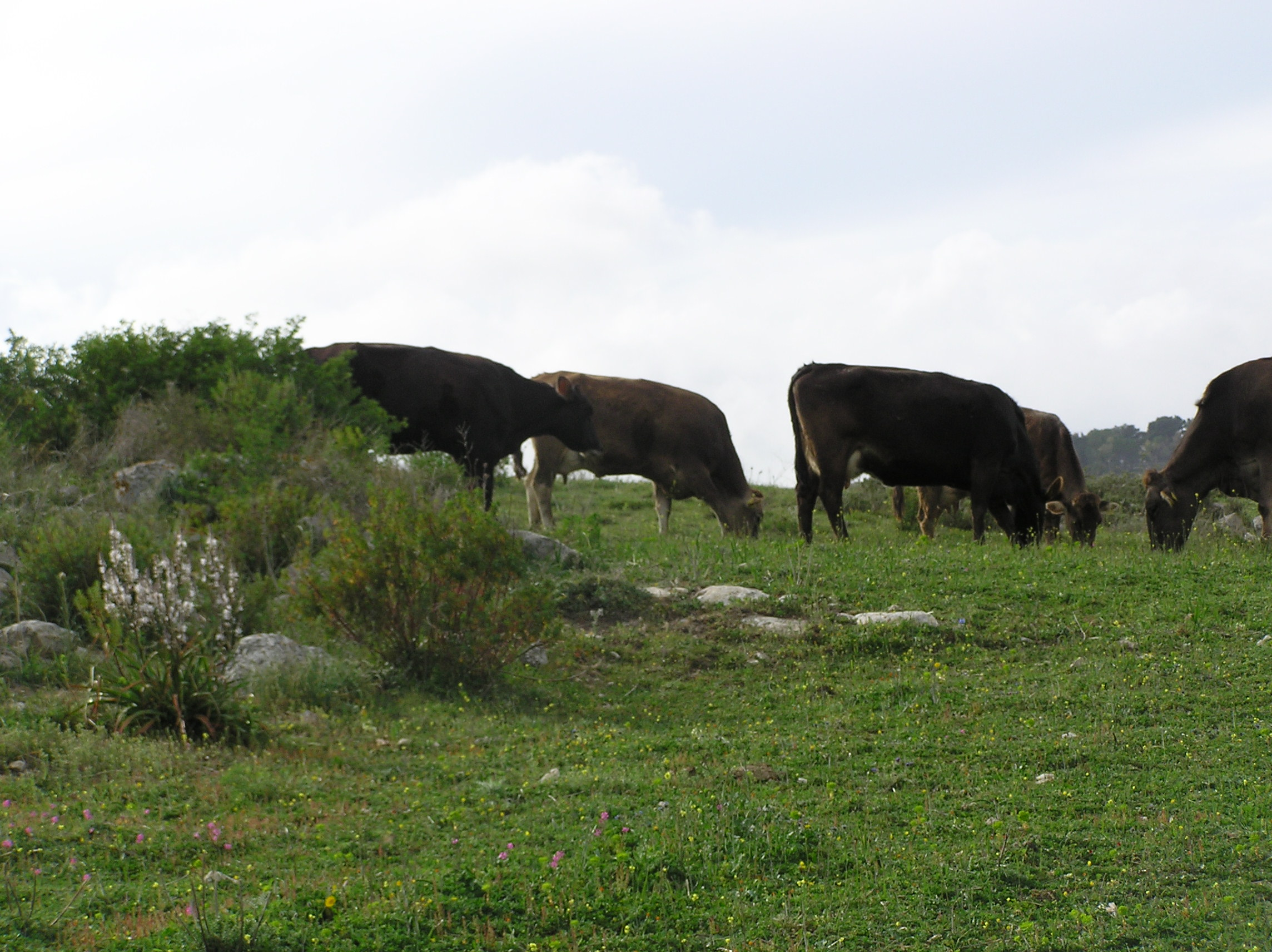
Pascolo di bovini nel ragusano

L'economia iblea si basa principalmente sull'agricoltura e sulla pastorizia. Il settore industriale e il settore terziario è maggiormente sviluppato lungo la costa orientale. Il fenomeno del turismo è una scoperta recente sugli Iblei e nonostante il prezioso patrimonio storico-culturale, molti dei comuni iblei restano ancora ai margini della domanda turistica. A causa di scelte differenti i due maggiori territori, siracusano e ragusano, si sono sviluppati in maniera diversa: il siracusano ha dedicato gran parte delle proprie risorse all'industria petrolchimica divenendo il principale esportatore italiano in quel determinato settore, ma per fare ciò ha sacrificato buona parte del territorio nord-orientale ibleo (da Siracusa nord fino ad Augusta, con lunghi tratti costieri interdetti e in costante pericolo d'inquinamento); il ragusano ha invece sviluppato un'economia quasi del tutto basata sulla produzione e sull'esportazione dei propri prodotti agricoli e agroalimentare, divenendo la provincia italiana con il migliore risultato economico derivato dal settore agricolo e agroalimentare.

### Agricoltura
Tipica di quest'area è la coltivazione arborea del carrubo, dell'ulivo, del limone e del mandorlo. Il sistema di campi chiusi inoltre permette la coltivazione di grano, mais (come foraggio) e primizie in generale. Con l'avvento delle moderne tecniche di agricoltura in serra, vengono coltivate molte specie diffuse in Italia di frutta e ortaggi, rendendo questo settore indispensabile per l'economia di molti comuni degli Iblei.
Di seguito l'elenco dei principali prodotti agroalimentari degli Iblei:

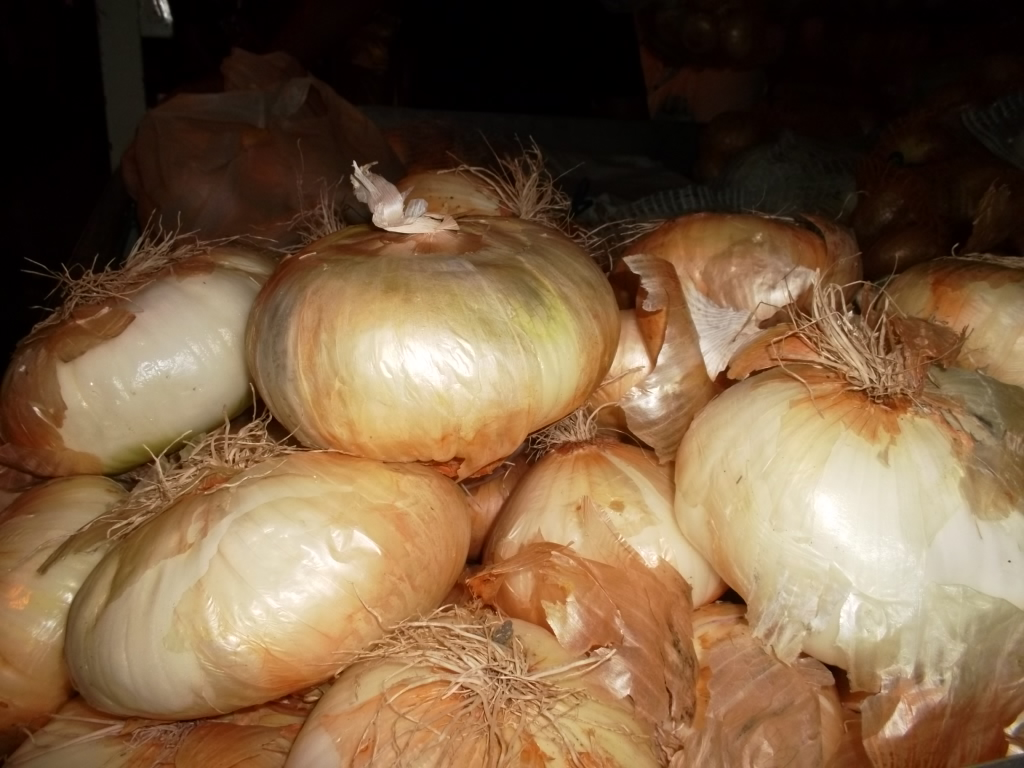
Cipolle di Giarratana

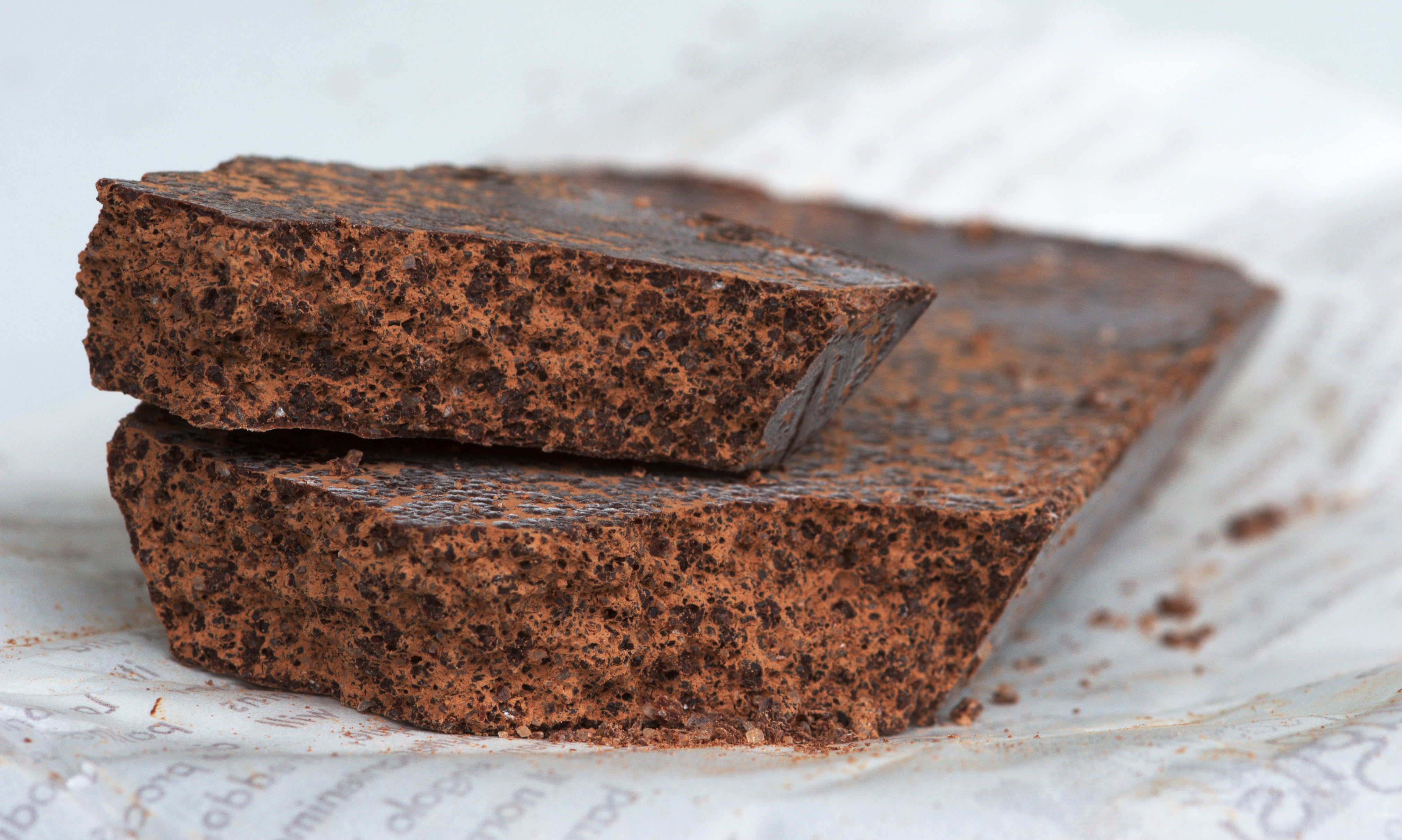
Cioccolato modicano

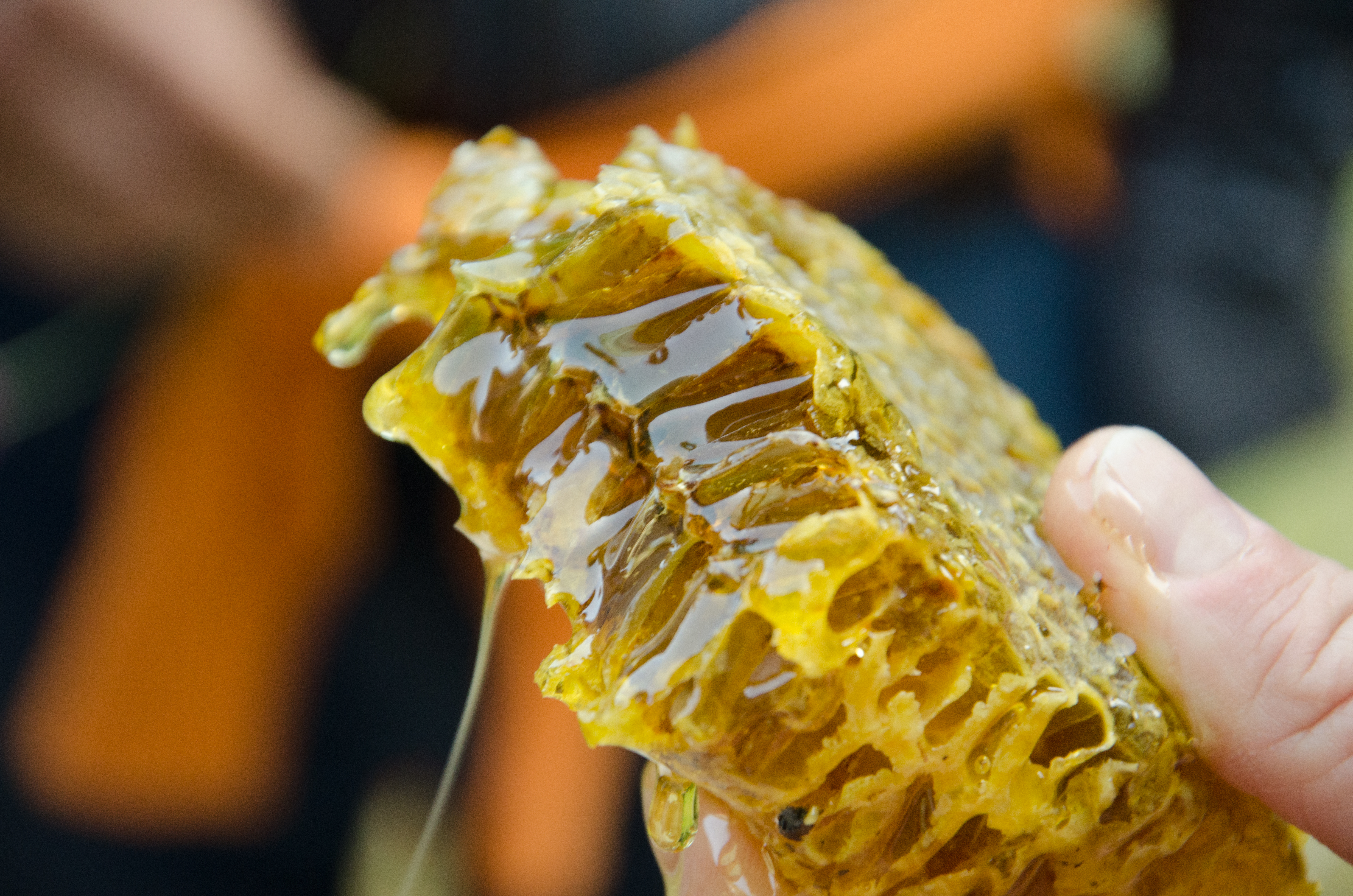
Miele del Val d'Anapo

| Definizione (dati ufficiali del Ministero delle Politiche Agricole, Alimentari e Forestali) | Cat.     | Settore                           |
| ------------------------------------------------------------------------------------------- | -------- | --------------------------------- |
| Anguria di Siracusa                                                                         | P.A.T.   | Ortofrutticoli e cereali          |
| Arancia Rossa di Sicilia                                                                    | I.G.P.   | Ortofrutticoli e cereali          |
| Caciocavallo Ragusano                                                                       | D.O.P.   | Formaggi                          |
| Carota novella di Ispica                                                                    | I.G.P.   | Ortofrutticoli e cereali          |
| Cerasuolo di Vittoria                                                                       | D.O.C.G. | Vino                              |
| Cioccolato modicano                                                                         | I.G.P.   | Altri prodotti                    |
| Cipolla di Giarratana                                                                       | P.A.T.   | Ortofrutticoli e cereali          |
| Eloro (vino)                                                                                | D.O.C.   | Vino                              |
| Fragola di Cassibile                                                                        | P.A.T.   | Ortofrutticoli e cereali          |
| Limone di Siracusa                                                                          | I.G.P.   | Ortofrutticoli e cereali          |
| Mandorla di Avola                                                                           | P.A.T.   | Ortofrutticoli e cereali          |
| Miele ibleo                                                                                 | P.A.T.   | Altri prodotti di origine animale |
| Nero d'Avola (vitigno)                                                                      | D.O.C.   | Vino                              |
| Noto (vino)                                                                                 | D.O.C.   | Vino                              |
| Olio extra vergine di oliva dei Monti Iblei                                                 | D.O.P.   | Olio di oliva                     |
| Patata novella di Siracusa                                                                  | P.A.T.   | Ortofrutticoli e cereali          |
| Pomodoro di Pachino                                                                         | I.G.P.   | Ortofrutticoli e cereali          |
| Siracusa (vino)                                                                             | D.O.C.   | Vino                              |
| Uva da tavola di Mazzarrone                                                                 | I.G.P.   | Ortofrutticoli e cereali          |
| Vittoria (vino)                                                                             | D.O.C.   | Vino                              |

## Cucina iblea

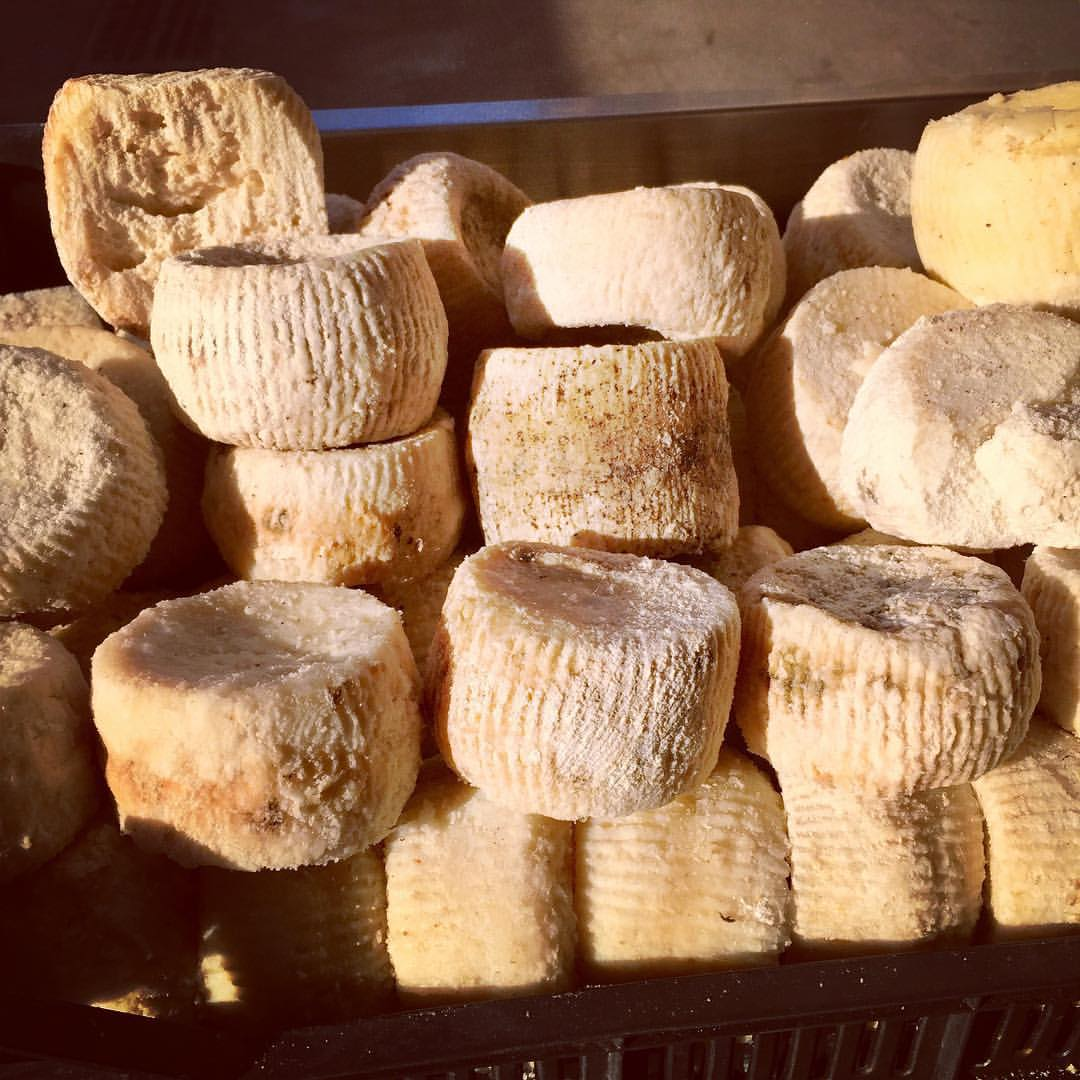
Ricotta infornata al mercato di Ortigia

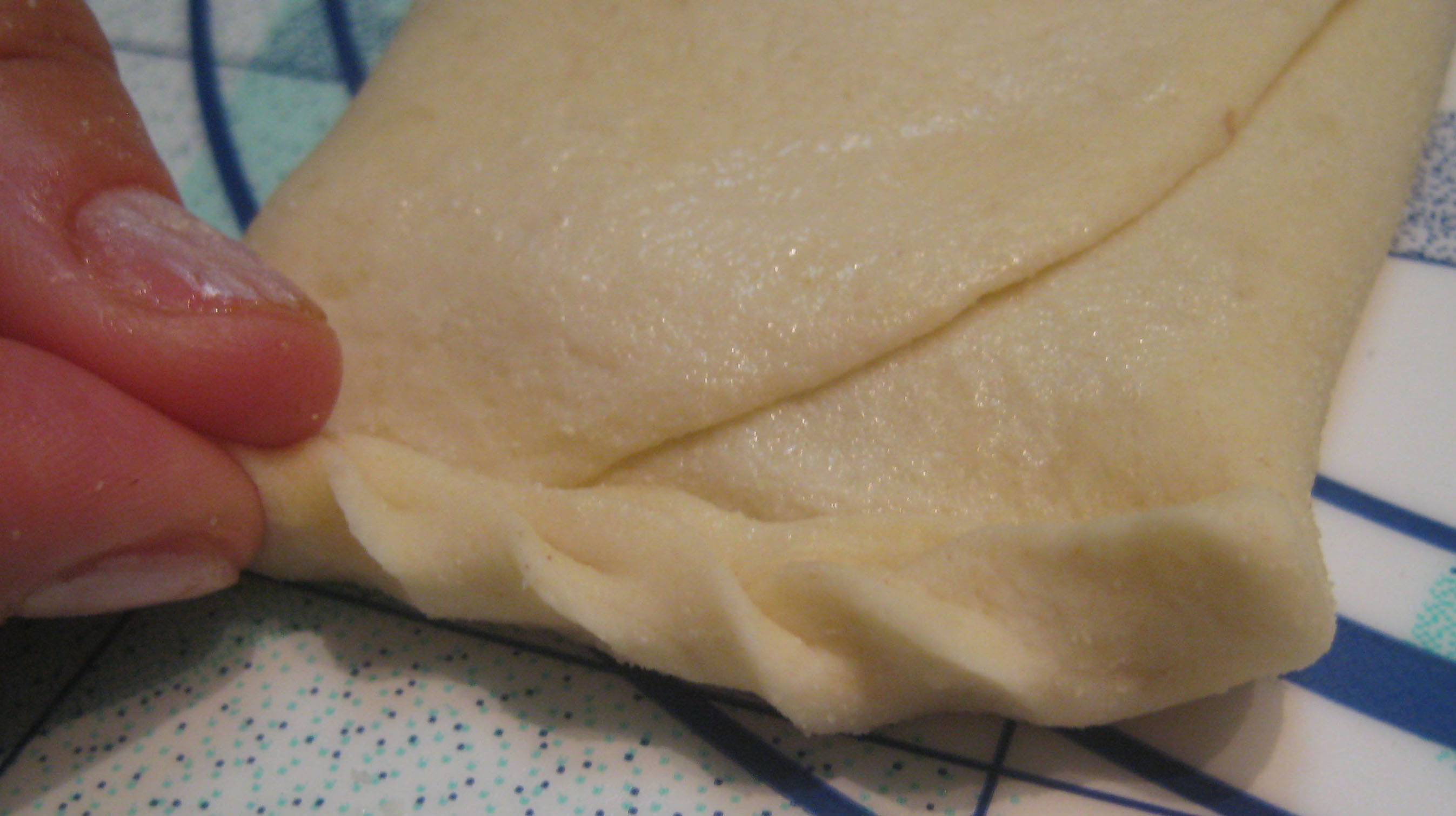
La scaccia o impanata del luogo

La cucina Iblea si contraddistingue in quanto grazie alla vicinanza del mare e alla media altitudine riesce a mescolare bene i sapori dell'entroterra con quelli dei territori che sorgono sulla costa rocciosa; quindi pesce e carne si trovano in parti quasi uguali nella tradizione culinaria del luogo. La genuinità, tradotta in semplicità alimentare, è il tratto distintivo della cucina iblea. Si fa molto uso dei prodotti trovati in natura; specialmente delle tante erbe selvatiche che in abbondanza crescono sul territorio. I piatti sono quelli classici della tradizione alimentare siciliana, facente parte della dieta mediterranea, ma il territorio ha le sue peculiarità: i primi piatti di pasta al sugo, quasi sempre di maiale, come i tipici cavati e ravioli alla ragusana, ma anche alla siracusana, vengono accompagnati a secondi piatti di salsicce, formaggi e vini locali. Alcune tipicità del territorio sono: i 'mpanatigghi, il capuliato, il cudduruni, la turciniuna, la cuddura, il pizzolo, la scacciata (detta anche scaccia nel ragusano e impanata nel siracusano) e molti altri ancora.

## Luoghi d'interesse

### Le neviere degli Iblei

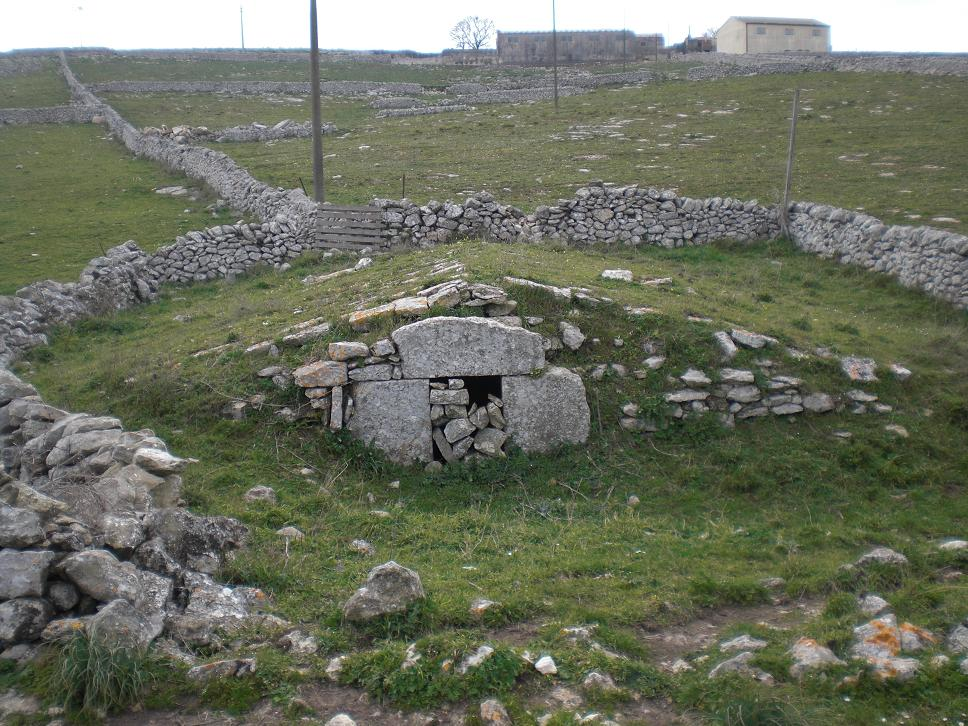
Neviera a Chiaramonte Gulfi

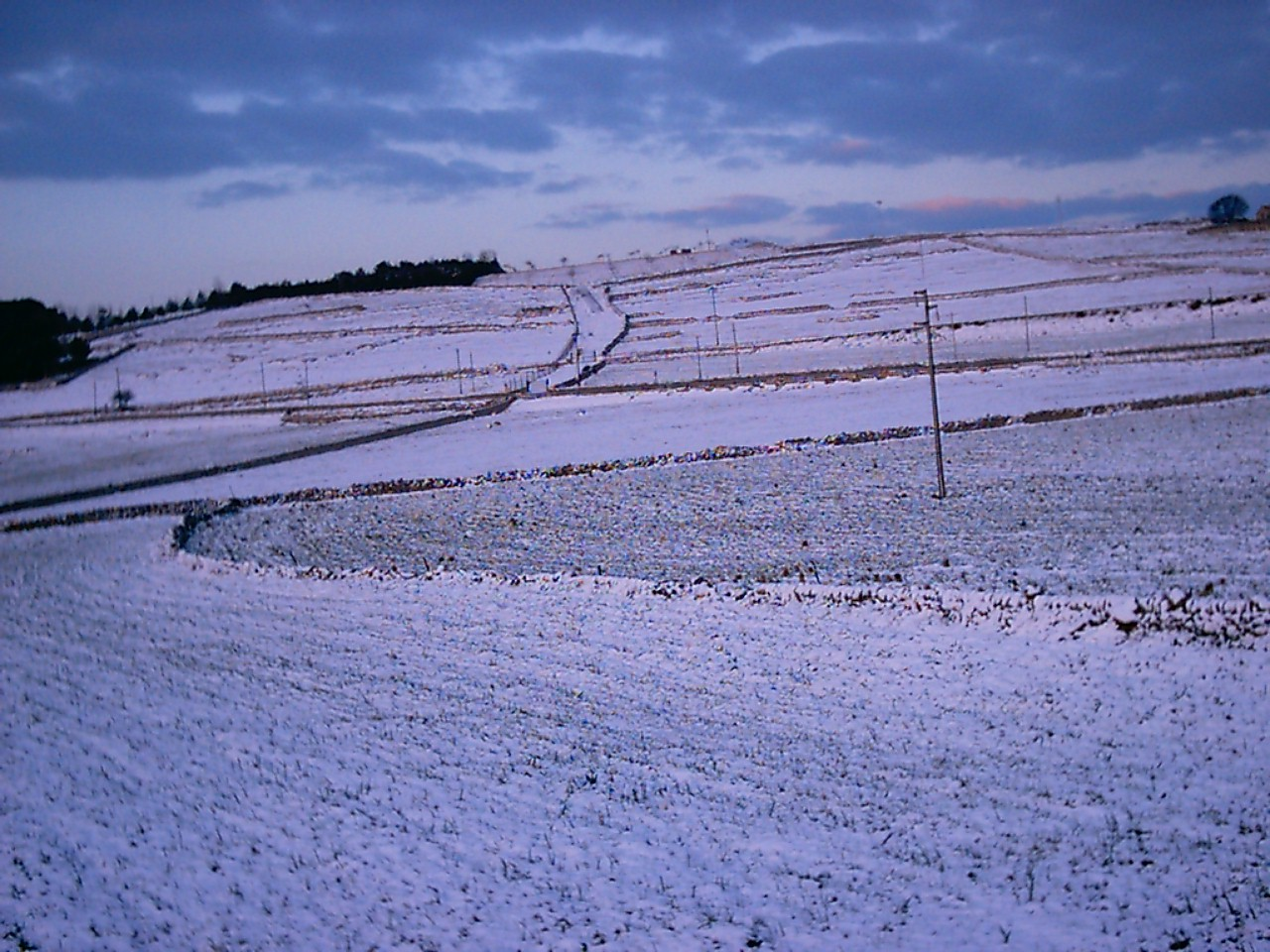
Gli Iblei innevati

In molti comuni dell'altopiano ibleo, come a Palazzolo Acreide, Buscemi e soprattutto a Chiaramonte Gulfi e a Buccheri (dove si trovano le neviere più antiche), in passato vi fu un notevole commercio derivato dalla neve, appositamente conservata nelle neviere. Quando il clima era più rigido, e quindi le nevicate più abbondanti, e vi era una fondamentale richiesta di neve per uso commerciale, i comuni montani degli Iblei svolsero un ruolo molto importante per l'economia della costa ionica e mediterranea: essi depositavano la neve caduta durante i mesi invernali in costruzioni di pietra dette neviere (o ghiacciaie) le quali avevano il compito di non farla sciogliere e farla durare anche durante il caldo estivo.
Gli Iblei iniziarono a commercializzare la propria neve verso il 1500. Si usavano diversi attrezzi per manipolarla: i siracusani ad esempio già nel '500 conoscevano l'uso della cantimplora; un vaso di vetro nel quale con la neve si refrigerava il vino. La neviera degli Iblei poteva avere diverse forme: a cupola o a volta, oppure si trattava di grotte completamente interrate. La neve depositata nelle neviere - di proprietà feudale - veniva compressa per agevolare la formazione del ghiaccio, il quale veniva acquistato dai commercianti delle città per svariati utilizzi; principalmente per uso medico, con la cosiddetta «Cura del freddo» (prescritta da medici e guaritori contro la febbre alta); o culinario, per la creazione di sorbetti e granite. Le neviere di Buccheri erano le più note degli Iblei: costruite con la roccia lavica, permettevano il commercio della neve del Lauro con svariate città della Sicilia sud-orientale, tra le quali figurano Siracusa e Ragusa, e persino con le isole mediterranee: il medico danese Thomas Bartholin nel 1661 scrisse della neve degli Iblei trasportata dal porto di Siracusa all'isola di Malta:
(Thomas Bartholin, De nivis usu medico observationes variae in Dialoghi Mediterranei, n. 8, luglio 2014.)
La neve del Lauro, insieme a quella dell'Etna, era quella che maggiormente riforniva l'isola di Malta, anche per usi ospedalieri. In seguito, nell'epoca moderna, con l'apertura delle prime fabbriche del ghiaccio site direttamente nei centri urbani costieri, le neviere sugli Iblei persero gran parte del loro scopo. Cessarono del tutto di essere utilizzare negli anni Cinquanta del XIX secolo. A testimoniare questo rilevante legame con la neve, negli Iblei sono osservabili ben 25 neviere.

## Parco nazionale degli Iblei
A tutela del biotopo ibleo è stata prevista legislativamente dal governo nazionale l'istituzione del Parco nazionale degli Iblei grazie all'art. 26 comma 4 septies della Legge 222/2007. Tuttavia è sorto un contenzioso con la Regione Siciliana risolto solo dalla Consulta con la sentenza della Corte Costituzionale 23 gennaio 2009 n. 12. Una volta approvata la perimetrazione definitiva ed emesso il decreto istitutivo, il parco sarà il secondo parco nazionale della Sicilia (dopo quello dell'isola di Pantelleria) e abbraccerà territori delle provincie di Siracusa (60%), Ragusa (30%), Catania (10%). I comuni interessati sono in totale 28 e l'area è pari a oltre 160.000 ettari.
Nella provincia di Ragusa sono sorte delle complicazioni in quanto l'attuale perimetrazione ha escluso territori iblei di grande interesse e addirittura alcune aree SIC, come l'area comunale di Scicli, ciò ha quindi generato critiche interne e delle conseguenti proposte di riperimetrazione presentate al Ministro dell'Ambiente. Anche per la provincia di Siracusa sono sorte delle complicazioni; ben 19 dei suoi 21 comuni rientrano nel parco nazionale ibleo, con la sola esclusione di Pachino e Portopalo di Capo Passero, e ciò potrebbe creare dei danni all'economia di quei comuni che si sorreggono soprattutto con il settore agricolo, in quanto le norme dei parchi protetti sono restrittive. L'accordo è stato alla fine raggiunto all'inizio del 2019, con la conclusione dell'iter istruttorio sulla perimetrazione definitiva. Si spera che nel corso del 2019 il Ministero dell'Ambiente possa procedere con la pubblicazione del decreto istitutivo.